# 苻堅
苻 堅（ふ けん、338年‐385年）は、五胡十六国時代の前秦の第3代君主。字は永固。幼名は堅頭。元の姓は蒲といい、後に苻と改めた。略陽郡臨渭県（現在の甘粛省天水市秦安県の東南）を本貫とする氐族であり、出生地は魏郡鄴県である。父は苻雄。母は苟氏。宰相の王猛を重用して前燕・前涼・代・前仇池を滅ぼし、五胡十六国時代において唯一となる華北統一を成し遂げると、さらには東晋領の益州をも支配下に入れ、前秦の最盛期を築いた。中華統一を目論んで大々的に東晋征伐を敢行したが、淝水の戦いで大敗を喫した。これにより統治下にあった諸部族の反乱・自立を招いて前秦は衰退し、苻堅は志半ばでこの世を去った。

## 生涯

### 出生から苻生殺害まで

#### 若き日
出生時の名は蒲堅であるが、本記事では苻堅の表記で統一する（他の一族も同様に苻姓で表記する）。
元々、苻堅の祖父である苻洪は略陽郡を根拠地とする氐族の酋長であったが、彼は328年に部族の民を従えて後趙へ帰順しており、その一族は後趙の首都である鄴に移住していた。そのため、苻堅は鄴城内の永貴里という村で338年に生を受けた。
349年5月、苻洪は後趙から離反し、枋頭（現在の河南省鶴壁市浚県の南東）を拠点として独自行動を取るようになったが、苻堅も含めた一族は未だ鄴に取り残されたままであった。同年12月、伯父の苻健に従い、苻堅ら一族は機を見て鄴城から脱出した。そして関所を突破すると、枋頭へ逃亡して苻洪と無事に合流を果たした。
350年、苻洪は大都督・大将軍・大単于・三秦王を自称して明確に自立を標榜し、自らの姓を『蒲』から『苻』に改めた。苻堅ら一族もこれに倣って改姓した。

#### 前秦の臣下として

##### 前秦成立
同年3月、苻洪が没し、嫡男の苻健が後を継いだ。11月、苻健は長安を占拠していた京兆の豪族杜洪・張琚らを放逐し、関中一帯を支配下に入れると、長安を都とした。
351年1月、苻健は天王・大単于の位に即き、国号を大秦と定めた（前秦の建国）。この時、苻堅は龍驤将軍に任じられた。この龍驤将軍という位は、かつて祖父の苻洪や、父である苻雄も授かってきた伝統ある将軍位であり、苻堅に掛ける苻健の期待は絶大であった。
354年5月、父の苻雄が病によりこの世を去ると、苻堅は父の爵位である東海王を継承した。当時、前秦の重臣である呂婆楼・強汪・梁平老らはいずれも『王佐の才（君主を補佐して成功に導く事が出来る才能）』の持ち主と評される人物であったが、苻堅は彼らと交流を深めて傘下に引き入れ、朋党（政治思想や利害を共通する官僚同士が結んだ党派集団を指す）を結成した。

##### 姚襄討伐
355年6月、苻健が崩御し、その三男である苻生が帝位を継いだ。
357年4月、関中攻略を目論む羌族酋長の姚襄が杏城（現在の陝西省延安市黄陵県の南西）まで進出し、従兄の輔国将軍姚蘭には敷城を攻撃させ、さらにその兄の曜武将軍姚益・左将軍王欽盧には北地に住む羌の諸部族を招集させた。5万戸余りの諸部族がこの呼び掛けに応じ、集まった兵は2万7千を数えた。姚襄はさらに軍を進め、黄落（現在の陝西省銅川市王益区黄堡鎮）に拠点を構えた。
苻生の命により、苻堅は衛大将軍苻黄眉・平北将軍苻道・建節将軍鄧羌と共に歩兵・騎兵併せて1万5千を率い、姚襄討伐に向かった。これに対し、姚襄は堀を深く塁を高くして守りを固め、戦いに応じなかった。
5月、鄧羌が騎兵3千を率いて陣門に迫る形で布陣して敵軍を挑発すると、姚襄は全軍を挙げて撃って出た。すると鄧羌は相手に優勢に立っていると思わせて敢えて軍を退き、姚襄軍を本陣から遠く引き離させた。姚襄はまんまとこの偽装退却に引っ掛かり、追撃を続けて三原（現在の陝西省咸陽市淳化県方里鎮）にまで至ったが、ここで鄧羌は騎兵を反転させて突撃を掛けた。これを合図に苻堅らもまた大軍でもって突撃を仕掛け、姚襄を大敗させてその首級を挙げた。これにより敵軍は戦意を失い、弟の姚萇は敗残兵を纏め上げて前秦に降伏した。
姚襄の旧臣である薛讃・権翼もまた降伏し、以降は前秦に仕えるようになった。苻堅は彼らと交流を深め、自らの朋党に引き入れた。

##### 政変決行
2代皇帝苻生は残忍にして暴虐な人物であり、いつも遊び呆けては酒を飲み、官吏・女官などの殺戮を繰り返していた。苻生の即位以降に殺された人間は、后妃・公卿から下僕に至るまで1000を遥かに超えたといわれ、苻堅自身もまた幾度も苻生により害されそうになったが、左衛将軍李威の取りなしにより危機を免れていた。苻堅はこれに深く感謝し、李威に対しては父に接するかの如く師事するようになった。
357年5月、薛讃・権翼はこのような状況を憂え、密かに苻堅へ「主上（苻生）は疑い深く残忍・暴虐であり、内外問わず人心は離れております。今、秦祀（前秦の祭祀）を受け継ぐべきは、殿下（苻堅）に非ずして一体誰でしょうか！早々に計を為すことを願います。他家の者に国を奪われる事だけはあってはなりませんぞ！」と告げた。苻堅はこの意見に内心深く同意し、彼らを謀主（参謀役）として抜擢した。またこの時期、尚書呂婆楼の進言により王猛を側近として迎え入れている。
特進の梁平老らもまた、苻生の残虐ぶりに際限が無い事を憂えており、幾度も苻堅へ言葉を尽くして苻生誅殺を勧めていた。さらに6月には、梁平老らは再び苻堅へ「主上は徳を失っており、（身分の）上下問わず嗷嗷（叫び声が飛び交って騒がしい様を指す）としております。人びとは異心を抱き、燕（前燕）・晋（東晋）の二方が隙を窺って動こうとしております。禍が発して家・国が共に滅びるのが最も恐れる所です。これは殿下の事業であり、どうか早急に図っていただきますよう！」と強く勧めた。苻堅は内心では同意していたものの、苻生の矯勇（勇猛であり行動が迅速である事）を警戒していたので、なかなか実行に移す事ができなかった。
ある夜、苻生は侍婢（侍女）へ「阿法（苻堅の兄の清河王苻法の幼名）の兄弟も信用ならんな。明日にでも除くとするか」と漏らしたが、その侍婢は苻法へこの事を密告した。そのため、苻法は先んじて政変を決行し、梁平老・光禄大夫強汪らと壮士数百人を率いて雲龍門より宮殿へ突入した。これに苻堅も呼応し、呂婆楼と共に麾下の兵数百を率い、軍鼓を鳴らして進軍した。これにより宮中の将兵は戦意喪失し、みな武器を捨てて苻堅に従った。この時、苻生はまだ酔い潰れて眠っており、苻堅の兵は彼を別室に連行すると、越王に降格してから殺害した。

### 天王即位から前燕併呑まで

#### 大秦天王に即位
6月、政変の後、群臣はみな頓首（頭を地に擦りつけるように拝礼する事）して苻堅へ即位するよう要請した。苻堅は民心が自らに服していないのを憂慮し、この要請に難色を示したが、群臣の幾度もの固い要請により遂に従い、位を継ぐ事を決めた。但し、皇帝号は名乗らず、大秦天王の位を称した。太極殿において即位の儀を済ませ、領内に大赦を下して永興と改元した。
父の苻雄を文桓皇帝と追諡し、母の苟氏を天王太后に、妻の苟氏を天王后に、子の苻宏を天王太子に立てた。兄の苻法を使持節・侍中・都督中外諸軍事・丞相・録尚書事に、従祖の右光禄大夫・永安公苻侯を太尉に、従兄の晋公苻柳を車騎大将軍・尚書令に任じた。また苻法を東海公に、弟の苻融を陽平公に、苻双を河南公に、子の苻丕を長楽公に、苻暉を平原公に、苻熙を広平公に、苻叡を鉅鹿公に封じた（苻堅自身が皇帝ではなく天王を名乗っている事から、苻生の時代に王だった者をみな公に降封している）。
また李威を衛将軍・尚書左僕射に、梁平老を右僕射に、強汪を領軍将軍に・仇騰を尚書に任じ、彼らに領選（官吏の選挙を兼ねる事）を委ねた。席宝を丞相長史・行太子詹事に、呂婆楼を司隷校尉に、王猛を中書侍郎に任じた。苻生の側近として共に政治を乱していた中書監董栄・趙韶を初め20人余りを誅殺し、苻生には厲（「殺戮無辜」「暴虐無親」「愎狠無礼」などの意味）という悪諡を与えた。弟の苻融は文武に才能を有していた事から、苻堅は彼を重用し、国家の大事については共に議論するようになった。
8月、権翼を給事黄門侍郎に任じ、薛讃を中書侍郎に任じた。また、王猛・薛讃には国家の機密を司らせた。
9月、苻生によって誅殺されていた魚遵・雷弱児・毛貴・王堕・梁楞・梁安・段純・辛牢ら、かつての国家の重臣達を元々の官職に復帰させた上で、礼をもって改葬し、その子孫を才能に応じて抜擢した。

#### 苻法の死
政変が起こった後、もともと苻堅は自ら即位するつもりはなく、兄の苻法へ対し帝位に即くよう勧めていた。だが、苻法もまた「汝こそが嫡男である。また賢人であるから立つべきであろう」と述べ、 自らが庶子（側室の子）であった事から勧めに応じなかった。これに苻堅もまた「兄は年長ですから立つべきです」と反論し、その勧めに応じなかった。このやり取りを見た苻堅の母である苟氏は、涙ながらに群臣へ「小児（苻堅）は社稷の重大さを理解出来ていません。他日、（苻法が即位した事で）もし後悔があれば、その災いは諸君の身にも降りかかりますよ」と述べ、苻堅を即位させるように手を回すよう請うた。この意を受け、群臣は苻堅へ固く要請して位を継がせたのであった。
苻法は苻堅より年長であり、また賢明な人物でもあった事から周囲からの人望も篤かった。そのため、苻堅が即位して以降も、苟氏は彼が苻堅を脅かす存在になるのではないかと常々憂慮していた。同年11月、苟氏は宣明台に赴く途上、苻法の邸宅を通りがかったが、その門前には多くの車馬が集まっていた。これを見た彼女は、苻法が何か謀略を企んでいるのではないかとさらに疑念を抱くようになり、遂には李威と共謀して苻法を賜死させてしまった。苻堅は東堂において苻法の遺体と見えると、慟哭の余り吐血したという。その後、苻法へ元々の官職（使持節・侍中・都督中外諸軍事・丞相・録尚書事）を贈り、献哀公という諡号を与え、子の苻陽に東海公を継承させ、苻敷を清河公に封じた。

#### 群臣の任官と王猛の重用
同年12月、尚書省に出向いた苻堅は役人達が文案をうまく処理出来ていないのを見て、尚書左丞程卓を罷免して王猛とその任を交代させた。
358年9月、太尉苻侯を尚書令に任じた。
359年6月、大赦を下して甘露と改元した。
同年7月、驍騎将軍鄧羌を御史中丞に任じ、8月には咸陽内史王猛を侍中・中書令・京兆尹に任じた。
特進強徳は初代皇帝苻健の妻の強氏の弟に当たる人物であったが、彼はかねてより酒に耽っては横暴な振る舞いを繰り返し、さらに財貨や子女を収奪していたので、百姓の患いとなっていた。同月、王猛は強徳を捕らえると、苻堅の命を待たずに処刑し、その屍を市に晒した。苻堅は強徳が収監されたと聞き、使者を急行させて処刑を取りやめさせようとしたが、間に合わなかった。ただ、この一件で王猛を罰する事も無かった。
王猛はさらに鄧羌と共に綱紀粛正に取り掛かり、数十日の間に貴族や役人の不正を洗い出し、処刑や免職された者は20人を超えた。百官は恐れおののき、悪人は息を潜めるようになった。また、濫りに道端に落ちている物を拾う者はいなくなり、風紀は引き締められた。これを見た苻堅は「我は今初めて真に理解した。天下に法が有るということを。天子が尊なる存在であることを」と感嘆した。これにより苻堅の王猛への寵愛は日に日に篤くなり、次第に朝政で王猛が関与しないものは無くなっていった。
10月、王猛を吏部尚書に任じ、すぐに太子詹事に移らせ、11月には尚書左僕射を加え、以前の官職も兼務させた。さらに12月には輔国将軍・司隷校尉に昇進させ、宿衛として宮中に住まわせるようになり、僕射・詹事・侍中・中書令・領選の官職についてもこれまで通り兼務とした。王猛は何度か上表して辞退を試み、散騎常侍苻融・散騎任群・処士朱肜らにその任を交代させるよう請うたが、苻堅は認めなかった。
また、苻融を侍中・中書監・左僕射に、任群を光禄大夫・領太子家令に、朱肜を尚書侍郎・領太子庶子に、左僕射李威を領護軍に任じ、右僕射梁平老を使持節・都督北垂諸軍事・鎮北大将軍に任じて朔方の西部を鎮守させ、丞相司馬賈雍を雲中護軍に任じ、雲中の南部を鎮守させた。
360年1月、司隷を分割して雍州を新たに設置し、河南公苻双を都督雍河涼三州諸軍事・征西大将軍・雍州刺史に任じて趙公に改封し、雍州の治所である安定を鎮守させた。また、その弟の苻忠を代わりに河南公に封じた。
361年1月、大赦を下し、百官の爵位を一級進ませた。
365年2月、大赦を下し、建元と改元した。
370年2月、王猛を司徒・録尚書事に任じ、平陽郡侯に封じ、他の職務については以前同様兼務とした。しかし、王猛は身に余るとして頑なに辞退した。
3月、吏部尚書権翼を尚書右僕射に任じた。4月、王猛を再び司徒・録尚書事に任じたが、またも王猛は固辞した。

#### 内政改革
苻堅は即位して以降、不要な官職の統廃合、絶世（家督が断絶した家）の再興、神祇（天地の神々）の祭祀、農耕・養蚕の奨励、学校の設立に力を注ぎ、その節義を内外に知らしめた。また、父の後を継いだ者には爵一級を下賜し、鰥寡（未亡人）・身寄りのない者・老人で生活が困窮している者には、その境遇で格差をつけて穀・帛を下賜し、田租（田地に課された租税）の半分を免除した。さらに、優れた才能を持つ者、孝友・忠義な者、称賛すべき徳業がある者を登用するため、各所に該当者の報告を命じた。これらの政策により、前秦の民は大いに喜んだという。
358年4月、雍州へ赴いて5つの畤（天地の神や五帝をまつる祭場）を祀り、6月には河東へ赴いて后土（豊穣を司る女神）を祀り、9月に長安へ帰還した。またこの時期、長安において明堂（政務を行う宮殿）を建立し、さらに南郊・北郊（古代王朝の祭天及び祭地を行う場所）を修繕し、祖父の苻洪を郊祀して天に配し、伯父の苻健を明堂において宗祀して上帝に配した。そして、自ら籍田を行い、妻の苟氏には近郊で自ら親蚕を行わせた（籍田・親蚕はいずれも勧農と豊饒を祈願する農耕儀礼である）。
358年秋、前秦領内において大旱魃が起こると、苻堅は食膳を減らすと共に楽器の演奏を中止し、金玉・綺繡（彩色豊かな絹織物）は全て兵士へ分け与え、妻の苟氏に命じて後宮から全ての羅紈（精美な織物）を除かせ、衣を短くして地を引きずらないようにした。また、山沢を民間にも開放して資源を公私で共用し、戦役を取りやめて兵の休息にも努めた。これにより領内の民は養われ、旱魃は大きな禍とはならなかったという。
359年、苻堅は使者を派遣し、各地方や戎夷（異民族）の部落を巡察させ、州郡の中で老人・孤児・寡婦・自立生活が出来ない者を援助し、刑罰を濫用して百姓を苦しめている役人がいればこれを罷免した。また、彼らが農業と養蚕に勉めるよう奨励すると共に、篤学（熱心に学問に励むこと）・至孝（特筆すべき孝行を行う事）・義烈（苛烈な忠義心を持っている事）・力田（自ら開墾する事）のいずれかで評判を得ている者については全てつぶさに報告させた。
同年5月、苻堅は再び河東へ赴き、7月には帰還した。
同年12月、学官（学問を教授する官職）を国内に広く配置するため、学生で一経に通じた者（儒教の基本的な経典である『詩』『書』『礼』『易』『春秋』『楽』のうち、一つでも精通している者）を招聘してこの任務に充てさせ、公卿以下の子孫に学問を学ばせた。
同月、州郡の長官に再び命を下し、文学・政治・儒学に精通する人物、幹事（重要な業務）に堪え得る才を持つ人物、清廉潔白な人物、孝悌な人物、力田（開墾する事）を自ら行った人物をみな顕彰させた。また、推挙された人物の能力が明らかに不足していなければ、推挙した人を罰する事で妄りに推挙する事を防いだ。これによって民は勧励され、前秦は士人（学問・道徳等を備えた尊敬に値する人物を指す）の多い土地として知られるようになった。彼は宗室や外戚であっても才能の無い者は用いなかったので、内外の官はみな自らの負った任を全う出来たという。盗賊は活動を止めて赦しを請う者が相次ぎ、田畑は開墾・修整され、国庫は充分に満ち足りるようになり、典章（朝廷の規則・制度）や法物（祭祀等に用いる器物）で不足しているものは無くなったという。
362年5月、自ら太学に臨んで学生の経義の優劣について評価し、品評を行って各々の等級を定めた。
364年9月、西晋の制度に倣い、公国（諸公が治める領土）に各々三卿（郎中令・中尉・大司農）を配置するように命じた。官職については各々の公国が独断で登用する事を赦したが、郎中令のみは中央から任官する事と定めた。
当時、豪商である趙掇・丁妃・鄒瓫らはみな家に多大な資産を蓄えており、車・衣服の華やかさは王侯にも例えられるほどであった。そのため、前秦の諸公は先を争って彼らを公国の卿に据えようとした。黄門侍郎程憲はこの状況を憂えて苻堅へ豪商の排斥を訴えると、苻堅は豪商を国卿に据えた者を審問すると共に、詔を下して能力に適さぬ者を登用している諸公を尽く侯に降爵した。また士人以上でなければ都城の百里内で車馬に乗る事を禁じ、さらに金銀・錦繡（精美な織物）を職人・商人・奴僕・婦女が身に着ける事を禁じた。そしてこれを犯した者は棄市（処刑して遺体を市中に晒す事）とすると宣言した。これにより、平陽・平昌・九江・陳留・安楽の五公が爵位を侯に降された。

#### 反乱の平定

##### 張平討伐
これより以前の357年7月、前秦の大将軍・冀州牧を務めていた張平は、前秦から離反して東晋へ帰順の使者を送り、東晋朝廷より并州刺史に任じられた。
もともと張平は後趙の并州刺史を務めていたが、後趙末年の動乱に乗じて新興・雁門・西河・太原・上党・上郡の地を実効支配するようになっており、前秦に称藩していたのも形式的なものに過ぎなかった。彼が領有する砦は300を超え、さらに胡人・漢人問わず10万戸余りを従え、征鎮以下の官職を独断で任命した。彼はやがて明確に前秦や前燕と敵対するようになり、華北における第三勢力となっていた。
357年10月、張平が前秦との国境を侵犯してくると、苻堅は晋公苻柳を都督并冀二州諸軍事・并州牧に任じ、蒲坂の防衛を命じて張平を防がせた。
358年2月、苻堅は大々的に張平討伐に乗り出し、驍騎将軍鄧羌を前鋒督護に任じ、騎兵5千を与えて汾水に進駐させた。これを受け、張平は養子の張蚝に命じて鄧羌を防がせた。
3月、苻堅自らも銅壁（汾水近くの銅川に沿って築かれた砦）まで軍を進めると、張平は全軍を挙げて迎撃に出た。この時、張蚝は単身で出撃すると、大声を張り上げながら四、五回に渡って前秦の兵陣へ突撃し、大いに荒らし回った。これを見た苻堅はその武勇に惚れ込み、諸将へ彼を生け捕りにするよう命じ、成功した者には褒賞を約束した。これを受け、鷹揚将軍呂光が張蚝に斬りかかって傷を負わせ、その隙に鄧羌が彼を取り押さえて捕縛し、苻堅の下へ送った。張蚝が捕らえられた事により軍は崩壊し、張平もまた戦意喪失して苻堅に降伏した。苻堅はこれを受け入れ、反乱を起こした罪を許して右将軍に任じ、張平配下の3千戸余りを長安に移住させた。また、張蚝を武賁中郎将に任じ、さらに広武将軍を加えた。
苻堅は張蚝を甚だ厚く待遇し、前秦随一の猛将といわれた鄧羌と共に常に自らの傍近くに控えさせるようになった。前秦の人々は彼らを「万人の敵（一万の兵に匹敵する程の強さ）」と称賛したという。
その後しばらくして張平は再び前秦に背いたため、361年9月に苻堅はまたも討伐軍を派遣した。張平は前燕に救援を要請したが、幾度も臣従と離反を繰り返していた事から前燕も救援には応じず、遂に張平は滅ぼされた。ただ、張蚝はその後も変わらず苻堅に仕え、前秦の猛将としてその名を馳せることとなる。

##### 高離討伐
359年3月、前秦の平羌護軍を務めていた高離が、略陽郡を根拠地として前秦に反旗を翻した。これを受け、苻堅は永安公苻侯を派遣して反乱鎮圧を命じたが、苻侯は果たせぬうちにこの世を去った。
同年4月、苻堅は新たに驍騎将軍鄧羌・秦州刺史啖鉄を討伐に赴かせた。鄧羌らは高離を撃破し、乱を平定した。

##### 匈奴の服属と造反
360年3月、匈奴鉄弗部大人である劉衛辰は前秦へ帰順の使者を派遣した。そして、春から秋の期間のみ内地（中国の領土の内側にある土地）にある田を分け与えて貰うよう申し入れると、苻堅はこれを許可した。
4月、前秦の雲中護軍賈雍は司馬徐贇に騎兵を与えて劉衛辰を襲撃させ、大量に略奪してから帰還させた。これを聞いた苻堅は激怒し、詔を下して賈雍を叱責すると共に、罰として賈雍を降格させて白衣（喪服）のまま護軍の役職を遂行させた。また、使者を派遣して奪い取ったものを返還して信義を示し、彼らを慰撫した。劉衛辰は塞内（万里の長城の内側(南側)）に入居するようになり、苻堅へ継続的に貢献するようになった。
10月、匈奴の独孤部、鮮卑の没弈干もまた数万の衆を率いて前秦に降伏した。苻堅はこれを受け入れ、塞内に住まう事を許した。だが、苻融は「匈奴が患いを為すのは、古えから分かっている事です。虜馬ども（匈奴）がこれまで南を狙わなかったのは、我らの威を畏れていたからに過ぎません。今、内地に奴らを住まわせようとしておりますが、これは弱みを見せる事になります。彼らは郡県でその隙を窺い、北辺で害を為すことでしょう。塞外（万里の長城の外側）に移し、荒服の義を保つべきです」と諫めると、苻堅はこれに同意した。
361年1月、劉衛辰は前秦の辺境に住まう民50戸余りを掠奪して奴婢とし、苻堅に献上したが、苻堅はこれを叱責して掠奪した民を帰らせてやった。劉衛辰は不満を抱き、次第に前秦と距離を置いて代に臣従するようになった。
362年、匈奴屠各種の張罔が数千の衆を纏め上げ、大単于を自称して前秦の郡県を略奪するようになった。苻堅は鄧羌を建節将軍に任じて兵7千を与えて討伐を命じ、鄧羌はこれを平定した。
365年7月、匈奴の右賢王曹轂・左賢王劉衛辰はみな前秦に反旗を翻し、2万の兵を率いて杏城以南の郡県へ侵攻し、馬蘭山に軍を置いた。索虜（鮮卑）の烏延らもまた前秦に反旗を翻して曹轂・劉衛辰に呼応した。苻堅は中外の精鋭部隊を率いて討伐に赴き、前将軍楊安・鎮軍将軍毛盛を前鋒都督に任じた。また、天王太子苻宏には長安の留守を命じ、衛大将軍李威・左僕射王猛に補佐を委ねた。曹轂は弟の曹活を派遣し、同官川においてこれらを迎え撃たせた。8月、楊安らは曹活軍を大破して4千人余りを討ち取り、曹活の首級を挙げた。曹轂は恐れて降伏すると、苻堅はその配下の酋豪6千戸余りを長安に移住させた。さらに進撃して烏延を攻め、その首級を挙げた。鄧羌は劉衛辰を攻め、木根山において生け捕りにした。こうして苻堅は反乱を鎮圧したが、曹轂・劉衛辰を許して罪には問わなかった。
9月、苻堅は驄馬（芦毛の馬）に跨って自ら朔方に赴き、夷狄の巡撫に当たった。11月、苻堅は長安に帰還すると、曹轂を雁門公に、劉衛辰を夏陽公に封じ、各々の部落の統治を委ねた。後の367年5月に曹轂が没すると、苻堅はその部落を分割し、長男の曹璽を駱川侯に封じて貳城以西の2万部落余りを統治させ、子の曹寅を力川侯に封じて貳城以東の2万部落余りを統治させた。そして、それぞれの部落を東曹・西曹と名付けた。

##### 諸外国との関係
苻生の時代より涼州に割拠する前涼は前秦の藩国となっていたが、363年に前涼では政変が起こり、張天錫が先代君主張玄靚を殺害して新たな前涼君主に即位した。これを受け、364年6月に苻堅は大鴻臚を前涼へ派遣し、張天錫を大将軍・涼州牧に任じ、西平公に封じる旨を告げた。だが、366年10月に前涼君主張天錫より使者が到来し、彼は前秦との国交断絶を通達し、従属関係を拒んだ。
365年3月、前燕の太宰慕容恪は東晋領の洛陽を攻め落とすと、余勢を買って前秦との国境付近である崤山・澠池一帯（現在の河南省洛陽市洛寧県から河南省三門峡市澠池県の辺り）まで進出した。前燕襲来の報に関中は震え上がり、苻堅は自ら出撃して陝城に駐屯し、慕容恪の襲来に備えた。だが慕容恪はこれ以上の転戦は行わず、軍を返して鄴へ帰還した。
366年5月、代王拓跋什翼犍は左長史燕鳳を派遣して前秦へ入貢し、服属の意思を示した。
同年7月、苻堅は輔国将軍王猛・前将軍楊安・揚武将軍姚萇らに2万の兵を与え、東晋領である荊州の南郷郡へ侵攻させた。これを受け、東晋の荊州刺史桓豁が救援に向かった。8月、王猛らは新野へも侵攻し、安陽（漢陽）の1万戸余りを掠ってから軍を帰還させた。
368年、前仇池の君主楊世から使者が到来し、前秦へ称藩する旨を告げた。苻堅はこれを受け入れ、楊世を南秦州刺史に任じた。
370年、東晋の建威将軍袁瑾・陳郡太守朱輔は寿春ごと反旗を翻したが、大司馬桓温に城を包囲された。371年1月、袁瑾・朱輔は前秦へ使者を派遣し、救援を要請した。苻堅は袁瑾を揚州刺史に、朱輔を交州刺史に任じると共に、武衛将軍王鑒・前将軍張蚝に歩兵騎兵併せて2万を与え、救援を命じた。王鑒は洛澗に、張蚝は八公山に各々布陣したが、桓温配下の淮南郡太守桓伊・南頓郡太守桓石虔より夜襲を受け、石橋において敗北を喫して慎城まで後退した。桓温は寿春を陥落させて袁瑾とその宗族を生け捕りにし、建康に護送して処刑した。
同年3月、後将軍倶難は桃山へ侵攻して東晋の蘭陵郡太守張閔子を攻めたが、大司馬桓温は兵を派遣してこれを返り討ちにした。

##### 李儼征伐
隴西に勢力基盤を築いていた李儼は元々、前涼と対立して前秦の傘下に入っていたが、張天錫の時代になると再び前涼とも通じるようになっていた。
366年12月、前秦に服属していた羌族の斂岐が反旗を翻して益州刺史を自称し、部落4千家余りを引き連れて李儼に臣従した。これを機に李儼は牧・太守を独断で設置するようになり、再び前秦・前涼の両者とも国交を断絶した。
367年2月、苻堅は輔国将軍王猛・隴西郡太守姜衡・南安郡太守邵羌・揚武将軍姚萇に1万7千の兵を与え、斂岐討伐に向かわせた。3月、張天錫もまた自ら兵を挙げて李儼討伐に向かった。斂岐の部落にはかつて姚弋仲（姚萇の父であり、羌族酋長であった）に属していた者がおり、彼らは姚萇の到来を聞いてみな戦わずして降伏した。こうした事もあり、王猛らは略陽を攻略し、斂岐を白馬へ逃走させた。苻堅は姚萇を隴東郡太守に任じ、当地の民を慰撫させた。
4月、張天錫が李儼の傘下にあった大夏・武始の2郡を陥落させると、李儼は大いに恐れて枹罕まで撤退した。さらに甥の李純を前秦へ派遣し、これまでの非礼を謝罪すると共に救援を要請した。苻堅はこれに応じて前将軍楊安・建威将軍王撫に2万の兵を与え、王猛と合流させて李儼を救援させた。王猛は王撫に候和を、姜衡に白石を守らせ、自身は楊安と共に枹罕へと進撃した。そして、前涼の前将軍楊遹と枹罕の東で戦うと、敵軍を大破して捕虜・斬首併せて1万7千の戦果を数え、さらに将軍陰拠を撃ち破って捕縛して5千の兵を鹵獲した。その後、枹罕城下において王猛は張天錫と睨み合いの状態となったが、張天錫へ書簡を送って利害を説き、張天錫を退却させた。
同月、邵羌は白馬へ進んで斂岐を捕らえ、長安へ送還した。
李儼は前涼軍が退却した後もなお城に立て籠ったまま前秦軍を迎えようとしなかったので、王猛は平服で輿に乗ると、数10人だけを連れて面会を求めた。李儼はこれに応じて門を開くと、王猛は李儼の守備が整わないうちに将士を次々と突入させ、李儼を生け捕りにして枹罕を占領すると、立忠将軍彭越を涼州刺史に任じて枹罕を鎮守させた。李儼は長安へ連行されると、苻堅は李儼を光禄勲に任じ、帰安候に封じた。

##### 一族の反乱

###### 苻騰の乱
これより以前の364年8月、苻生の弟である汝南公苻騰は謀叛を起こしたが、苻堅はこれを鎮めて苻騰を誅殺した。
苻生の弟は苻騰の他にまだ5人おり、王猛は苻堅へ「五公（苻生の弟である苻方・苻柳・苻廋・苻武・苻幼の5人）を除かねば、必ずやいつか禍となりましょう」と述べ、憂いを断つよう勧めたが、苻堅は許さなかった。晋公苻柳・趙公苻双はいずれも苻騰の謀略に加担しており、苻堅にもその事実は伝わっていた。だが、苻堅は苻双が同母弟であり、苻柳もまた初代皇帝苻健の愛子であった事から、彼らを罪に問わずに不問とした。

###### 苻幼の乱
365年10月、苻堅が長安を留守にして朔方へ赴いた隙を突き、征北将軍・淮南公苻幼が反乱を起こし、杏城の兵を率いて長安を攻撃した。
長安の留守を任されていた李威は出撃してこれを破り、苻幼を討ち取った。11月、苻堅は功績により李威を太尉に任じ、侍中を加えた。

###### 苻柳・苻双・苻廋・苻武の乱
367年9月、苻柳・苻双は再び乱を企み、魏公苻廋・燕公苻武を仲間に引き入れて決起しようとした。この事が苻堅の耳に入ると、彼は苻柳らに長安を詣でるよう命じた。
10月、苻柳は蒲坂において、苻双は上邽において、苻廋は陝城において、苻武は安定において一斉に苻堅に反旗を翻し、兵を挙げて長安攻略を目論んだ。苻堅は使者を派遣して「我は卿らを待遇し、恩もまた至っているというのに、どうして苦しくも反したのか！卿らは征を中止し、兵を退くべきである。そうすれば各々その位を安んじ、一切を以前通りとしよう」と諭させ、各々に噛梨を送って信義を示した（梨の果肉は柔らかく簡単に噛る事が出来るので、親戚の反乱に喩えられた）が、みな従わずに兵を増員して守りを固めた。
368年1月、苻堅は後将軍楊成世・左将軍毛嵩を上邽・安定へ侵攻させ、輔国将軍王猛・建節将軍鄧羌を蒲坂へ侵攻させ、前将軍楊安・広武将軍張蚝を陝城へ侵攻させた。また、蒲坂・陝城へ侵攻する諸将に命じ、みな城より三十里距離を置いて固く守って戦わず、秦・雍の地（苻双・苻武）を平定した後に共同でこれを攻略するよう命じた。
2月、苻廋は陝城ごと前燕へ降伏を申し入れ、救援を要請した。これに前秦朝廷は震え上がり、苻堅は前燕の襲来に備えるために精鋭兵を派遣して華陰を守らせた。だが、前燕の魏尹・范陽王慕容徳は前秦を討つ絶好の機会として朝廷へ出兵を要請したものの、宰相の慕容評は先帝が崩御したばかりである事を理由に軍事行動を起こさなかった。
3月、楊成世は苻双配下の苟興に敗れ、毛嵩もまた苻武に敗れて逃げ戻って来た。そのため、苻堅は武衛将軍王鑒・寧朔将軍呂光・馮翊将軍郭将・翟傉らに3万を率いて再び討伐を命じ、左衛将軍苻雅・左禁将軍竇衝に羽林騎兵7千を与えて後続させた。4月、苻双・苻武は勝ちに乗じて隃麋へ進出し、苟興を前鋒とした。呂光らは持久戦により苟興軍の軍糧を枯渇させると、敵が後退したのを見てから追撃を掛けてこれを破り、苻双・苻武軍もまた大破して1万5千余りを斬獲した。苻武は安定を放棄して苻双と共に上邽へ退却すると、王鑒らはさらに進撃して上邽へ侵攻した。
蒲坂では苻柳が決戦を挑もうと王猛を挑発していたが、王猛は砦を固く閉じて応じなかった。撃って出ない敵軍を見た苻柳は、自分を恐れているのではないかと思い込んだ。5月、苻柳は子の苻良に蒲坂の守りを任せると、自ら兵2万を率いて長安へと軍を向けた。苻柳が蒲坂から百里余りまで来たところで、王猛は鄧羌に軽騎七千を与えて夜襲を掛けさせ、散々に撃ち破った。このため苻柳は軍を返したが、王猛は全軍を挙げてこれの追撃に掛かり、そのほとんどを捕虜とした。苻柳は数百騎を引き連れてかろうじて蒲坂へと戻ったが、王猛・鄧羌はこれを追撃して蒲坂へ侵攻した。
7月、王鑒らは上邽を攻略して苻双・苻武を捕らえた。苻堅は彼らを処断し、その妻子については罪を免じた。また、左衛将軍苻雅を秦州刺史に任じてこれらの地を慰撫させた。8月、長楽公苻丕を雍州刺史に任じた。9月、王猛は蒲坂を攻略し、苻柳を始めその妻子の首を刎ね、長安へと運ばせた。王猛はそのまま蒲坂に止まると、鄧羌に命じて王鑒らと合流させて共に陝城を攻めさせた。
12月、鄧羌らは陝城を攻略し、苻廋を捕らえて長安へ送った。苻堅は反乱を起こした理由を苻廋へ問うと、苻廋は「臣には素より反心などありませんでしたが、兄弟はしばしば逆乱を企てました。臣もまたこれらに連座するのを恐れ、謀反を起こしたのです」と答えた。苻堅は涙を流して「汝は素より長者（徳の高い人物）であり、今回の件が汝の心ではない事も固く知っている。高祖（苻健）の後継ぎを絶やす事は出来ぬ」と述べ、苻廋に死を賜ったが、彼の7人の子については罪を免じた。また、その長男には魏公を襲名させ、他の子もみな県公に封じ、苻生とその諸弟の中で後継ぎのいない家を継承させた。これを知った母の苟氏は「廋（苻廋）と双（苻双）は共に反乱を起こしましたが、なぜ双にだけ後を継がせる者を置かないのですか（苻双は苻堅の同母弟）。」と問うと、苻堅は「この天下は高祖（苻健）の天下です。高祖の子を絶やさせる訳にはいきません。また、仲群（苻双）は太后（母の苟氏）を顧みず、宗廟を危ぶめんと謀りました。天下の法というのは私情に囚われるべきではありません」と答えた。
同月、范陽公苻抑を征東大将軍・并州刺史に任じ、蒲坂を鎮守させ、鄧羌を建武将軍・洛州刺史に任じ、陝城を鎮守させた。また、苻廋の側近である姚眺を汲郡太守に抜擢した。

#### 前燕を滅ぼす

##### 一時的な友好関係
369年7月、東晋の大司馬桓温が前燕討伐（第三次北伐）に乗り出して枋頭まで進出すると、前燕皇帝慕容暐は散騎侍郎楽嵩を使者として前秦へ派遣し、虎牢関より西方の地を割譲する事を条件に援軍を要請した。苻堅は群臣を集めてこの件に協議すると、百官はみな「かつて桓温が我らを攻撃して灞上まで進出した時（354年に桓温は北伐を敢行し、前秦へ侵攻した）、燕は救援には来ませんでした。今、桓温は燕を討っておりますが、これに救援を出す義理はありますまい。燕は我らに称藩しているわけでもないのに、どうして助ける必要がありましょうか！」と反対したが、王猛は密かに苻堅へ「燕は強大といえども、慕容評では桓温の敵にはなりえません。もし、桓温が山東を押さえて洛邑まで進軍してしまえば、幽州・冀州の軍を併呑し、并州・豫州の粟を収奪し、崤澠（崤山・澠池一帯）の地まで兵を送り込むことでしょう。そうなってしまえば、陛下の大いなる事業も去ってしまいますぞ。今はひとまず燕と共に桓温を撃つのです。桓温が退けば、燕はまた腐敗するでしょう。その時を見計らい、我等は燕を征伐すべきです」と勧めると、苻堅はこれに同意した。8月、苻堅は散騎侍郎姜撫を前燕へ派遣して要請に応じる旨を伝え、将軍苟池・洛州刺史鄧羌に歩騎2万を与えて洛陽から潁川へ進ませた。また、王猛を尚書令に任じた。
9月、桓温は兵糧が不足しているのに加え、前秦から援軍が到来しているとの報を受けたので、輜重や武具を放棄して陸路で退却を始めた。苟池は焦に進んで桓温軍を攻撃すると、1万の兵を討ち取った。その後、軍を帰還させた。
これ以降、前燕と前秦は修好を結ぶようになり、たびたび使者が往来するようになった。
10月、前燕の散騎侍郎郝晷・給事黄門侍郎梁琛が相次いで前秦へ使者として到来し、前秦もまた黄門郎石越を使者として前燕へ派遣した。郝晷は前燕の朝政が乱れている一方で前秦が良く治まっていたので、寝返りを目論んで前燕の国家機密を多く漏らしたという。

##### 慕容垂亡命
11月、前燕の呉王慕容垂（初代君主慕容皝の五男）が夫人の段夫人、世子の慕容令、その弟の慕容宝・慕容農・慕容隆、兄の子の慕容楷、母の兄の蘭建、郎中令高弼らと共に苻堅の下へ亡命して来た。かつて前燕の国政を主管していた太宰慕容恪が亡くなった時、苻堅はこれを好機として前燕併呑を目論んだが、慕容垂の威名を憚って手を出す事が出来なかった。そのため、慕容垂の亡命を聞き、大喜びして自らこれを出迎え、慕容垂もまたこれに深く感謝した。苻堅はまた世子の慕容令・慕容楷の才覚も愛しており、いずれも礼をもって厚遇し、巨万の富を下賜し、いつも進見する度に矚目してこれを見守ったという。関中の士民もまた、かねてより慕容垂父子の名を聞き及んでいたので、みな彼らを慕ったという。これを聞きつけた王猛は慕容垂の才略を危険視して誅殺を勧めたが、苻堅は全く取り合わなかった。そして、慕容垂を冠軍将軍に任じて賓徒侯に封じ、慕容楷を積弩将軍に任じた。

##### 洛陽へ侵攻
前燕皇帝慕容暐は虎牢以西の地を前秦へ割譲する約束をしていたものの、東晋軍が退却するとその土地を惜しむようになり、前秦へ使者を派遣して「（割譲の約束は）使者の失言です。国を保ち家を保つ者として、災害の時に助け合うのは、当然の理でしょう」と告げた。苻堅はこれに激怒し、輔国将軍王猛・建威将軍梁成・洛州刺史鄧羌に3万の兵を与えて前燕へ侵攻させ、慕容令を嚮導（行軍の案内役）とした。12月、前秦軍は洛州刺史慕容筑が守る洛陽へ侵攻した。
370年1月、王猛は慕容筑へ書を送って脅しをかけると、戦意喪失した慕容筑は降伏を申し出たので、軍を陳列してこれを受け入れた。同月、慕容臧が精鋭10万を従えて洛陽救援へ到来し、新楽に城を築くと共に石門へ進んで前秦軍を撃破し、将軍楊猛を捕らえた。王猛は梁成・鄧羌に迎撃を命じ、精鋭1万を与えて急行させた。梁成らは兵に軽装させて急進し、慕容臧を滎陽において大破した。その後、王猛は鄧羌に洛陽統治を命じ、輔国司馬桓寅を弘農郡太守に任じて鄧羌の代わりに陝城を守らせ、軍を帰還させた。
王猛は常々慕容垂の存在を危険視しており、機を見て除かんと考えていた。そのため、洛陽へ入城した折に慕容垂の知人を買収すると、慕容垂の子である慕容令へ向けて「我は東（前燕）へ還る。汝も従え」と、慕容垂からの伝言と偽って伝えさせた。王猛はその知人に慕容垂の刀を持たせていたので、慕容令はこれを信用して前燕へ亡命した。これを受け、王猛は慕容令が反乱を起こしたと上表し、連座により慕容垂を除こうとした。これを聞いた慕容垂は自らにも禍が及ぶと恐れ、東へと逃亡を図ったが、藍田で追手に捕まってしまい、長安へ送還された。だが、苻堅は慕容垂と東堂で引見すると、彼を労って一切罪を問わず、爵位を復活させて以前と変わらぬ待遇で接した。

##### 前燕との決戦
370年5月、苻堅は王猛を総大将に任じ、楊安・張蚝・鄧羌ら10将と歩兵騎兵合わせて6万の兵を与えて、前燕討伐に向かわせた。6月、苻堅は灞東まで討伐軍を見送り、王猛へ激励の言葉を掛けた。
7月、王猛は壷関へ侵攻し、楊安は晋陽へ侵攻した。8月、王猛は壷関を陥落させて前燕の上党郡太守慕容越を生け捕った。これにより、王猛軍が進んだ先の郡県は全て降伏したので、前燕の人は震え上がった。前燕皇帝慕容暐は太傅慕容評に中外の精鋭30万を預け、前秦軍の迎撃を命じた。王猛は屯騎校尉苟萇に壷関の守備を任せると、楊安の加勢に向かった。晋陽には兵も糧食も十分備わっていたので、楊安は攻略に手間取っていた。9月、王猛が晋陽に到着すると、張蚝に命じて地下道を掘って城内への進入路を作り、壮士数百人を与えて城内に侵入させた。城内に入った張蚝は大声で叫んで城内を混乱させ、城門を内から開いた。これを合図に王猛と楊安は城内に突入して前燕の并州刺史慕容荘を捕えた。
慕容評は前秦軍の勢いに恐れを抱き、潞川に軍を留めて持久戦に持ち込もうとした。10月、王猛は将軍毛当に晋陽を任せ、さらに進軍して慕容評と対峙すると、游撃将軍郭慶に精鋭五千を与え、夜闇に乗じて間道から敵陣営の背後に回らせて山の傍から火を放った。この火計により慕容評軍の輜重は焼き尽くされた。この火は鄴からも見える程凄まじかったと言う。さらに王猛は渭原に布陣すると、鄧羌・張蚝・徐成らを慕容評の陣営へ突撃させ、敵陣を蹂躙して数えきれない程の将兵を殺傷した。日中には慕容評軍は潰滅し、捕虜や戦死した兵はゆうに5万を超えた。この勝利に乗じてさらに追撃を掛けると、捕虜や戦死者の数は10万に上った。王猛はそのまま軍を進め、遂に前燕の本拠地鄴を包囲するに至った。同時に王猛は苻堅へ戦勝報告を行うと、苻堅もまた返書を送って王猛の功績を激賞すると共に、自ら出征して共同で鄴を攻撃する旨を宣言した。
11月、苻堅は李威を太子の補佐として長安へ残し、苻融には洛陽の守備を任せ、自ら精鋭10万を率いて鄴に向かった。7日を掛けて安陽まで到達すると、祖父の代からの古老を集めて宴会を開いた。王猛は密かに安陽まで赴いて苻堅を出迎えると、苻堅は軍の指揮を放棄してまで出迎えに来た事を咎めたが、逆に王猛は軽々しく長安を空けた事を叱責した。
前燕の宣都王慕容桓は1万騎余りを率いて慕容評の後詰めとして沙亭へ進軍していたが、慕容評の大敗を聞いて内黄まで退却した。苻堅は鄧羌に命じて信都を攻撃させると、慕容桓は鮮卑五千を連れて龍城へ撤退した。

##### 鄴都陥落
同月、夫余（かつて中国東北部に存在したが、前燕に滅ぼされた国家）の王太子であった余蔚は前燕に仕えて散騎侍郎の地位にあったが、ここで反旗を翻して夫余・高句麗及び上党の民五百人余りを率い、鄴の北門を開けて前秦兵を招き入れた。これを聞いた慕容暐は急ぎ城を飛び出し、慕容評・慕容臧・慕容淵・左衛将軍孟高・殿中将軍艾朗らもまた城から逃亡して龍城へ向かった。
こうして苻堅は鄴へ入宮を果たすと、将軍郭慶に命じて慕容暐らを追撃させた。郭慶は高陽において慕容暐を捕縛し、苻堅の下へ引き渡した。
苻堅は慕容暐と面会すると、降伏せずに逃亡を図った理由を詰問した。これに慕容暐は「狐は死す時、生まれ育った丘に頭を向けるという。我も先人の墳墓の前で死ぬ事を願ったまでだ」と答えた。苻堅はこれを哀れに思って縄を解かせてやり、さらに一旦宮殿に帰らせると、改めて文武百官を伴ってから儀礼に則って降伏させた。慕容暐は苻堅へ、孟高と艾朗が忠義に殉じて戦死したこと（彼らは逃亡中に慕容暐を庇って討ち死にした）を語ると、苻堅は彼らを厚く埋葬してその子らを郎中に抜擢した。また苻堅は前燕の将軍悦綰の忠節を聞き、彼に会うことが出来なかった事を惜しみ、その子もまた郎中に抜擢した。
郭慶は残党の追撃を続けて龍城まで進撃すると、慕容評は高句麗まで逃げたが、高句麗は慕容評を捕らえて前秦へ送った。慕容桓は慕容亮を殺してその部下を吸収すると遼東へ逃げたが、遼東郡太守韓稠は既に前秦へ降伏しており、慕容桓はこれを破る事が出来なかった。郭慶は配下の朱嶷を派遣して慕容桓を追撃して大いに破り、慕容桓は部下を捨てて単騎で逃走するも、朱嶷に斬り殺された。
鄴の陥落により、諸州の牧・太守・六夷の軍などは尽く前秦へ降伏した。占領した領土は苻堅が閲覧した名籍によると、157郡・1579県・245万8969戸・998万7935人に及んだ。
同月、苻堅は大赦を下すと共に、詔を下して統治者の交代を宣言した。

##### 論功行賞
今回の戦功により王猛を使持節・都督関東六州諸軍事・車騎大将軍、開府儀同三司・冀州牧に任じ、清河郡侯に進封し、鄴の鎮守を命じた。また、慕容評の屋敷にあった全ての財宝と、美妾5人・上女妓12人・中女妓38人と馬100匹・車10乗を下賜したが、王猛は固辞して受けなかった。楊安を博平県侯に封じ、鄧羌を使持節・征虜将軍・安定郡太守に任じ、真定郡侯に封じた。郭慶を持節・都督幽州諸軍事・幽州刺史に任じ、襄城侯に封じ、薊の鎮守を命じた。その他、将士へ各々戦功に応じて恩賞を賜下し、慕容暐の宮人や珍宝もまた分け与えた。
また韋鍾を魏郡太守に、彭豹を陽平郡太守に任じ、その他の郡県の牧・太守・県令・県長については前燕の時代通りに役職を授けた。また、前燕の常山郡太守申紹を散騎侍郎に任じ、散騎侍郎韋儒と共に繡衣使者（皇帝に直接奏事する事を定められた地方巡検吏）として関東の州郡を巡行させ、その風俗を観察させ、農桑を奨励させ、窮困な者を援助させ、死者を收葬させ、その節行を内外へ知らしめさせた。また、前燕の制法で民を苦しめているものについては、すべて排除した。
12月、苻堅は鄴を出発し、長安への帰還の途についた。また、慕容暐と前燕の后妃・王公・百官については罪を免じた上で、鮮卑4万戸余りと共に長安へ移住させた。
帰還の途上、枋頭において再び父老と酒宴を催した。また、枋頭を永昌県と改称し、苻堅の存命中は賦役を免除とした。さらに永昌へ達すると、この地で飲至の礼（宗廟で酒を飲み、先霊に戦勝報告を行うこと）を行い、労止の詩（戦役の終わりを祝う詩）を歌いながら、群臣と酒宴を共にした。
やがて長安へ帰還すると、慕容暐を新興侯に封じ、前燕の旧臣である慕容評を給事中に、皇甫真を奉車都尉に、李洪を駙馬都尉に任じ、いずれも定期的に朝会に参加するよう命じた。李邽を尚書に、封衡を尚書郎に、慕容徳を張掖郡太守に、平睿を宣威将軍に、悉羅騰を三署郎に任じ、その他の者についても格差をつけて封授した。
同月、雍州を廃止して司隷と統合した。
また、辟雍に赴いて礼をもって孔子を祀り、太子・公侯卿大夫士の嫡男にはいずれも束脩させた上で釈奠を行わせた。

##### 関東を統治
371年1月、関東（函谷関以東の地。おおむね前燕の支配領域を指す）の豪族・諸々の夷族の15万戸を関中に移し、烏丸の諸部族を馮翊・北地に、丁零翟斌の部族を新安、澠池に移した。また陳留・東阿に住まう1万戸を青州に移した。
また諸々の乱により流浪の身となった者や、戦禍を避けて遠くに移ってきた者で、旧業（元々の仕事）に還りたいと望む者については全て聞き入れた。
2月、魏郡太守韋鍾を青州刺史に、中塁将軍梁成を兗州刺史に、射声校尉徐成を并州刺史に、武衛将軍王鑒を豫州刺史に、左将軍彭越を徐州刺史に、太尉司馬皇甫覆を荊州刺史に、屯騎校尉姜宇を涼州刺史に、扶風内史王統を益州刺史に、秦州刺史・西県侯苻雅を使持節・都督秦晋涼雍四州諸軍事・秦州牧に、吏部尚書楊安を使持節・都督益梁二州諸軍事・梁州刺史に任じた。また、再び雍州を設置して蒲坂を治所とし、長楽公苻丕を使持節・征東大将軍・雍州刺史に任じた。
苻堅は関東を平定して以降、地方官となる人材を得るべきだと考え、王猛には英俊な者を登用させ、六州（関東全域を指す）の地方官を補わせるよう命じた。また、自らの判断でこれらの登用を行う事を許可し、後に正式に任官する事とした。
8月、王猛は前燕平定の功をもって鄧羌を司隷校尉に任じるよう請うと、苻堅は詔を下し、司隷校尉では不足しているとして鎮軍将軍に昇進させて位を特進とした。
11月、王猛は六州を統治する任が自らには重すぎるとして、上疏して自分より有能な者に統治を代わらせるよう勧め、代わりに一州を統治する事を求めた。苻堅は詔を下し、王猛でなければこの大任は務まらないとして侍中の梁讜を鄴に派遣して王猛を諭させ、これまで通り政務に当たらせた。
372年2月、苻堅は房曠を尚書左丞に、房曠の兄である房黙と崔逞・韓胤を尚書郎に、陽陟・田勰・陽瑶を著作佐郎に、郝晷を清河相に任じた。彼らはみな関東の豪族であり、これらの登用は王猛の推薦によるものであった。
冠軍将軍慕容垂は苻堅へ「臣の叔父評（慕容評）は、燕の悪来輩（奸臣）であり、二度も聖朝を汚させるべきではありません。願わくば陛下が燕のためにこれを戮さん事を」と訴え、慕容評誅殺を訴えた。苻堅は処刑については認めなかったが、慕容評を范陽郡太守に任じて地方へ左遷し、前燕の諸王についても尽く辺境の地に出した。
3月、苻堅は詔を下し、経学や才芸に秀でている者を郡県へ募ると共に、百石以上の官位でこれらの才能を満たしていない者は庶民に戻すよう命じた。

### 諸勢力服属から華北平定まで

#### 西方を服属

##### 前仇池を滅ぼす
元々、前仇池は前秦に称藩していたが、370年に仇池公楊世が没して子の楊纂が後を継ぐと、彼は前秦と国交を断絶して東晋から封爵を得るようになった。だが、楊世の弟である楊統は楊纂が後を継ぐことを認めずに武都で挙兵したので、両者は国を分けて争うようになった。
371年3月、仇池の内乱を好機と見た苻堅は、西県侯苻雅・楊安・王統・徐成・羽林左監朱肜・揚武将軍姚萇らに歩騎7万を与え、仇池征伐を命じた。
4月、前秦軍が鷲峡へ進撃すると、楊纂は5万の兵を率いて応戦した。また、東晋の梁州刺史楊亮は督護郭宝・ト靖に千騎余りを与えてて楊纂を援護させた。両軍は峡中で激突したが、前秦軍は大勝して敵軍の3・4割を討ち取った。さらに陝中において東晋軍を破り、郭宝・ト靖を戦死させた。これにより楊纂は敗残兵を纏めて撤退した。苻雅は仇池まで侵攻すると、楊統は武都の衆を纏めて降伏した。さらに楊纂配下の楊他が子の楊碩を苻雅の下へと密かに派遣して内応を約束すると、これを知った楊纂は大いに恐れ、遂に自らを縛って降伏した。苻雅はその縄を解いてやり、その身柄を長安へ護送した。
苻堅は楊統を平遠将軍・南秦州刺史に任じ、楊安を都督南秦州諸軍事に任じ、仇池を鎮守させた。また、仇池の民を関中へ移住させた。これにより仇池は空虚となった。

##### 前涼・吐谷渾・隴西鮮卑を服属
371年4月、苻堅はさらに徳をもって遠方を慰撫する事で、涼州にもその威光を轟かせようと考えた。そこで、かつて李儼征伐の折に捕らえていた前涼の将軍陰拠と兵士5千を前涼に返還し、著作郎梁殊・閻負に送らせた。また、王猛に命じて張天錫へ書を送らせ、脅しを掛けて前秦の傘下に入るよう仕向けた。この書を見た張天錫は大いに恐れ、苻堅に謝罪して称藩を告げる使者を派遣した。苻堅はこれを認め、張天錫を使持節・散騎常侍・都督河右諸軍事・驃騎大将軍・開府儀同三司・涼州刺史・西域都護に任じ、西平公に封じた。
5月、青海一帯に割拠する吐谷渾の君主辟奚は楊纂の敗北を聞き、前秦へ使者を派遣して称藩する旨を告げ、馬千匹・金銀五百斤を献上した。苻堅は辟奚を安遠将軍に任じ、漒川侯に封じた。
7月、苻堅は洛陽に赴くと、8月には李儼を河州刺史に任じ、武始を鎮守するよう命じた。9月、苻堅は長安に帰還すると、李儼が上邽において亡くなったため、李儼の子である李弁を後任の河州刺史とした。12月、苻堅は河州刺史李弁を涼州に移らせ、金城を統治させた。張天錫はこれを前涼征伐の準備ではないかと思って大いに恐れ、密かに東晋と同盟を結び、372年の夏に上邽に集結して共に前秦を討つ事を誓い合った。
同時期、前秦の益州刺史王統は度堅山に割拠する隴西鮮卑（乞伏部）の乞伏司繁を攻撃した。乞伏司繁は騎兵3万を率いて苑川へ出撃して王統を迎え撃ったが、王統は密かに度堅山を奇襲して乞伏司繁の部落5万余りを降伏させた。乞伏司繁の兵は妻子が既に前秦に降ったと知り、戦わずして自潰した。進退窮まった乞伏司繁は王統の陣営を詣でて降伏した。苻堅は乞伏司繁を南単于に任じて長安に留め、乞伏司繁の従叔父である乞伏吐雷を勇士護軍に任じ、その部族を慰撫させた。
373年、鮮卑族の勃寒が隴西へ侵攻すると、苻堅は乞伏司繁にこれを討伐させた。勃寒が降伏すると、乞伏司繁に勇士川を鎮守させた。

#### 国家の安定
372年6月、苻堅は王猛を長安に呼び戻し、丞相・中書監・尚書令・太子太傅・司隷校尉に任じ、特進・散騎常侍・持節・車騎大将軍・清河郡侯は以前通りとした。また、陽平公苻融を使持節・都督六州諸軍事・鎮東大将軍とし、王猛に代わって冀州牧に任じ、関東を統治させた。苻融が出立する際、苻堅は灞東で祖（旅に出るときに道の神に道中の無事を祈る事）を行い、楽賦詩を奏してこれを見送った。
8月、王猛が長安に到着すると、さらに都督中外諸軍事を加えた。王猛は幾度も上書してこれを辞退しようとしたが、苻堅は認めなかった。
宰相となった王猛は厳粛に朝廷に臨んで清廉・倹約に政を行った。また全ての官員を総監する立場となり、国家の内外のあらゆる政務は事の大小に関わらず全て王猛に帰した。その執政は公平であったので、物事の善悪は著しく明らかとなったという。苻融もまた関東を良く統治し、優秀な官吏を選抜して規律を正した。また、尚書郎房黙・河間相申紹を治中別駕に、清河出身の崔宏を州従事、管記室に任じた。
この時期、国内で旱魃が発生すると、苻堅は百姓へ区種法（旱魃時に適した農法）に則って農作を行わせた。さらに穀物の不作を憂慮し、穀帛の消費を節約し、太官・後官（後宮の官員）は常に二等を減じ、百官の俸給も序列に応じて減じた。魏・晋の士籍を復活させ、使役については常設の規則とした。
また正道に背いている書物については一律に学ぶ事を禁じた。自ら太学に臨んで学生の経義を試験し、83人を抜擢して進級させた。
同年11月、前秦の朔方侯梁平老が亡くなった。梁平老は13年余りに渡って北方を鎮守し、鮮卑や匈奴からは大いに敬愛されたという。
373年夏、代王拓跋什翼犍からの使者の燕鳳が前秦へ入貢した。
同年、慕容暐を尚書に、慕容垂を京兆尹に、慕容沖を平陽郡太守に任じた。
374年3月、前秦の太尉・建寧公李威が亡くなった。
同年、苻堅は使者を派遣して四方を巡行させると、風俗を観察させ、政道について尋ねさせ、黜陟（功績の有無）を明らかにし、孤独な身で生活の苦しい者を援助した。また、楽陵の隠士である王歓を迎え入れると、厚くもてなして国子祭酒に任じた。
永嘉の乱以来、学校は廃れて風俗も乱れていたが、苻堅は王猛の補佐の下、学問・教育の拡充に尽力してそれらを次第に全て再建し、また儒学に重きを置いた教育を推進した。また禄を食みながら職責を全うしない者を放逐し、隠居して世に用いられていない者を発掘し、才能ある者を顕彰した。罪無き者が刑される事は無く、才無き者が任じられる事は無かった。外においては軍備を整え、内においては儒学を尊ばせ、農業と養蚕を励行し、廉恥をもって教化に当たった。さらに長安から諸州に至るまでの区間には、道の両脇に槐や柳を植えて街道を整備し、20里ごとに1亭、40里ごとに1駅を置いたので、旅行者は安心して必要な物を揃える事が出来、手工業者や商人は安心して道ごとに商売できたという。これにより諸々の事績は尽く盛んとなり、故に国は富み兵は強くなり、関・隴の地には平安が訪れ、百姓の生活も安定した。百姓達は前秦の統治を祝って歌謡を作ったという。

#### 益州・梁州を併呑

##### 巴蜀へ侵攻
373年8月、東晋の梁州刺史楊亮が子の楊広（楊佺期の兄）を派遣して仇池へ侵攻したが、前秦の梁州刺史楊安はこれを返り討ちにした。これにより沮水一帯の東晋軍はみな城を捨てて潰走し、楊亮は恐れて撤退した。9月、楊安は勝ちに乗じて進撃し、漢川に侵攻した。
同年冬、苻堅は益州刺史王統・秘書監朱肜に2万の兵を与えて漢川へ侵攻させ、前禁将軍毛当・鷹揚将軍徐成に兵3万を与えて剣閣より梁州・益州に侵攻させた。東晋の梁州刺史楊亮は巴獠1万余りを率いて青谷においてこれを迎え撃ったが、敗北を喫し、西城まで撤退して守りを固めた。朱肜は漢中を攻略し、徐成もまた剣閣を攻略した。楊安は梓潼へ侵攻すると、東晋の梓潼郡太守周虓は涪城を固守すると共に、歩兵騎兵数を派遣して母と妻を漢水から江陵へ避難させた。だが、朱肜はこれを待ち伏せて捕獲すると、周虓は遂に楊安へ降伏する事を決めた。
11月、楊安は梓潼を攻め落とした。東晋の荊州刺史桓豁は江夏相竺瑶を梁州・益州の救援に向かわせたが、竺瑶は広漢郡太守趙長が戦死したと聞き、兵を退却させた。東晋の益州刺史周仲孫は兵を統率して綿竹において朱肜を迎え撃ったが、毛当が既に成都へ到達したと聞き、騎兵5千を従えて南中へ逃走した。楊安・毛当らは遂に梁州・益州の二州を陥落させると、西南夷に位置する邛・莋・夜郎といった地は尽く前秦に帰順した。苻堅は楊安を右大将軍・益州牧に任じて成都を鎮守させ、毛当を鎮西将軍・梁州刺史に任じて漢中を鎮守させ、姚萇を寧州刺史・西蛮校尉に任じて墊江を屯守させ、王統を南秦州刺史に任じて仇池を鎮守させた。

##### 張育・楊光の乱
5月、蜀の人である張育・楊光らが兵2万を擁して苻堅に反旗を翻し、東晋へ使者を派遣して救援を要請した。苻堅は鎮軍将軍鄧羌・右大将軍楊安に甲士5万を与えて反乱鎮圧を命じた。救援要請を受け、東晋の益州刺史竺瑶・威遠将軍桓石虔は兵3万を率いて墊江へ侵攻し、姚萇はこれを迎え撃つも破れて五城へ撤退した。竺瑶らはさらに巴東まで軍を進めた。張育は蜀王を自称すると、巴獠の酋長である張重・尹万らもまた呼応し、5万人余りを率いて成都を包囲した。6月、張育は黒龍という独自の元号を建てた。
7月、張育は張重らと権力闘争で対立して互いに攻め合うようになると、楊安・鄧羌はこれに乗じて張育軍を襲撃し、敵軍を撃破した。張育は楊光と共に綿竹へ退いた。8月、鄧羌もまた東晋軍を涪西において破った。9月、楊安は張重・尹万の軍と成都の南で戦闘を行い、首級二万三千を挙げる勝利を収めて張重を討ち取った。さらに鄧羌は張育・楊光と綿竹で戦闘を繰り広げ、彼らを斬り殺した。これにより、益州の反乱は鎮圧された。

#### 王猛の死
375年6月、王猛は病床に伏すようになった。苻堅は自ら南北郊・宗廟・社稷に祈りを捧げ、近臣を黄河や五岳の諸々の祠に派遣して祈祷させ、王猛の病状が少し良くなると境内の死罪以下に大赦を下した。王猛は上疏し、これまで受けた恩に謝すと共に、時政についても論じた。この進言が益する所は非常に大きく、苻堅はこれを覧ずると涙を流し、左右の側近も悲慟した。
7月、病状が重篤となると、苻堅は自ら病床を見舞い、後事を問うた。王猛は「晋（東晋）は呉越の地に落ちぶれてはいますが、天子は継承されています。隣人として親しく接する事が、この国の宝にもなります。臣が没した後は、願わくば晋を図る（討伐を目論む）事のありませんよう。鮮卑（慕容垂ら）や羌（姚萇ら）こそが我らの仇であり、必ずや煩いとなります。時期を見て彼らを除き、社稷の助けとして頂きますように」と答えた。その後、間もなく息を引き取った。
苻堅は侍中を追贈して武侯と諡し、丞相などの位は生前のままとし、東園温明の秘器、帛3千匹、穀1万石を下賜した。謁者・僕射に喪事を監護させ、葬礼の一切は前漢の大将軍霍光の故事に依るものとした。苻堅の悲しみぶりは大変なものであり、葬儀に際しては三度に渡って慟哭した。そして太子の苻宏に向かって「天は我に中華を統一させたくないというのか。何故我から景略（王猛の字）をこんなに速く奪ったのだ！」と嘆いた。
王猛の死後、苻堅は詔を下し、儒教の尊崇と老荘思想・図讖（予言書の類）の禁止を命じ、これを犯す者は処刑する事とした。そして、選りすぐりの学生と、太子や公侯・百官の子全員に学業を受けさせ、中外の四禁・二衛・四軍長上の将士全員にも学門を修めるよう命じた。また、20人の学生に対し、1人の経生（儒教経典を教える者）をつけ、その音句について教読させた。後宮にも典学を置き、内司（宮中の女官）を立てて講義させた。さらに宦官や女隸の中から敏慧（機敏にして知恵がある事）な者を選抜し、博士の下で経を学ばせた。尚書郎王佩は禁令に反して図讖を読んだので、苻堅は王佩を処刑した。これにより、讖を学ぶ者はいなくなった。
376年2月、苻堅は詔を下し、使者に各地の郡県を周巡させ、領民の苦しみについて調べるよう命じた。

#### 北方を統一

##### 前涼を滅ぼす
376年5月、苻堅は前涼征伐の詔を下し、衛将軍苟萇・左将軍毛盛・中書令梁熙・歩兵校尉姚萇らに13万の兵を与えて西河へ侵攻させ、秦州刺史苟池・河州刺史李弁・涼州刺史王統には三州の兵を率いさせて後続とした。その出陣に際しては、兵を厳飾して隊列させて盛大に送り出し、自らもまた城西において見送り、各々に差をつけて褒賞を与えた。また、併せて尚書郎閻負・梁殊を前涼へ派遣し、張天錫へ長安に入朝するよう勧めさせた。だが、張天錫は降伏せずに徹底抗戦を決断し、姑臧へ到着した閻負らを軍門に縛り付ると、軍士に命じて射殺させた。さらに龍驤将軍馬建に2万の兵を与え、前秦軍を迎え撃たせた。2人の使者が殺された事実は前秦へも伝わった。
8月、梁熙・姚萇・王統・李弁は清石津から黄河を渡って河会城へ侵攻すると、守将の驍烈将軍梁済を降伏させた。苟萇は石城津から渡河すると、梁熙らと共に纒縮城を攻め、これを攻略した。馬建は大いに恐れ、楊非から清塞まで撤退した。張天錫は征東将軍常據へ3万の兵を与えて洪池へ派遣し、自らもまた5万の軍で金昌城へ出征した。
苟萇は姚萇に兵3千を与えて先鋒とし、姚萇は迎え撃ってきた馬建軍1万を破り、馬建を降伏させた。これにより、他の前涼兵も逃散した。さらに、苟萇は洪池に進み、迎え撃ってきた常據軍を破った。常據は自害し、その軍司席仂もまた討ち取られた。苟萇が清塞まで侵攻すると、高所に陣取った。張天錫は司兵趙充哲・中衛将軍史景に勇軍5万を与えて迎撃させたが、苟萇は赤岸において趙充哲を破って3万8千の兵を討ち取り、趙充哲・史景を戦死させた。張天錫は大いに恐れ、自ら城を出撃したが、留守となった城内で反乱が起こったので、やむなく数千騎を率いて姑臧へ撤退した。前秦軍が姑臧まで進軍すると、窮した張天錫は降伏を決断し、自らを縛り上げて棺を伴い、素車・白馬を用い、苟萇の軍門に降った。苟萇はその戒めを解いて棺材を焼き払うと、張天錫を長安へ送致した。これにより、涼州の郡県はみな前秦へ降伏した、ここに前涼は滅亡した。

##### 河西を統治
376年9月、苻堅は梁熙を持節・西中郎将・涼州刺史・領護西羌校尉に任じ、姑臧を鎮守させた。また、当地の豪族7千戸余りを関中に移住させ、残りは以前通りの暮らしをさせた。さらに、五品には百姓から金銀一万三千斤を徴税させ、軍士に褒賞として与えた。張天錫には重光県の東寧郷二百戸を食邑として与え、帰義侯に封じ、北部尚書に任じた。苻堅は前涼征伐より前に、張天錫のために新しい邸宅を造っており、予定通り張天錫はその邸宅に住むこととなった。また、前涼の晋興郡太守彭和正を黄門侍郎に、治中従事蘇膺・敦煌郡太守張烈を尚書郎に、西平郡太守趙凝を金城郡太守に、楊幹を高昌郡太守に任じ、残りの者についても才能に応じて任官した。
また、前涼の武威郡太守索泮を別駕に、宋皓を主簿に取り立てた。西平人の郭護が反乱を起こすと、梁熙は宋皓を折衝将軍に任じ、乱を平定させた。梁熙は清廉・倹樸にして民を愛したので、河西の地は大いに安んじられた。
東晋の桓沖は前秦が前涼へ侵攻したと聞き、兗州刺史朱序・江州刺史桓石秀・荊州督護桓羆を沔・漢に派遣し、救援させようとした。また、豫州刺史桓伊に軍を率いさせて寿陽へ、淮南郡太守劉波に水軍を与えて淮・泗に向かわせようとしたが、既に前涼が敗北したと聞き、みな撤兵させた。
377年、苻堅は詔を下し、涼州は新たに版図となったばかりであった事から租賦を1年免じる事とした。また、父の後を継いだ者には爵一級を、孝悌・力田な者には爵二級を与え、孤児・寡婦・老人には境遇により格差をつけて穀帛を支給した。また、女子百戸（女性が戸主となっている民家）には牛酒を支給し、三日に渡って酒宴を催した。

##### 代を滅ぼす
376年10月、鉄弗部大人劉衛辰は代より攻撃を受け、前秦へ救援を要請してきた。苻堅はこれに応じ、幽州刺史・行唐公苻洛を北討大都督に任じ、幽州・冀州の兵10万を与えて代の攻略を命じた。また、并州刺史倶難・鎮軍将軍鄧羌・尚書趙遷・李柔・前将軍朱肜・前禁将軍張蚝・右禁将軍郭慶らを東は和龍より、西は上郡より出陣させ、総勢20万の兵を苻洛軍に合流させた。また、劉衛辰を嚮導（案内役）とした。
11月、代王拓跋什翼犍は白部・独孤部に迎撃を命じたが、苻洛はいずれも撃破した。さらに、南部の大人劉庫仁は10万の兵を率いて石子嶺において苻洛を阻んだが、苻洛はこれにも大勝した。拓跋什翼犍は病により自ら軍を率いる事が出来ず、諸部を率いて陰山の北へ逃走した。だが、高車の反乱に遭い、四方から略奪を受けて牛馬を養う事もできず、さらに漠南まで撤退した。12月、苻洛は軍を一旦後退させ、君子津に駐屯した。これを受け、拓跋什翼犍は雲中へ帰還したが、間もなく子の拓跋寔君・甥の拓跋斤の謀反により、諸子ともども殺害されてしまった。その夜、代の王族や官僚は前秦軍へ亡命すると、事の次第を告げた。これを受け、李柔・張蚝は兵を率いて雲中へ急行した。君主不在の代国に抗う力は無く、軍は逃潰し、国中は大混乱に陥った。ほどなくして苻洛により混乱は鎮められ、ここに代は滅亡した。

##### 代の地を慰撫
代国平定後、苻堅は代の長史である燕鳳を召し出してこの混乱の原因を尋ねると、燕鳳は起きた事（拓跋寔君・拓跋斤の謀反）をありのままに答えた。これに苻堅は「天下の悪である」と述べ、拓跋寔君と拓跋斤を捕らえると長安へ連行し、車裂きの刑に処した。また、拓跋什翼犍の部落については漢の時代の辺障に散らせ、尉を設置して行事を監督させ、その官僚を抑留させた。生業を治めさせ、5人のうち3人の青年を徴兵し、その代わりに3年に渡って租税を免除とした。また、その渠帥（部落の長）を年の終わりに朝貢させ、それ以外の往来を制限した。
苻堅は拓跋珪（拓跋什翼犍の孫。北魏の太祖道武帝）を長安に移そうと考えたが、燕鳳は上表して匈奴独孤部大人劉庫仁と鉄弗部大人劉衛辰に代の地を分割統治させ、拓跋珪が成長した後にこれを引き継がせるよう固く請うた。苻堅はこれに従って代の民を二部に分け、黄河東部を劉庫仁に、黄河西部を劉衛辰に治めさせ、各々に官爵を与えてその衆を統べさせた。
拓跋什翼犍の諸子には拓跋窟咄という人物がおり、立派に成長していた。そのため、苻洛は彼を長安に移らせると、同時に苻堅へ書を送り、拓跋窟咄を太学に入れさせて教育を受けさせた。
苻堅は詔を下し、前涼・代の征伐に貢献した兵士はみな5年に渡って賦役を免じ、爵3級を下賜すると宣言した。また行唐公苻洛には征西将軍を加え、鄧羌を并州刺史に任じた。
劉庫仁は離散した部族を招撫し、その恩徳と信義は甚だ著しく、また拓跋珪を奉じる様は慇懃であった。苻堅はその功績を称賛し、広武将軍を加え、幢麾・鼓蓋（いずれも儀礼に用いる道具）を下賜した。だが、劉衛辰は劉庫仁の下につく事を恥じ怒り、前秦の五原郡太守を殺害して反乱を起こした。劉庫仁は劉衛辰を攻撃してこれを破り、さらに敗走する劉衛辰を陰山の西北千里余りに渡って追討し、その妻子を捕らえた。また、西へ進んで厙狄部を攻め、その部落を移住させて桑乾川に住まわせた。しばらくして、苻堅は劉衛辰の罪を許して西単于・督摂河西雑類に任じ、河西北部にある代来城を統治させた。

##### 西方の氐羌を慰撫
これより以前に前秦が前涼を征伐した時、西方の障壁となっている氐族・羌族も併せて討つ事が議論され、苻堅は前秦へ服属するよう説得に当たるよう命じていた。
そして代を平定するに至り、苻堅は殿中将軍張旬を先発させて氐族・羌族を慰撫するよう命じ、庭中将軍魏曷飛に騎兵2万7千を与えて後続させた。だが、魏曷飛は彼らが頑なに服従しない様に腹を立て、兵を率いて攻撃し、大いに略奪してから帰還した。苻堅は命に背いたことに激怒し、魏曷飛を鞭打ち二百回を課し、その前鋒督護儲安を処刑して氐族・羌族に謝罪した。彼らは大いに喜び、8万3千余りの部落が降伏した。また、雍州の士族の中には過去の反乱以降、河西において流浪の身となっている者が多くいたが、ここにおいてみな前秦に帰順した。
同年、乞伏司繁が没し、代わって子の乞伏国仁が後を継いだ。
377年春、高句麗・新羅・西南夷（中国西南部に割拠する異民族）より使者が入貢してきた。
かつて後趙で将作功曹を務めていた熊邈は、かねてより幾度も苻堅へ石氏の宮室器玩の盛大さを述べていた。これを受け、苻堅は熊邈を将作長史・領尚方丞に任じ、舟艦・兵器を大々的に修築させ、尽く精巧な金銀をもって飾らせた。
この時期、関中において水害や旱魃が突如として起こるようになると、苻堅は鄭白の故事（韓から秦に来た鄭国・前漢の趙国の白公は灌漑工事により人々の生活を安定させた）を引き合いに出して群臣と対応を議論した。そして、王侯以下、豪族や富裕層の奴隷3万人を徴発し、涇水の上流にある水を開き、山を切り開いて堤を造り、渠を通して瀆を引き、岡や荒地の田に水を引かせた。春には工事は完遂し、百姓はその利を頼みとした。

### 襄陽侵攻から淝水の戦いまで

#### 南下を開始

##### 襄陽へ侵攻
376年3月、苻堅は征伐軍を派遣して東晋領の南郷へ侵攻し、これを陥落させた。これにより山蛮（南方の山間に住む少数民族）3万戸が前秦に帰順した。
378年2月、苻堅は征南大将軍・都督征討諸軍事・尚書令・長楽公苻丕、尚書・司馬慕容暐、武衛将軍苟萇に歩兵騎兵7万を与え、東晋領の襄陽へ侵攻させ、さらに荊州刺史楊安に樊・鄧の兵を与えて前鋒とした。また、征虜将軍・屯騎校尉石越に精騎兵1万を与えて魯陽関より出撃させ、京兆尹慕容垂・揚武将軍姚萇には5万の兵を与えて南郷より出撃させ、領軍将軍苟池・右将軍毛当・強弩将軍王顕には勁兵4万を与えて武当より出撃させ、襄陽攻撃に合流させた。
4月、前秦軍は漢陽において合流し、沔北まで軍を進めた。東晋の南中郎将・梁州刺史朱序は前秦軍に船が無い事から備えを怠っていたが、石越軍は漢水を馬で渡河した。朱序はこれに驚愕し、すぐさま中城（襄陽城の内郭）の守りを固めた。石越軍は城の外郭を攻め落とし、船百艘余りを鹵獲すと、残りの全軍を渡河させた。苻丕は諸将を統率して中城に攻め立て、苟池・石越・毛当には兵5万を与えて江陵へ向かわせた。東晋の車騎将軍桓沖は兵7万を擁して朱序の救援に向かおうとしたが、苟池軍に恐れをなして進む事が出来ず、上明に留まっていた。
同時期、慕容垂は別動隊を率いて南陽へ侵攻すると、これを攻略して太守鄭裔を捕らえた。その後、苻丕軍に合流した。

##### 襄陽攻略
378年12月、苻丕は半年以上に渡って襄陽包囲を続けていたが、依然として攻め落とす事が出来ずにいた。そのため、御史中丞李柔は苻丕を弾劾して「長楽公丕らは10万の衆を擁し、小城を包囲し、万金を費やしておきながら、久しく功を上げておりません。廷尉に下す事を請うものです」と求めた。これを受け、苻堅は「丕らは費用を費やしておきながら、成果がない。まことに貶戮すべきといえる。しかしながら、師はすでに長期に渡っており、このまま撤退するわけにもいかぬ。故に特別に今回の件は不問とするので、成功をもって罪を購うように」と命じ、黄門侍郎韋華に持節を持たせて派遣し、苻丕らを厳しく叱責させた。また、苻丕に剣を下賜して「来春までに勝利できなくば、汝が自らを裁くのだ。再び我と見える事はないぞ！」と告げさせた。
379年1月、苻堅からの叱責が苻丕の陣営に伝わると、苻丕は諸軍に包囲を強めて攻勢を掛けるよう命じた。
また苻堅は自ら軍を率いて苻丕らの救援に向かおうとも考え、さらに苻融には関東六州の甲卒を与えて寿春で合流させ、梁熙には河西の兵を与えて後詰としようと考えたが、苻融の諫めにより取りやめた。
東晋の冠軍将軍・南郡相劉波は8千の兵を率いて襄陽救援に向かったが、彼は前秦軍を恐れて進軍を止めてしまった。この間、朱序は幾度も出撃して戦い、前秦軍を破った。これにより前秦軍は軍をやや遠くに後退させたが、これを見た朱序は備えを緩めてしまった。
2月、東晋の襄陽督護李伯護は密かに子を前秦の陣営へ送り、前秦軍が攻勢を掛ければ内から応じる事を約束した。これを受け、苻丕は諸軍に一斉攻撃を命じると、遂に襄陽を攻め落とす事に成功し、朱序を捕らえて長安へ送った。苻堅は朱序がよく節を守った事を称えて度支尚書に任じ、逆に李伯護が忠を尽くさなかった事を咎めて斬首した。
前秦の将軍慕容越は順陽を攻略し、太守の丁穆を捕らえた。苻堅は彼を登用したいと考えたが、丁穆は固辞して受けなかった。
苻堅は中塁将軍梁成を南中郎将・都督荊揚二州諸軍事・荊州刺史・領護南蛮校尉に任じ、1万の兵を配して襄陽を鎮守させ、征南府の器仗を与えた。また、襄陽の人物を才能に応じて登用し、礼をもってこれを用いた。また、前将軍張蚝を并州刺史に任じた。

##### 広陵に迫る
少し遡って378年4月、前秦の兗州刺史彭超は苻堅の下へ使者を派遣し、東晋の沛郡太守戴逯が守る彭城への侵攻を自ら志願すると共に、別動隊を送り込んで淮南の諸城を攻撃するよう要請した。苻堅はこれに同意して彭超に彭城攻撃を命じると共に、都督東討諸軍事・後将軍倶難、右禁将軍毛盛、洛州刺史邵保に歩兵騎兵7万を与えて淮陽・盱眙へ侵攻させた。
8月、彭超が5万の兵を率いて彭城へ侵攻すると、東晋の右将軍毛穆之は5万を率いて姑孰を守り、前秦軍に対抗した。
379年2月、東晋の兗州刺史謝玄は1万余りの兵を率いて彭城救援に向かい、泗口まで軍を進めた。彼は彭城にいる戴逯に援軍到来を告げようとしたが、その術がなかった。部曲の田泓は自ら水を潜って彭城へ向かうと名乗り出たので、謝玄はこれを派遣したが、田泓は前秦軍に捕らえられてしまった。前秦軍は彼に厚く賄賂を贈り、既に援軍が敗れたと城内へ告げるよう持ち掛けると、田泓はこれを偽って同意した。そして彼は城の傍へ赴くと、城中へ「南軍はすぐに到達するぞ。我は単独で報せに来たが、賊に捕らわれる事になった。汝らは勉めよ！」と告げたので、前秦軍は彼を殺した。
彭超は輜重を留城に置いていたので、謝玄は後軍将軍何謙・将軍高衡を留城に向かわせた。彭超はこれを聞くと、彭城の包囲を解き、軍を引いて輜重を守った。戴逯はこの隙に彭城の衆を伴って謝玄の陣営へ奔ったので、彭超は遂に彭城占拠に成功し、兗州治中徐褒にこれを守備させ、自らは南へ進んで盱眙を攻めた。倶難もまた淮陰を攻略し、邵保にこれを守らせると、彭超と合流した。
4月、毛当・王顕は衆2万を率いて襄陽より東へ向かい、倶難・彭超と合流して淮南を攻めた。
5月、倶難・彭超は盱眙を攻略し、建威将軍・高密内史毛璪之を捕らえた。さらに前秦軍は侵攻を続け、6万の兵で幽州刺史田洛の守る三阿を包囲した。広陵からわずか百里の地であったので、東晋朝廷は大震し、長江に臨んで守備兵を陳列すると共に、征虜将軍謝石に水軍を与えて涂中に駐屯させた。
東晋の右衛将軍毛安之・游撃将軍司馬曇は4万の兵を率いて堂邑に軍を進めたが、毛当・毛盛は騎兵2万を率いて堂邑を急襲し、毛安之軍を破ってその軍を潰走させた。

##### 魏興攻略
再び少し遡って378年8月、襄陽攻撃に呼応して前秦の梁州刺史韋鍾は魏興へ侵攻し、東晋の魏興郡太守吉挹の守る西城を包囲した。
9月、韋鍾の出征に乗じて巴西人の趙宝が梁州において反乱を起こし、自らを東晋の西蛮校尉・巴郡太守であると称した。
379年3月、東晋の右将軍毛穆之は兵3万を率いて魏興救援のために巴中を攻撃した。さらに東晋の前鋒督護趙福・将軍袁虞らに水軍1万を与えて長江を遡上させ、巴西まで進出した。これに対し、前秦の南巴校尉姜宇は配下の張紹・仇生らに水軍・陸軍併せて五千を与えて迎撃させた。南県において両軍は交戦となり、張紹らは東晋軍を破って七千人余りを討ち取った。これにより毛穆之は巴東まで撤退した。
蜀人の李烏が衆2万を集めて毛穆之に呼応し、成都を包囲したが、苻堅は破虜将軍呂光を派遣してこれを平定した。
4月、韋鍾は魏興を攻略した。太守の吉挹は刀で自害しようとしたが、左右の側近により止められ、前秦軍に生け捕りとなった。だが、彼は一言も話さず、何も食べずに餓死した。これを聞いた苻堅は「周孟威（周虓）はかつて不屈なる様を見せ、次いで丁彦遠（丁穆）は規範に則る様を見せた。そして今、吉祖沖（吉挹）は口を閉ざして死んだ。どうして晋氏には忠臣が多いのか！」と嘆息したという。

##### 謝玄の反攻
379年5月、東晋の兗州刺史謝玄は3万の兵を率いて広陵より三阿救援に向かい、白馬塘まで進軍した。これに対し、倶難は配下の都顔に騎兵を与えて謝玄の迎撃に向かわせたが、塘西において都顔は敗戦を喫して戦死した。謝玄は三阿まで軍を進めると、倶難・彭超はこれを迎え撃つも敗戦を喫し、盱眙まで後退して守りを固めた。
6月、謝玄は軍を石梁まで進めると、田洛に兵5万を与えて盱眙を攻撃させた。倶難・彭超はこれに再び敗戦を喫し、さらに淮陰まで軍を後退させた。謝玄は何謙・督護諸葛侃に水軍を与えて上流へと向かわせ、その夜には淮水に掛かる淮橋を焼き払い、またも倶難らを撃った。倶難らは再び敗れて邵保が戦死し、さらに淮北まで後退した。謝玄は何謙・戴逯・田洛と共にこれを追撃し、倶難らは君川において追いつかれてまたも大敗を喫した。倶難・彭超は北へ逃走し、辛うじて逃げ果たした。倶難は今回の失態を全て彭超一人に押し付け、彼の司馬である柳渾を処断した。
7月、敗戦の報を聞いた苻堅は激怒し、檻車を送って彭超を廷尉に下した。彭超は自害し、倶難は爵位を削られて庶人に落された。また、苻堅は堂邑攻略の功績として、毛当を平南将軍・徐州刺史に任じて彭城を鎮守させ、毛盛を平東将軍・兗州刺史に任じて胡陸を鎮守させ、王顕を平呉校尉・揚州刺史に任じて下邳を守らせた。

#### 苻洛・苻重の反乱
これより以前の378年9月、前秦の豫州刺史・北海公苻重は洛陽を鎮守していたが、突如として苻堅に反旗を翻した。これを聞いた苻堅は「長史呂光（呂光は苻重の長史として洛陽にいた）は忠正であり、必ずやこれに同調せぬだろう」と述べ、すぐさま呂光に苻重捕縛を命じた。呂光は苻重を捕らえると、檻車をもって長安へ送った。苻堅は彼を罪には問わず、公のままで邸宅に留まらせた。
380年1月、苻堅は苻重の謹慎を解き、鎮北大将軍に任じて薊を鎮守させた。
3月、苻堅は苻洛を使持節・都督益寧西南夷諸軍事・散騎常侍・征南大将軍・益州牧・領護西夷校尉に任じた。苻堅はかねてより苻洛を忌み嫌っており、また兄の苻重が謀反を起こしていたこともあり、その動向を大いに警戒していた。そのため、成都へ赴任するにあたっては、伊闕から襄陽へ向かい、そこから漢水を遡上するよう命じ、長安を通過する事を禁じた。
苻洛は代の平定という大功を挙げたにも関わらず恩賞は乏しく、常に辺境の地に追いやられて州牧の任にあたっていたので、かねてより大いに不満を抱いていた。その上で今回の異動を知った苻洛は、これは苻堅の陰謀であり、必ずや襄陽を鎮守している荊州刺史梁成に自分を殺害させるつもりに違いないと決めつけ、遂に大都督・大将軍・秦王を自称して反旗を翻し、兄の苻重を仲間に引き入れた。
また、平規を輔国将軍・幽州刺史に任じて謀主とし、玄菟郡太守吉貞を左長史に任じ、遼東郡太守趙讃を左司馬に任じ、昌黎郡太守王蘊を右司馬に任じ、遼西郡太守王琳・北平郡太守皇甫傑・牧官都尉魏敷らを従事中郎に任じた。さらに、鮮卑・烏桓・高句麗・百済・新羅・休忍などの諸国に使者を派遣して徴兵し、また兄の苻重には兵3万を与えて薊を守らせた。だが、諸国はみな「我らは天子（苻堅）の藩国である。行唐公（苻洛）の反逆に従うことはない！」と述べて応じなかったので、苻洛は大いに恐れて造反を中止しようと考えたが、躊躇して決断できなかった。王蘊・王琳・皇甫傑・魏敷は反乱が失敗したと見切りを付け、苻堅に密告しようとしたので、苻洛は先んじて彼らを処刑した。
4月、苻洛は7万の兵を率いて和龍を出発し、苻重もまた薊城の全軍10万を挙げて苻洛に呼応し、中山に駐屯した。苻洛の反乱を聞いた苻堅は、群臣を招集してこの事を議論した。歩兵校尉呂光は「行唐公は至親であるのに反逆を為しました。これは天下が憎む所です。願わくば臣に歩騎5万を与えてくだされば、これを平らげて見せます」と進み出ると、苻堅は「重・洛の兄弟は東北の一隅に拠り、兵も物資も備わっており、軽々しく当たるべきではない」と答えた。これに呂光は「彼の衆は凶威に迫られて無理やり従っているだけであり、一時的に蟻が集まっているのと変わりありません。もし大軍をもって臨めば、必ずやその勢いは瓦解します。憂うには足りますまい」と返した。
苻堅は和龍へ使者を派遣し、苻洛へ「天下は未だ一家となっていないのに、兄弟が分裂してしまった。どうして反したのか。和龍に戻るのだ。そうすれば、幽州を永遠に世襲の封土としよう」と述べ、説得を試みた。だが、苻洛は使者へ「汝は帰って東海王（かつて苻堅は東海王であった）へ伝えるように。幽州はいささか偏狭であり、万乗（皇帝）を迎えるには不足している。我は秦中へ向かい、高祖（苻健の廟号）の業を成し遂げる。もし我を潼関にて出迎えるならば、上公の爵を与えて本国に帰してやろう」と告げた。苻堅はこれに激怒し、左将軍竇衝・呂光に4万の兵を与えて討伐を命じ、さらに右将軍都貴を鄴へ急ぎ派遣して冀州軍3万を与えて前鋒とし、苻融を征討大都督として全軍を統括させた。屯騎校尉石越にも騎兵1万を与えて東萊から石陘へ向かわせ、海上を通って400里彼方の和龍を攻撃させた。軍の総勢は数十万に及んだ。
5月、竇衝・呂光は苻洛と中山において交戦し、これを大いに打ち破ると、苻洛と将軍蘭殊と捕らえて長安へ送った。苻重は薊城へ逃走したが、呂光はこれを幽州まで追撃して斬り殺した。石越もまた和龍を攻略し、平規とその側近100人余りを処断した。これにより幽州は平定された。苻堅は蘭殊を赦して将軍に登用し、苻洛もまた死罪を免じて涼州の西海郡へ流した。功績により苻融を車騎大将軍・領宗正・録尚書事に任じた。

#### 諸氐を散居
380年7月、苻堅は関東が広大であり、人の動静が活発となっている事から、これを鎮静しようと考えた。そのため、東堂において群臣を集めると「我が族類（氐族）はその子孫によって、次第に繁栄しようとしている。今、三原・九嵕・武都・汧・雍に住まう15万戸を分割し、諸方に統治させようと考えている。旧徳を忘れなければ、磐石の宗となるであろうが、諸君の意見はどうかね」と問うと、みな「これこそ、周が八百年に渡って続いた所以です。社稷の利と言えます」と答えた。これを受け、苻堅は三原・九嵕・武都・汧・雍に住まう氐人15万戸を分けて各地方に散居させ、諸々の一族にこれを統治させ、古の諸侯にならって世封の地とした。長楽公苻丕には氐人三千戸を領させ、仇池の氐族酋長である射声校尉楊膺を征東左司馬に、九嵕の氐族酋長である長水校尉斉午を右司馬とし、各々に1500戸を領させ、彼らを長楽国（苻丕の藩国）の世卿（世襲制の卿大夫）とした。また、長楽国郎中令垣敞を録事参軍に、侍講韋幹を参軍に、申紹を別駕に任じた。
8月、幽州を分割して平州を設置し、石越を平州刺史・領護鮮卑中郎将に任じて龍城を鎮守させ、大鴻臚韓胤を領護赤沙中郎将に任じて烏桓府代郡の平城に移し、中書令梁讜を安遠将軍・幽州刺史に任じて薊城を鎮守させ、撫軍将軍毛興を都督河秦二州諸軍事・鎮西将軍・河州刺史に任じて枹罕を鎮守させ、長水校尉王騰を鷹揚将軍・并州刺史・領匈奴中郎将に任じて晋陽を鎮守させた。河州・并州には各々氐族3千戸を配した。また、平原公苻暉を都督豫洛荊南兗東豫揚六州諸軍事・鎮東大将軍・豫州牧に任じて洛陽を鎮守させ、洛州刺史の治所を豊陽に移し、鉅鹿公苻叡を安東将軍・雍州刺史に任じて蒲坂を鎮守させ、各々に氐族3千2百戸を配した。

#### 諸州刺史の配置
これより以前の379年、前秦は大飢饉に見舞われた。
380年6月、苻堅は関東を統治していた陽平公苻融を呼び戻して入朝させ、侍中・中書監・都督中外諸軍事・車騎大将軍・司隷校尉・録尚書事に任じた。また、代わりに征南大将軍・守尚書令・長楽公苻丕を都督関東諸軍事・征東大将軍・冀州牧に任じ、鄴を鎮守させて関東の統治を委ねた。
正式に苻丕が鄴へ出立すると、苻堅は苻丕を灞上まで見送り、流涕して別れを告げた。諸氐の子弟で父兄と離別する者も、同様にみな涙を流して別れを惜しみ、通りかかった人も感動させるほどであった。
10月、苻堅は左禁将軍楊璧を南秦州刺史に、尚書趙遷を洛州刺史に、南巴校尉姜宇を寧州刺史に任じた。
12月、左将軍都貴を荊州刺史に任じ、彭城を鎮守させた。また、その東に豫州を設置し、毛当を刺史に任じて許昌を鎮守させた。
同年、苻堅は東晋の高密郡太守毛璪之ら200人余りを帰順させた。
382年3月、鄴にある銅駝・銅馬・飛廉・翁仲を長安に移した。
4月、扶風郡太守王永を幽州刺史に任じた。
382年5月、幽州では蝗害が発生し、その範囲は千里に渡ったので、苻堅は散騎常侍劉蘭に節を与え、幽州・冀州・青州・并州の民を徴発させてこれを駆除させた。12月、蝗の駆除を命じられていた劉蘭は、冬に至っても滅する事が出来ていなかった。そのため、有司は劉蘭を召喚して廷尉に下すべきだと請うたが、苻堅は「災は天が降すものであり、人力で除ける所ではない。今回の原因は朕の失政によるものであろう。蘭にいったい何の罪があろうか」述べ、取り合わなかった。
この年、関中は大豊作となり、多い者で田畝から七十石を収め、少ない者でも三十石を収めた。さらに、蝗害が発生しなかった幽州の境では、多くは百石を、少なくとも五十石を収めた。
383年、益州の西南夷や海東の諸国はいずれも使者を派遣し、苻堅へ貢物を献上した。

#### 苻陽・王皮・周虓の謀反
382年3月、前秦の大司農・東海公苻陽（苻法の子）、員外散騎侍郎王皮（王猛の子）、周虓（かつて東晋の梓潼郡太守を務めていたが、前秦の益州侵攻の折に捕らえられていた）は共に謀反を企てたが、事前に事が露見して捕らえられ、廷尉に下された。苻堅は彼らへ反乱を起こした理由を問うと、苻陽は「『礼』に則ったまでです。父母の仇とは天地を同じく出来ません。臣の父である哀公（苻法）は、罪無く殺されました。斉襄（斉の襄公）は九世祖の仇を取りました。ましてや臣のような立場であればどうでしょうか！」と答えた。苻堅は涙を流して「哀公の死は朕の在らぬ所で起きた。卿はどうしてそれを分からぬか！」と返した。また、王皮は「臣の父は丞相であり、佐命の勲がありました。にもかかわらず臣は貧賤を免れておりません。故に富貴となる事を図ったまでです」と答えると、苻堅は「丞相は臨終に際して卿を託し、田を治めるための十分な数の牛を残すよう望んだが、未だかつて卿のために官を求めた事はなかった。子が父に及ばないのを知っているのに、どうしてそのようにできようか！」と叱責した。また、周虓は「この虓は代々晋の恩を担っており、晋鬼となるために生きてきた。どうしてまた理由など問おうか！」と返した。以前より周虓は幾度も謀反を企てていたので、左右の側近は苻堅へ誅殺を求めたが、苻堅は「孟威（周虓の字）は烈士であり、このように志を持っている。どうして死など恐れようか！殺してもその名を充足させるだけである！」と述べた。全員を赦免して誅殺せず、苻陽を涼州の高昌郡に流し、王皮・周虓を朔方の北に流した。
4月、苻融は上疏し、自らが姦萌（反乱の兆し）を止める事が出来ず、宗正の位を汚している（宗正は皇族を管轄する役職。苻法の反乱を止められなかった事を指している）として、私藩（自らの藩国である陽平郡）にて罪を請うた。苻堅はこれを許さずに逆に司徒に抜擢したが、苻融は固辞した。だが苻堅は荊州・揚州への侵攻に強い意欲を燃やしており、苻融にその重任を委ねようとしていたので、改めて征南大将軍・開府儀同三司の地位を授けた。

#### 東晋平定を目論む

##### 征伐の是非を議す
382年10月、苻堅は群臣を太極殿に招集し、会議を開くと「我が大業を継承してから三十年が過ぎたが、汚れた賊どもを刈り取る事で四方をほぼ平定した。ただ、東南の一隅（東晋）だけが未だに王化に賓しておらず、我は天下が一つではないことをいつも思い、夕飯をも満足に食べる事が出来ていない。ゆえに今、天下の兵を起こし、これを討たんと考えている。武官・精兵を数えるに97万にも及ぶというから、我自らがその兵を率いて先陣となり、南裔を討伐しようと思うのだ。諸卿らの意見は如何か」と問うた。
秘書監朱肜は進み出ると、百万の兵をもってすれば戦わずして容易く勝利出来るとして全面的に賛同し、苻堅は「これこそ我の志である」と大いに喜んだ。だが尚書左僕射権翼は、東晋には未だ有望な人材がいる事から征伐は時期尚早と反対した。これを聞いた苻堅はしばらく黙然としていたが、やがて「諸君はその志を各々述べるように」とさらに意見を求めた。さらに太子左衛率石越もまた天文に凶兆が観られる事、東晋が長江の険に守られている事、人心が離れていない事などを挙げ、時期を待つよう請うた。
他の群臣も各々様々な意見があり、議論は纏まらぬまま長らく続けられたが、遂に苻堅は「これこそいわゆる『道傍築室（多数の人間が好き勝手に意見を言い合えば、小さな小屋すら造るのは難しいという諺）』であり、これを成すに時間が掛かりすぎる。時に万端（多すぎる意見）は計を妨げるという。我は内なる心において決断せん！」と宣言し、会議を終わらせた。
群臣が退出した後、苻堅は苻融一人を留めて議論を続けて「古えより、大事において策を定めるは一両人（1人か2人）で十分だという。今、群議は紛紜（入り乱れて混乱する様）してしまっており、徒らに人意を乱してしまっている。そこで、我と汝でこれを決めようと思う」と述べた。だが、苻融もまた天文に凶兆が見られる事・東晋の君臣が強固に結びついている事・戦役が続いており疲弊している事を挙げ、権翼・石越の意見に全面的に賛同して征伐に反対した。これを聞いた苻堅は顔つきを厳しくしてこれに反論したが、苻融はさらなる懸念点として、苻堅が鮮卑族・羌族・羯族を寵遇して長安近傍に住まわせており、逆に古参の臣下や一族を遠方へと移らせている事から、大軍を率いて長安を出撃すれば彼らの反乱を招くと訴え、王猛の遺言（鮮卑族・羌族の一派を次期を見計らって排斥する事）を思い出すよう涙を流して諫めた。だが、 苻堅が聞き入れる事は無かった。

##### 群臣の相次ぐ反対
その後も、苻融・尚書申紹・石越らを始めとした朝臣の大半はみな上書して言葉を尽くして出征を諫め、その回数は数十回にも及んだ。だが、苻堅は「我自らが晋を撃つのだ。その強弱の勢いを比べれば、疾風が枯れ葉を掃くようなものである。それなのに朝廷の内外ではみな反対する。誠に我の理解出来るところではない！」と憤るのみであり、遂に従う事は無かった。
苻堅は仏教を厚く尊崇し、仏教僧である釈道安を信任していた。そのため、以前より群臣は釈道安へ「主上（苻堅）は東南（東晋）で事を為そうとしている。公はどうして蒼生（人民）のために一言（苻堅への進言）を致さないのか！」と詰め寄り、苻堅を説得するよう頼んでいた。同年11月、苻堅が東苑に赴いた際、釈道安を輦（天子の乗輿）に同乗させた。この時、苻堅は釈道安を顧みて「朕は公と共に呉越の地を南遊し、六師を整えて巡狩しようと考えている。また、九疑の嶺において虞の陵墓へ謁し、会稽において禹の墓穴を仰ぎ見て、長江において漂い、滄海へ臨むのだ。なんと楽しい事であろうか！」と述べた。釈道安は群臣からの要請を受け、文徳によって遠方を慰撫すべきであり、徒らに自ら労を重ねて民を苦しませるべきではないと苻堅を諫めたが、苻堅は聞き入れなかった。釈道安はなおも、まず諸軍を進めて威圧すると共に使者を派遣して降伏を勧め、それでも従わなければ討伐すべきと勧めたが、聞き入れる事は無かった。
苻堅が寵愛している張夫人もまた、今回の出征は天道にも人心にも背いているとして再考するよう請うたが、苻堅は「軍旅（戦争）の事は、婦人が預かる所ではない！」と言って取り合わなかった。苻堅から最も寵愛を受けていた末子の中山公苻詵もまた、賢人の意見を聞き入れなかった事で国が滅んだ故事を引き合いに出し、苻融の意見を聞き入れるよう請うた。だが、苻堅は「国には謀士がおり、これをもって大謀を決している。朝廷には公卿がおり、これをもって進否を定めている。これは天下の大事であり、孺子（青二才）の言がどうして辱しめてよいだろうか！」と述べ、聞き入れなかった。

##### 慕容垂・姚萇らの賛同
その後、苻堅は灞上へ赴いた折、落ち着いた様子で群臣へ向けて、西晋の武帝が群臣の反対を押し切って呉征伐を成し遂げた事を引き合いに出し、東晋征伐を断行する事を宣言すると共に、これ以上の議論を拒絶した。太子苻宏は進み出て再考するよう訴え、釈道安もまた苻宏の意見に同調したが、苻堅は聞き入れなかった。冠軍将軍・京兆尹慕容垂は進み出て、彼もまた武帝の呉征伐を引き合いに出し、群臣の意見よりも自身の判断を信じるべきであると訴えた。苻堅はこれに大いに喜んで「我と天下を定める者は、卿一人である」と述べ、帛五百匹を下賜した。
これ以降も、慕容垂・姚萇らいつも苻堅へ、呉の平定や封禅の事（天下統一を天地へ知らせる儀礼）について説いていた。これにより苻堅はまずます江南攻略に意欲を燃やすようになり、夜通しでこの件を語り合ったという。苻融はまたも苻堅を諫め、天命が未だ中華の正統たる東晋にある事を挙げて征伐に反対したが、遂に苻堅は取り合わなかった。

#### 西域への進出
これより以前の378年9月、苻堅は涼州刺史梁熙に命じて西域へ使者を派遣させ、前秦の威徳が高まっている事を触れ回り、さらに繒彩（彩られた絹織物）を諸国の王へ贈った。これにより、10を超える国家が前秦へ朝献するようになった。10月、大宛より千里を走るといわれる天馬が献上され、いずれも汗血・朱鬣・五色・鳳膺・麟身を始めとした諸々の珍異な種であり、総勢500種余りに及んだ。苻堅は「我は漢文帝が千里馬を返した事を思い、その美詠に感嘆するばかりである。今、献じられた馬を、悉く送り返す事とした。前王を思い、古人に近づく事を願わん」と述べ、群臣に止馬の詩を作るよう命じ、これを馬と共に送る事で無欲である様を示した。臣下はその盛徳は遠く漢文帝にも匹敵するとして、四百人余りが詩を献上した。
381年2月には鄯善王・車師前部王が来朝し、またこの時期に東夷・西域の62国が前秦へ入貢した。大宛は汗血馬を、粛慎は楛矢を、天竺は火浣布を献上し、康居・于闐・海東諸国の凡そ62王はみな使者を派遣して方物を献上した。
さらに382年9月にも車師前部王弥窴・鄯善王休密馱は前秦へ朝貢してきた。苻堅は彼らに朝服を下賜し、西堂において引見すると、弥窴らは苻堅の宮殿の壮麗さ、また儀衛の厳粛さを見て甚だ驚き、年に一回朝貢する事を申し出た。苻堅は、西域までの距離が遥か遠い事を鑑みてこれを認めず、3年に1度貢物を献じ、9年に1度朝見するよう命じて、これを永年の制度とした。
弥窴らは進み出て「大宛の諸国は貢献を通じているといえども、その誠節は純粋なものではありません。そこで、漢が都護を置いた故事に倣う事を請います。もし王師（皇帝軍）が出関（玉門関を越える事）するのであれば嚮導（道案内）となります」と要請し、西域の服従していない国家を討ち、都護を置いて統治するよう勧めた。これを受け、苻堅は驍騎将軍呂光を使持節・都督西域征討諸軍事に任じ、陵江将軍姜飛・軽騎将軍彭晃・将軍杜進・康盛らと共に歩兵10万、精鋭騎兵5千を率いさせ、西域討伐を命じた。苻融は西域の地は遠方にあり荒廃している事から、征服しても益は無いとしてこれに反対したが、苻堅は取り合わなかった。他の朝臣も幾度も諫めたが、いずれも聞き入れられなかった。
383年1月、呂光が長安を出発すると、苻堅は建章宮まで見送り、彼へ「西戎は荒俗であり、礼義の邦（国家）ではない。羈縻の道（羈縻政策）とは、服従すれば赦す事にある。これにより中国の威を示し、王化の法において導く事に繋がるのだ。武力を振りかざしたり、過ぎたる残掠（人を害して略奪を働く事）をしてはならぬぞ」と戒めた。また鄯善王休密馱を使持節・散騎常侍・都督西域諸軍事・寧西将軍に、車師前部王弥窴を使持節・平西将軍・西域都護に任じ、その国の兵を率いさせ、呂光の嚮導（道案内）とした。

#### 竟陵・襄陽攻防
これより以前の381年11月、前秦の荊州刺史都貴は司馬閻振・中兵参軍呉仲に2万の兵を与えて竟陵へ侵攻させ、閻振らは輜重を管城に留めると水陸両方より迅速に進軍を開始した。これを聞いた東晋の車騎将軍桓沖は南平郡太守桓石虔・衛軍参軍桓石民らに水軍・陸軍2万を与えて迎撃させ、両軍は一か月余りに渡って滶水で対峙した。
12月、閻振・呉仲は石虔に大敗を喫し、管城まで撤退して守備を固めた。石虔はさらに進軍してこれを攻め、同月中に管城を攻め落とした。閻振・呉仲は捕らえられ、7千人が打ち取られ、1万人が捕虜となった。
382年8月、苻堅は苻朗を使持節・都督青徐兗三州諸軍事・鎮東将軍・青州刺史に任じ、諫方大夫裴元略を陵江将軍、西夷校尉・巴西梓潼二郡太守に任じた。裴元略には密かに謀略を授け、王撫と共に蜀において水軍を準備させ、東晋侵攻の準備をさせた。
9月、桓沖は揚威将軍朱綽を派遣して襄陽へ侵攻し、荊州刺史都貴を攻めた。朱綽は沔北において屯田を焼き払うと、600戸余りを略奪して帰還した。
383年5月、桓沖は再び10万を率いて襄陽へ侵攻し、さらに前将軍劉波・冠軍将軍桓石虔・振威将軍桓石民らを派遣して沔北の諸城を攻撃した。また、輔国将軍楊亮は蜀へ侵攻し、五つの城を陥落させて涪城へ迫り、龍驤将軍胡彬は下蔡を攻め、鷹揚将軍郭銓は武当を攻めた。6月、桓沖軍の別動隊が万歳・築陽を攻撃し、これらを陥落させた。苻堅はこれを聞いて激怒し、子の征南将軍・鉅鹿公苻叡、冠軍将軍慕容垂・左衛将軍毛当に歩兵・騎兵併せて5万を与え、襄陽救援を命じた。また、兗州刺史・揚武将軍張崇に武当を、後将軍張蚝・歩兵校尉姚萇に涪城を救援させた。苻叡軍が新野へ、慕容垂軍が鄧城まで軍を進めると、桓沖は沔南へ後退した。7月、東晋の将軍郭銓・冠軍将軍桓石虔は張崇を武当において破り、二千戸余りを略奪してから撤退した。苻叡は慕容垂・驍騎将軍石越を前鋒とし、沔水まで進ませた。慕容垂らは夜になると、三軍の兵士全員に十本の炬火を持たせ、樹の枝に括り付けさせた。これにより光が数十里を照らし、これをみた桓沖は上明まで撤退した。また、張蚝軍が斜谷へ進出すると、楊亮もまた撤退した。

#### 江南征伐へ

##### 侵攻開始
東晋軍が撤退すると、遂に苻堅は大軍を挙げて東晋征伐を敢行する詔を下すと共に、諸州の馬を公私問わず徴発し、青年10人に1人を徴兵する事を命じた。また、門（学問所）において優秀な者はその文才を崇んで義従とし、良家の子で20歳以下で武芸を有して驍勇な者・裕福で才能豊かな者はみな羽林郎とした。これにより集めた良家の子は3万騎余りに上り、 秦州主簿趙盛之を建威将軍・少年都統に任じてこれを管轄させた。また、 苻堅は戦勝の日を期すと「司馬昌明（孝武帝司馬曜）を尚書左僕射に、謝安を吏部尚書に、桓沖を侍中に任じる。帰還は遠い話ではないから、それまでに彼らの邸宅を築いておくように」と下書した。
朝臣はみな苻堅の出征を望んでいなかったが、ただ慕容垂・姚萇・良家の子のみがこれに賛成していた。苻融はまたも苻堅へ、慕容垂・姚萇は謀反を企んでいるからその誘いに乗って出征するべきでは無いと訴えたが、苻堅が最後まで聞き入れる事はなかった。
8月、苻堅は東晋攻略を決行すると、陽平公苻融に驃騎将軍張蚝・撫軍将軍苻方・衛軍将軍梁成・平南将軍慕容暐・冠軍将軍慕容垂・揚州刺史王顕・弋陽郡太守王詠らを始めとした歩兵騎兵総勢25万を与えて出撃させた。また、乞伏国仁を前将軍に任じて軍の先鋒とし、騎兵を従えさせた。さらに、兗州刺史姚萇を龍驤将軍・都督益梁二州諸軍事に任じてこの征伐に従軍させた。ほかにも全国各地より軍を動員して出撃させた。
その後、苻堅もまた戎卒60万余り、騎兵27万を率いて長安を出発した。旗や太鼓は互いに望み合い、陣列は前後千里に渡って連なる壮大なものとなった。
9月、苻堅率いる本隊は項城へ到達した。この時、涼州から出立した軍勢はようやく咸陽に達し、蜀・漢中の軍もまた長江の流れに乗って東下し、幽州・冀州の兵は彭城に至った。軍は東西で万里にも広がり、水陸両方より行軍した。兵糧を運ぶ船は1万艘に及び、黄河より石門に入り、汝潁まで到達した。苻融らが率いる前鋒部隊30万は潁口へ到達した。 
前秦軍襲来の報に東晋は震えあがり、朝廷は尚書僕射謝石を征虜将軍・征討大都督に、徐兗二州刺史謝玄を前鋒都督に任じて兵8万を与え、輔国将軍謝琰・西中郎将桓伊らと共に迎撃させた。また。龍驤将軍胡彬に水軍5千を与え、寿春を救援させた。

##### 寿春へ進出
10月、苻融ら前鋒部隊は寿春へ侵攻すると、これを陥落させて東晋の平虜将軍徐元喜・安豊郡太守王先を捕らえた。苻融は参軍郭褒を淮南郡太守に任じてこれを守らせた。また、慕容垂は別動隊を率いて鄖城（江夏郡雲杜県の南東にある）を攻略し、東晋の将軍王太丘の首級を挙げた。胡彬は寿春陥落の報を聞き、硤石まで撤退した。苻融はさらに軍を進めてこれを攻撃した。
梁成・王顕・王詠は5万を率いて洛澗に軍を留めると、淮河に柵を設けて敵軍の進行を遮断し、幾度も胡彬軍を破った。謝石・謝玄らは洛澗から25里の所まで進軍したが、梁成軍の勢いを憚ってこれ以上進めなくなった。胡彬は兵糧が底を突き始めていたが、苻融軍には悟られないように虚勢を示すと共に、密かに使者を謝石の下へ派遣して「今、賊は盛んであり、兵糧も尽きてしまいました。このままでは、恐らく救援の大軍と見える事は出来ないでしょう！」と報告させようとしたが、前秦軍はこれを捕らえて苻融の下へ送った。苻融はすぐさま苻堅へ使者を送って「賊は少なく捕らえるのは容易でしょう。ただ逃げ去るのを恐れております。速やかに赴かれるべきです！」と伝えた。苻堅はこの報告を大いに喜び、大軍を項城に留めて軽騎八千のみを率いて寿春へ向かい、諸将には「我が寿春に向かっている事を敢えて話す者は、その舌を引き抜かん」と命じた。そのため、謝石らは苻堅の到来を知る事はなかった。
さらに苻堅は尚書朱序（襄陽攻略の折に捕らえた東晋の将軍）を謝石らの下へ派遣して説得に当たらせ「強弱の勢いは明らかである。速やかに降るべきである」と告げさせた。だが、朱序の心は未だ東晋にあったので、彼は私的に謝石らへ「もし秦の百万の衆が尽く至ったならば、これに対するのはまことに難しいかと存じます。今、諸軍は未だ集っておりませんから、速やかにこれを撃つべきです。もしその前鋒が敗れれば士気を奪う事が出来、破る事も可能かと」と勧めた。謝石は既に苻堅が寿春にいると知り甚だ恐れ、戦わずして前秦軍の消耗を待とうと考えたが、謝琰は朱序の進言に従うよう勧めて決戦を請うたので、謝石もこれを認めた。
11月、謝玄は龍驤将軍・広陵相劉牢之に精鋭五千を与え、洛澗に築いていた梁成の砦を夜襲した。十里の距離まで接近すると、梁成は陣を隊列させて澗を阻んで劉牢之を待ち受けようとしたが、劉牢之はその直前に川を渡り切って梁成を攻撃した。梁成は大敗を喫して戦死し、揚州刺史王顕をはじめ10将が打ち取られた。劉牢之は兵を分けて敵の退路を断ったので、前秦軍は崩壊してみな争って淮水へ赴き、死者は1万5千を数えた。揚州刺史王顕らは捕らえられ、武器や物資は尽く奪われた。
謝石は梁成の敗北を知ると、水陸から進軍を開始した。苻堅は苻融と共に城壁に登って東晋軍を望み見ると、その厳整とした陣形を目の当たりにした。また、北の八公山を望むと、山上に生える草木を晋兵と見間違えた。これらに動揺した苻堅は顧みて苻融へ「これは強敵であるぞ。どうしてこれを弱いなどというか！」と述べて憮然とし、始めて東晋軍に恐怖を抱いたという。

##### 淝水の戦い
同月、張蚝が淝水の南において謝石軍を破ると、謝玄・謝琰は数万の兵をもって張蚝軍の到来を待ち構えたが、張蚝は軍を引いて淝水の近くに陣を布いた。そのため、東晋軍は淝水を渡る事が出来なくなったので、苻融の下へ使者を派遣して「君は敵陣深く入り込んでおり、水辺近くに陣を布いている。これは持久の計であり、速戦ではないぞ。もし軍を少し引き、将士に陣を移すよう命じたならば、晋兵は渡河する事が出来、勝負を決する事が出来よう。なんと良い事ではないか！」と持ち掛けた。前秦の諸将はみな「我らは多勢であり、敵は寡勢です。渡河させなければ、何もできません。これこそ万全というべきです」と述べたが、苻堅は「兵を引いて少しだけ退却し、敵が半ばまで渡ったところで我が鉄騎をもって迫り、これを撃破するのだ。これで勝てないわけがなかろう！」と述べた。苻融もまたこの意見に同意し、軍に退却を命じた。こうして前秦軍は誘いに乗って退却を始めたが、突如として朱序は陣の後方より大声を挙げて「秦兵は敗れた！」と叫び回った。これにより、東晋軍が近づいても後退に歯止めが利かなくなってしまい、謝玄・謝琰・桓伊らは兵を率いて渡河を果たすと、苻融軍を攻撃した。苻融は馬を馳せて戦場を駆け回ったが、軍の退却の波に飲まれて馬が転倒したところを晋兵に殺された。これにより軍は崩壊し、謝玄らは追撃をかけて青岡まで到達した。前秦は記録的な大敗を喫し、混乱により味方に踏み潰された死体が野を覆い川を塞いだ。
逃走する者は風の音や鶴の鳴き声を聞き、みな晋兵が至ったと勘違いし、昼夜関係なしに死に物狂いで逃げ続け、飢えと凍えにより7・8割の兵が死んだ。東晋軍は苻堅の乗っていた雲母車をはじめ、鹵獲した儀服・器械・軍資・珍宝・畜産などは数えきれない程であった。寿春は再び東晋軍に奪還され、淮南郡太守郭褒は捕らえられた。また、尚書朱序・僕射張天錫・徐元喜らはみな東晋に降伏した。

##### 長安へ退却
苻堅もまた流れ矢に当たって負傷し、単騎で淮北まで逃走したが、食料もなく飢えに苦しんだ。前秦の諸軍もまた尽く壊滅していたが、ただ慕容垂率いる3万の兵だけが陣営を全うしていた。そのため、苻堅は千騎余りを伴って慕容垂の陣に逃げ込んだ。世子の慕容宝・奮威将軍慕容徳・冠軍参軍趙秋を始め、側近の大半が苻堅を殺害するよう勧めたが、慕容垂はこれを一切聞き入れず、苻堅から受けた大恩に報いるために自らの束ねる兵の指揮権を苻堅に返上した。
この時、前秦の平南将軍慕容暐（前燕の元皇帝）は鄖城に駐屯しており、配下の姜成らに漳口の守りを任せていたが、東晋の随郡太守夏侯澄の侵攻を受けて姜成は討ち死にした。慕容暐はさらに苻堅が大敗を喫したと知ると、遂に兵を放棄して滎陽まで逃走した。
苻堅は敗残兵をかき集めながら退却し、洛陽まで到達した。兵は10万余りが集結し、百官・威儀・軍容もほぼ元通りとなった。
苻堅の軍勢が澠池に到着した時、慕容垂は苻堅へ「北の辺境の民は王師（皇帝軍）の敗報を聞き、不穏の動きをしております。臣が詔書を奉じてこれに赴き、鎮慰・安集させる事を請います。また、併せて陵廟（鄴には前燕の陵墓・宗廟がある）に拝謁させていただきますよう」と請うと、苻堅はこれを許した。権翼はこれを諫め、今は都の長安を固めることに専念すべきであり、同時に慕容垂の離反も疑われる事から、向かわせるべきでは無いと訴えた。苻堅はこれに理解を示しながらも従わなかった。権翼はなおも反論したが、苻堅は最後まで聞き入れず、将軍李蛮・閔亮・尹国に3千の兵を与えて慕容垂を送らせた。しかし、次第に慕容垂が謀反を起こす事を憂慮するようになり、これを後悔したという。
権翼は密かに慕容垂殺害を決断し、刺客を先回りして河橋南の空倉の中に忍ばせ、慕容垂を襲撃させた。だが、慕容垂はこれを予知しており、河橋を通らずに涼馬台から草を結った筏で渡河を行った。また同時に、典軍程同には自らと同じ衣装を与えて河橋へ向かわせ、伏兵を釣り出させた。すると予想通り伏兵が現れたが、程同は馬を馳せて逃げ果せた。
同月、苻堅は驍騎将軍石越に精鋭3千を与えて鄴を、驃騎将軍張蚝に羽林（近衛兵）5千を与えて并州を、鎮軍将軍毛当に4千を与えて洛陽をそれぞれ守らせた。
12月、苻堅は長安に帰還すると、長安東にある行宮に向かい、苻融の死を悼んでから入殿した。その後、太廟に赴いて告罪し、殊死以下に大赦を下した。文武官は一級を増位させ、兵を休めて農業を励行させた。また、孤老（身寄りのない老人）の下を慰問すると共に、戦死した士卒の一族に対しては終世に渡って税・賦役を免除すると宣言した。苻融には大司馬を追贈し、哀公と諡した。

### 支配体制の崩壊から最期まで

#### 相次ぐ造反

##### 乞伏国仁・翟斌の挙兵
383年12月、隴西において鮮卑族の乞伏歩頽が反乱を起こした。乞伏歩頽は乞伏国仁の叔父に当たる人物であり、苻堅は乞伏国仁を郷里へ帰らせて討伐を命じた。だが、郷里へ帰還した乞伏国仁は乞伏歩頽と結託すると、苻堅に反旗を翻してしまった。彼らは近隣の諸部を脅しつけ、服従しないものは討伐し、やがて10万余りの勢力となった。
同月、丁零である前秦の衛軍従事中郎翟斌が河南において反乱を起こし、豫州牧・平原公苻暉の守る洛陽を攻めんとした。前燕の皇族である慕容鳳、前燕の旧臣の子である王騰、遼西段部の末裔である段延らは翟斌の挙兵を聞き、各々部曲を率いてこれに帰順した。苻暉は武平侯毛当に兵を与えて翟斌討伐を命じたが、慕容鳳率いる丁零軍に大敗を喫し、毛当は戦死してしまった。さらに丁零軍は洛陽城内の陵雲台へ侵攻してこれを攻略すると、1万を超える兵を捕らえた。

##### 後燕の成立

###### 慕容垂の離反
同月、慕容垂は安陽まで到達すると、鄴を守る長楽公苻丕は自らこれを出迎え、ひとまず鄴の西に宿泊させた。
苻堅は宿駅を介して慕容垂へ書を送り、翟斌を討伐して洛陽を救援するよう命じた。苻丕もまたこれに同意したが、密かに慕容垂の造反を疑っていたので、彼には老兵2千と古びた武具を与えるのみに留めた。また、広武将軍苻飛龍に氐族の騎兵1千を与えて副将とし、慕容垂を監視させた。また、慕容農・慕容楷・慕容紹・慕容宙については鄴へ留め置き、事実上の人質とした。
その後、慕容垂は予定通り洛陽へ向けて出発したが、安陽の湯池まで到達した時、前秦の将軍閔亮・李毗が鄴から到来し、苻丕と苻飛龍が慕容垂を陥れようとしていると密告した。慕容垂はこれに激怒し、兵が少ない事を理由にして河内に留まると、募兵を行って八千の兵を集めた。平原公苻暉は慕容垂のもとへ使者を派遣し、到着が遅い事を詰り、速やかに赴くよう命じた。
その後、慕容垂は密かに苻飛龍の陣営を夜襲して苻飛龍を殺害し、その兵を尽く生き埋めにした。ただ、配下の中で関西出身の者だけはみな逃がしてやり、併せて苻堅へ書を届けさせ、苻飛龍を殺した理由について陳述した。
慕容垂は黄河を渡って橋を焼き払うと、3万の兵を集めた。また、遼東鮮卑の可足渾譚を河内の沙城へ留め、さらに兵を集めさせた。
384年1月、慕容垂は洛陽へ到達したが、苻暉は既に慕容垂が苻飛龍を殺したことを知っていたので、門を閉ざして拒んだ。そのため、慕容垂は翟斌の勢力と合流すると、洛陽が守りにくい土地である事から鄴を拠点にしようと考え、兵を退いて東へ向かった。その途上でかつての夫余王余蔚・昌黎鮮卑の衛駒を傘下に入れると、まず慕容垂は滎陽に拠点を構え、大将軍・大都督・燕王を称して正式に自立した（後燕の建国）。その勢力は20万に及んだ。
同月、後燕軍は石門より出撃し、黄河を渡って鄴目掛けて進撃を開始した。

###### 慕容農挙兵
少し遡って383年11月、苻飛龍を殺害した慕容垂は、鄴へ密かに使者を派遣して慕容農らへ挙兵したことを告げ、呼応するよう命じた。これを受け、慕容農らは翌日には鄴を脱出して列人まで逃げ出し、群盗を招いて1万数千を集めた。
384年1月、苻丕は慕容農らが逃走した事に気づき、四方へ人を派遣して行方を捜索させた。三日後に列人に居るとの情報を得たが、既に慕容農らが起兵した後であった。
慕容農は列人において匈奴の屠各種を傘下に引き入れると、館陶へ侵攻してこれを陥落させ、その軍資・器械を鹵獲した。また、その配下の蘭汗・段讃・趙秋・慕輿悕は康台を攻撃して牧馬数千匹を略奪した。豪族を始め、多くの衆がこれに合流し、軍勢は数万に及んだ。慕容農は使持節・都督河北諸軍事・驃騎大将軍・監統諸将を自称した。また、蘭汗らを派遣して頓丘を攻め、これを攻略した。
苻丕は将軍石越に1万余りの歩兵・騎兵を与え、慕容農を討伐させた。石越は列人の西まで進出したが、慕容垂配下の趙秋・参軍綦毋騰はこれを迎え撃ち、その前鋒部隊を敗った。だが、慕容農は敢えて畳みかけずに時を待ち、軍士へ厳備させて妄りに動かぬよう命じた。そのため、石越は柵を築いて軍備を固めた。日が暮れると、慕容農は軍鼓を鳴らして出撃して城西に陣取り、牙門劉木に壮士400人を与え、柵を乗り越えて敵陣へ突入させた、劉木は石越軍を大いにかく乱し、さらに慕容農が大軍を指揮してこれに続いたので、石越軍は大敗を喫した。石越は戦死し、その首は慕容垂の下へ送られた。
石越・毛当はいずれも前秦の驍将であり、故に苻堅は彼らに二人の子（苻丕・苻暉）の補佐を委ねていた。それが相継いで戦死したため、前秦の民は衝撃を受け、盗賊があちこちで群起するようになった。

##### 後秦・西燕の成立

###### 慕容泓・慕容沖の決起
同年3月、前秦の北地長史慕容泓は慕容垂が反乱を起こして鄴を攻めたと聞き、関東へ逃亡した。そして、馬牧場を拠点に鮮卑兵数千をかき集めると、華陰に軍を駐屯した。これを受け、長安に留まっていた慕容暐（前燕の末代皇帝、慕容泓の兄）もまた、密かに諸弟や宗族へ命じて長安の外で兵を起こすよう画策したが、苻堅の防備が甚だ厳重だったので時機を得られなった。苻堅は将軍強永に騎兵を与えて慕容泓を撃たせたが、返り討ちに遭ってしまい、その軍はますます強盛となった。慕容泓は都督陝西諸軍事・大将軍・雍州牧・済北王を自称して自立し、慕容垂を呉王に推挙して連携を図った（西燕の建国）。
苻堅は権翼の進言に従い、まず優先的に慕容泓を討伐する事を決め、広平公苻熙を使持節・都督雍州雑戎諸軍事・鎮東大将軍・雍州刺史に任じて蒲坂を鎮守させ、雍州牧・鉅鹿公苻叡を都督中外諸軍事・衛大将軍・録尚書事に任じて5万の兵を与え、左将軍竇衝を長史に、龍驤将軍姚萇を司馬に任じて、華沢において慕容泓を討伐させた。
同月、平陽郡太守慕容沖もまた平陽において挙兵し、2万の兵を率いて蒲坂へ侵攻した。これを聞いた苻堅は、竇衝を慕容泓討伐軍から外して代わりに慕容沖討伐を命じた。

###### 姚萇の自立
4月、前秦軍の襲来を聞いた慕容泓は大いに恐れ、部下を率いて関東へ逃走した。これを聞いた鉅鹿公苻叡はすぐさま追撃し、慕容泓を滅ぼそうとした。彼は勇敢で粗暴な性格で敵を侮る癖があり、配下の兵をぞんざいに扱っていた。そのため、姚萇は苻叡を諫めて、鮮卑を無理に追撃せずに関から出させるべきだと説いたが、彼は従わずに華沢へ出撃した。果たして苻叡は慕容泓に敗れ去る事となり、彼自身は戦死してしまった。
姚萇は敗残兵を纏めると、龍驤長史趙都・参軍姜協を苻堅の下へ派遣して敗戦を謝罪したが、苻堅は激怒して彼らを殺してしまった。姚萇はこれを聞いて恐れ、渭北の馬牧場へ逃走した。すると、天水の尹緯・尹詳・龐演らは羌の豪族を扇動して蜂起し、5万戸余りを従えて姚萇に帰順し、彼を盟主に仰いだ。姚萇はこれに応じ、大将軍・大単于・万年秦王を自称して自立した（後秦の建国）。
5月、後秦君主姚萇は北地へ進駐し、前秦領である華陰・北地・新平・安定の羌族・胡族10万余りを降伏させた。

###### 慕容泓・慕容沖の合流
これより以前の384年4月、竇衝は河東まで進出して慕容沖と交戦し、これを大破した。慕容沖は鮮卑の騎兵8千を率いて慕容泓の陣営へ逃走した。これにより慕容泓の軍は10万を超えるまでになった。
慕容泓は苻堅のもとへ使者を派遣し、慕容暐の身柄を引き渡すよう要請した。苻堅はこれに激怒し、慕容暐を召し出して「今、泓はこのような書を送ってきた。卿が去りたいならば朕は助けてやるつもりだ。しかし、卿の宗族は人面獣心であり、とても国士として共にすることなどできん！」と詰った。慕容暐は流血するほど叩頭し、涙を流して謝罪した。しばらくした後、苻堅は「これは三豎（慕容垂・慕容泓・慕容沖）の為したことであり、卿の過ちではない」と述べ、慕容暐へはこれまでと変わらず待遇した。また、苻堅は慕容泓・慕容沖・慕容垂を説得するよう慕容暐に命じたが、慕容暐は密かに慕容泓のもとへ使者を派遣し、燕朝復興に尽力するよう命じ、承制封拝（皇帝に代わって官職の任官などを行う事）の権限を委ねると共に自らが死んだ際は皇帝に即くよう告げた。
同月、慕容泓は長安へ向かって進撃を開始した。またこの時、燕興という独自の元号を立てた。
6月、慕容泓の謀臣である高蓋・宿勤崇らは慕容泓を殺害し、慕容沖を代わって盟主に仰いで皇太弟に擁立した（慕容暐が未だ存命なので、配慮して皇帝ではなく皇太弟としている）。
同月、姚萇は子の姚嵩を人質として慕容沖のもとへ派遣し、慕容沖と講和して連携を図った。

#### 支配圏の縮小

##### 北地の姚萇を伐つ
同年6月、苻堅は自ら歩兵騎兵2万を率いて北地にいる姚萇征伐に乗り出し、趙氏塢まで進んだ。また、護軍将軍楊璧らに遊騎3千を与えて退路を遮断させ、右軍将軍徐成・左軍将軍竇衝・鎮軍将軍毛盛らは幾度も後秦軍を撃破した。後秦軍の陣営には井戸が無かったので、前秦軍は安公谷を塞いで同官水に堰を造り、敵軍の運水路を遮断した。馮翊出身の游欽は衆数千を集めて頻陽に拠っており、彼は姚萇に味方して水や粟を運んで届けようとしたが、楊璧がこれを尽く収奪した。姚萇の軍は水不足に喘ぎ、彼は弟の鎮北将軍姚尹買に精鋭2万を与え、堰を決壊させようとした。竇衝は兵を率いて出撃すると、鸛雀渠においてこれを破り、姚尹買を討ち取って首級1万3千を挙げた。この事態に後秦軍は震えあがり、渇死する兵も現れた。だがそんな折、俄かに大雨が天より降り注ぐと、陣営の水は三尺にも達し、陣営から百歩の距離まで行き渡り、しばらくしてから降りやんだ。これにより後秦軍は士気を取り戻した。苻堅は食事中にこれを知ると、食卓を離れて「天に心は無いのか。どうして賊営に恵を降らすか！」と嘆いた。こうして難を逃れた姚萇は東へ退却した。
同月、姚萇は弟の征虜将將軍姚緒に楊渠川の大営を守らせると、自ら7万の兵を率いて前秦を撃った。苻堅は楊璧らに迎撃を命じたが、彼らは姚萇に敗れてしまい、楊璧・右将軍徐成・鎮軍将軍毛盛・前軍将軍斉午ら数十人の将が捕らえられた。だが、姚萇は彼らをみな礼遇し、無条件で釈放してやった（苻堅の矛先を西燕へ向けるためと思われる）。

##### 慕容沖の長安侵攻
同年7月、苻堅は慕容沖が長安から二百里余りまで近づいていると聞き、後秦征伐のために出撃させていた軍を引き返すと共に、撫軍大将軍・高陽公苻方に驪山を守らせた。また、平原公苻暉を使持節・散騎常侍・都督中外諸軍事・車騎大将軍・司隷校尉・録尚書事に任じ、5万を与えて慕容沖を迎撃させ、河間公苻琳を中軍大将軍に任じて苻暉の後続とした。苻暉らが鄭西に進駐すると、慕容沖はこれを攻撃し、苻暉はこれを迎え撃つも大敗を喫した。苻堅はさらに尚書姜宇を前将軍に任じて3万を与え、河間公苻琳と共に灞上へ進ませて慕容沖を撃たせた。だが、彼も慕容沖軍に敗れ去り、姜宇は斬り殺され、苻琳も流れ矢に当たり亡くなった。これにより慕容沖は阿房城まで軍を進めた。
同月、前秦の益州刺史王広は将軍王虯に蜀漢の兵3万を与え、長安を救援させた。
10月、慕容沖が長安へ逼迫すると、苻堅は城壁に登って敵軍を見下ろし、嘆息して「この虜（蛮族）どもはどこからこんなに出てきたのだ！このように強であるとは！」と述べた。また、大声を挙げて慕容沖へ軍を引き返すよう訴えたが、慕容沖は取り合わず、潔く降伏して慕容暐を返還するよう返答した。苻堅は激怒して「我が王景略（王猛）や陽平公（苻融）の進言を用いなかったばかりに、白虜（慕容部の蔑称）をここまでつけあがらせてしまった！」と述べた。
この時期、長安は大飢饉に見舞われ、城内の人々は飢餓に苦しんだ。その様は互いに食い合って飢えを凌ぐ程であり、彼らは家に帰ってから食べた肉を吐き、それを妻子への食糧とするほどであったという。
処士の王嘉（『拾遺記』の著者）という人物は倒虎山に隠居しており、妖異な術を用いてこれから起こることを予言していたので、秦の民から神のようだと称されていた。そのため、姚萇・慕容沖はいずれも使者を派遣してこれを招聘しようとしており、苻堅もまた鴻臚の郝稚を獣山へ派遣し、彼を招き寄せた。11月、苻堅の要請に応じて王嘉は長安へ入城した。これを聞いた人々は苻堅に福運があるから聖人がこれを助けるのだと話し合うようになり、三輔の城砦や四山に割拠する氐・羌はいずれも前秦へ帰順し、その数は4万人余りに及んだ。これ以降、苻堅はいつも王嘉と沙門釈道安を外殿へ招き、物事の動静について諮問したという。

##### 呂光の西域征伐
呂光は前年の383年より西域征伐を敢行しており、彼は流沙を越えて三百里余りを進撃し、焉耆などの諸国を全て降伏させた。ただ亀茲国の王である白純は降伏を拒んで城を固守したので、呂光は軍を進めてこれを攻撃した。
384年、亀茲王白純は呂光に抵抗を続けていたが、危機に陥ると獪胡に重く賄賂を贈って救援を要請した。獪胡王はこれに応じ、弟の吶龍・侯将の馗に20万余りの兵を派遣すると共に、温宿・尉頭等の諸国へ協力を呼びかけた。彼らもまたこれに応じ、総勢70万を超える兵で亀茲救援に向かった。だが、呂光は城西においてこれを迎え撃つと大勝を収めた。これにより白純は逃走し、呂光は亀茲の本城へ入った。さらに30を超える国の王侯が降伏した。呂光は西域を安撫してよく治めたので、その威恩は甚だ著しかった。遠方に至るまで、これまで中華に服属しなかった諸国もほぼ全てが呂光に降り、漢代をも上回るほどの国が印章を与えられた。呂光はいずれも表して自ら任官を行い、白純の弟である白震を亀茲王に立てた。こうして呂光は西域36国を平定し、数え切れないほどの数の珍宝を獲た。
8月、この報告を受けた苻堅は書を下し、呂光を使持節・散騎常侍・都督玉門以西諸軍事・安西将軍・西域校尉に任じ、順郷侯に進封すると、1千戸を加増した。ただ、戦乱により道が途絶えていたため、呂光の下へは届かなかった。
その後も呂光は亀茲国に留まっていたが、385年3月には2万頭余りの駱駝と西方の珍宝・奇玩を積み込むと、駿馬1万匹余りを従えて中国へ引き返した。だが、彼が中国に帰還を果たすのは苻堅の死後の事であった。

##### 慕容暐の反乱
384年11月、長安城内にはいまだに鮮卑族が千人余り留まっていたので、慕容暐は彼らを利用して反乱を起こして慕容沖に呼応しようと考え、慕容恪の子である慕容粛と謀議した。
12月、慕容暐は子の結婚を理由に苻堅を新居へ招き、伏兵を置いて暗殺しようと考えた。また、協力者である豪族の悉羅騰・屈突鉄侯らに密かに命じて、配下の鮮卑族へ「朝廷は今、侯（慕容暐）を外へ出鎮させようとしており、旧人（鮮卑の民）はみなこれに付き従うと聞いている。日を選んで場所を指定するので、集結するように」と告げさせ、彼らにはまだ真意を伝えずに反乱の準備を進めた。
その後、慕容暐は東堂に入ると、稽首して慕容沖の不忠な行動を謝罪すると共に、次男の結婚を理由に翌日に自宅まで出向いてもらうよう要請した。苻堅はこれを承諾したものの、この夜に大雨が降り始めると夜明けまで続いたので、結局出発する事が出来なかった。
同日、鮮卑の1人である北部出身の竇賢は悉羅騰からの出鎮命令を聞き、妹に別れを告げると、その妹は兄との離別を惜しんだ。彼女は前秦の左将軍竇衝の妾でもあったので、竇衝にこの件を話して兄を長安に留めてもらうよう頼んだ。だが、竇衝は鮮卑を外に出すという話を全く聞いていなかったので、これを不審に思って苻堅の下へと急ぎ走り、聞いた事をそのまま報告した。苻堅はこれに大いに驚き、すぐに悉羅騰を呼び出して問い質すと、拷問の末に悉羅騰は謀略の全容を告白した。これを受け、苻堅は慕容暐と慕容粛を呼び寄せて「我は汝らと誠実に待遇してきたのに、どうしてこのような事をなすのだ！」と問い詰めると、慕容暐は飾った言葉で言い訳をしたが、慕容粛は「家国の事は重いのだ。どうしてその心を論じようか！」と言い放った。苻堅はまず慕容粛を殺し、次いで慕容暐とその宗族を殺害した。さらに、城内にいる鮮卑については幼長・男女の区別なく皆殺しにした。ただ慕容垂の幼子である慕容柔だけは宦官宋牙の養子となっていたので罪を免れ、また慕容宝の子である慕容盛は隙を見て脱出し、慕容沖の下へ逃亡した。

##### 新平の陥落
これより以前の384年10月、姚萇は長男の姚興に北地を守らせ、寧北将軍姚穆に同官川を守らせると、自ら兵を率いて前秦領の新平へ侵攻した。前秦の新平郡太守苟輔は籠城を図ったので、後秦軍は城攻めの準備として山を造り地下道を掘ったが、苟輔は城内の兵を指揮してこれに応じ、山上・地下で各々奮戦し、1万以上の兵を討ち取った。さらに、苟輔は偽って降伏を申し入れて後秦軍を誘き寄せると、姚萇はこれを信じて新平城へ入ろうとしたが、途中で疑念を抱いて引き返した。だが、苟輔は兵を繰り出してこれを攻め、姚萇は取り逃がしたものの、1万人余りの兵を討ち取った。
385年1月、姚萇は諸将に新平攻撃を継続させると、自ら軍を率いて安定へ侵攻し、前秦の安西将軍勃海公苻珍を捕らえ、嶺北の諸城を尽く降伏させた。
4月、新平では兵糧が枯渇して矢も尽きてしまい、外からの救援も来なかった。姚萇は使者を派遣し、もし大人しく新平城を明け渡して長安へ退却するならば決して危害を加えないと約束し、苟輔へ開城を促した。苟輔はこれに同意して五千戸の民を率いて城を出たが、姚萇はこれを包囲すると男女問わずみな生き埋めにしてしまった。ただ、遼西郡太守馮傑の子である馮終のみが脱出して長安へ逃れた。苻堅はこれを知ると、苟輔らに官爵を追贈し、いずれも節愍侯と諡した。また、馮終を新平郡太守に任じた。

##### 東晋の攻勢
これより以前の384年1月、一連の華北の混乱に乗じ、東晋の鷹揚将軍劉牢之は前秦領の譙城へ侵攻し、これを陥落させた。桓沖もまた上庸郡太守郭宝を前秦領の魏興・上庸・新城の3郡へ侵攻させ、いずれも攻略した。さらに将軍楊佺期は成固まで進出し、前秦の梁州刺史潘猛はこれを迎え撃つも、敗れて退却した。
4月、東晋の竟陵郡太守趙統は前秦領の襄陽へ侵攻し、前秦の荊州刺史都貴はこれに敗れて魯陽へ撤退した。
5月、前秦の洛州刺史張五虎は豊陽ごと東晋に降伏した。東晋の梁州刺史楊亮は5万の兵を率いて蜀へ侵攻し、巴西郡太守費統らに水陸3万の兵を与えて前鋒とした。楊亮は巴郡に駐屯すると、前秦の益州刺史王広は巴西郡太守康回らを派遣して迎撃させた。
6月、東晋の将軍劉春は魯陽へ侵攻し、前秦の荊州刺史都貴は長安へ退却した。
7月、前秦の巴西郡太守康回は幾度も東晋軍に敗れ、成都まで撤退した。梓潼郡太守塁襲は涪城ごと東晋に降伏した。東晋の荊州刺史桓石民は魯陽を占拠し、河南郡太守高茂を北に派遣して洛陽を守らせた。
8月、東晋の太保謝安は中原開拓の絶好の好機として、前鋒都督謝玄に豫州刺史桓石虔らを統率させ、前秦を討伐させた。謝玄が下邳へ侵攻すると、徐州刺史趙遷は彭城を放棄して逃走した。謝玄軍の前鋒である張願は碭山まで追撃すると、趙遷は幾度も攻撃を受けながらも逃げ切った。謝玄は進んで彭城を占拠した。
9月、謝玄は彭城内史劉牢之を派遣して前秦の兗州刺史張崇を攻撃した。張崇は鄄城を放棄して後燕に亡命した。さらに劉牢之は将軍劉襲に張崇を追撃させ、河南で追いついて東平太守楊光を討ち取った。張崇自身はかろうじて逃げ切りを果たした。劉牢之は鄄城を占拠すると、河南の城砦はみなこれに帰属した。
10月、東晋の謝玄は陰陵郡太守高素を派遣して前秦の青州刺史苻朗を攻めた。軍が琅邪へ到達すると、苻朗は降伏した。
12月、前秦の梁州刺史潘猛は漢中を放棄し、長安へ逃走した。
385年2月、前秦の益州刺史王広は蜀人である江陽郡太守李丕を益州刺史に任じて成都を守らせると、自らは傘下の部衆を引き連れて隴西へ退却し、兄の秦州刺史王統を頼った。蜀の民でこれに従う者は3万人余りに及んだ。
4月、東晋の蜀郡太守任権は成都を攻め落とし、前秦の益州刺史李丕を切り殺した。これにより益州は再び東晋領となった。

#### 関東の抗争

##### 慕容垂の鄴攻め
苻堅が関中において西燕・後秦と抗争を繰り広げていた間、関東においては鄴を鎮守する苻丕を筆頭に後燕の慕容垂との抗争が繰り広げられていた。
384年1月、慕容垂は鄴へ軍を進めると、慕容農の軍勢もまた遅れてこれに合流した。さらに可足渾譚は沙城より2万の兵を率いて前秦領の野王へ侵攻し、これを陥落させると、軍を進めて慕容垂と合流した。前秦で汝陰郡太守を務めていた平幼とその弟の平睿・平規もまた数万の兵を従えて慕容垂に呼応し、鄴攻めに合流した。鄴を守備する苻丕は配下の姜譲を慕容垂の下へ派遣してその不義を責めたが、慕容垂もまた苻丕・苻堅へ書状を送って利害を説き、抵抗を止めて苻丕を長安へ戻すよう請い、秦と燕で国を2分して末永く修好しようと持ち掛けた。苻堅・苻丕はいずれもこれに激怒し、返書を送って慕容垂を責め立てた。
同月、慕容垂は攻勢を掛けて鄴の外郭を陥落させた。そのため、苻丕は中城（内郭）まで退いてこれを固く守った。これにより関東六州の郡県は多数が前秦から離反して慕容垂に帰属した。
2月、慕容垂は丁零・烏桓の兵20万余りを統率し、飛梯を造り地下道を掘って鄴へ攻勢を掛けたが、苻丕はこれを阻み続けた。そのため、慕容垂は広く包囲陣を敷いて持久戦に持ち込み、老弱の兵を肥郷に移し、さらに新興に城を造らせて輜重を置いた。
同月、後燕の范陽王慕容徳は前秦領の方頭を攻略し、守備兵を置いてから撤退した。
同月、東胡の王晏は苻丕を援護するために兵を挙げ、館陶まで進出した。また、鮮卑・烏桓や郡県の民衆の中にも、塢壁に拠って後燕の統治を拒む者も多かった。そのため、慕容垂は太原王慕容楷・鎮南将軍陳留王慕容紹にこれらを掃討を命じた。慕容楷は辟陽へ進み、慕容紹は数百騎を率いて王晏の説得に当たり、王晏はこれに応じて降伏した。これにより鮮卑・烏桓や、塢の民でも降伏する者が相次ぎ、その数は数10万にも及んだ。慕容楷は老弱な兵を辟陽へ留め、守宰を置いて統治させ、自らは壮士10万余りを率いて王晏と共に鄴へ進んだ。
3月、前燕の旧臣である庫傉官偉もまた数万の部衆を率いて鄴に到着し、慕容垂を援護した。
4月、慕容垂らは鄴が未だに落ちる気配が見えない事から、漳水を引き込んで水攻めを実行した。決行に際して華林園にて宴会を開いたが、前秦軍は密かに出兵すると、雨のように矢を降らせた。慕容垂はしばらく身動きが取れなかったが、冠軍大将軍慕容隆は騎兵を率いて奮戦し、慕容垂はかろうじて脱出した。
7月、翟斌は鄴がなかなか陥落しないのを見て、慕容垂を見限って密かに苻丕と内通するようになった。そして配下の丁零に命じて堤防を決壊させ、鄴城を水攻めから解放しようとした。だが、事前に露見してしまい、慕容垂により翟斌・その弟の翟檀・翟敏は処刑された。翟斌の甥である翟真は邯鄲へ逃走したが、すぐに鄴へ引き返すと、苻丕と共に内外から後秦軍を挟撃しようとした。だが、太子慕容宝と冠軍大将軍慕容隆に敗れ去り、再び邯鄲へ逃走した。8月、翟真は追撃してきた後燕軍を返り討ちにすると、中山へ赴いて承営に駐屯した。
鄴中では人馬の食糧は共に枯渇し、苻丕は松の木を削って馬の飼料とした。ある日の夜、慕容垂は敢えて包囲を解いて新城まで後退し、苻丕を西へ退却するよう促そうとした。しかし苻丕は鄴城を動こうとはしなかった。

##### 信都・高城・常山・中山陥落
当時、前秦の冀州刺史阜城侯苻定は信都を、高城男苻紹は高城を、高邑侯苻亮と重合侯苻謨は常山を、固安侯苻鑒・中山郡太守王兗は中山をそれぞれ防衛しており、苻丕は彼らに自らを援護させようとしていた。
同年3月、慕容垂は前将軍楽浪王慕容温に諸軍を統率させて信都を攻めたが、苻定はこれを返り討ちにした。4月、慕容垂は撫軍大将軍慕容麟を慕容温の援軍として派遣した。
5月、信都を守る阜城侯苻定・高城を守る高城男苻紹はいずれも後燕に降伏した。そのため、慕容麟は攻撃を中止して兵を退き、常山へ侵攻した。
6月、慕容麟は常山を攻略し、前秦の苻亮・苻謨はいずれも降伏した。慕容麟はさらに進んで中山を包囲した。
7月、中山もまた陥落し、苻鑒は捕らえられた。慕容麟はそのまま中山に駐屯した。
同月、前秦の平原公苻暉は洛陽の放棄を決断し、洛陽・陝城の兵7万を率いて長安へ退却した。

##### 援軍の壊滅
7月、前秦の幽州刺史王永（王猛の子）・平州刺史苻沖は二州の兵を率いて後燕へ侵攻した。後燕君主慕容垂は寧朔将軍平規に王永を迎え撃たせると、王永は昌黎郡太守宋敞を范陽へ派遣してこれと争わせたが、宋敞は敗北を喫して平規は薊南まで進出した。
同月、王永は使者を派遣し、匈奴独孤部大人である劉庫仁に救援を要請した。劉庫仁はこれに応じ、妻の兄である公孫希に騎兵3千を与えて救援させた。公孫希は薊南へ進撃すると、迎え撃つ後燕の将軍平規を大破した。勝ちに乗じてさらに進撃し、唐城を占拠すると、慕容麟の軍勢と対峙した。
丁零の翟真は承営に拠点を構え、宋敞・公孫希と連携を図って後燕に対抗していた。同年10月、苻丕は冗従僕射光祚に数百の兵を与えて中山へ派遣し、翟真と同盟を結んだ。また、陽平郡太守邵興には数千の兵を与え、冀州の郡県で兵を集めさせた。光祚と邵興は襄国で軍を合流させる事を約束した。
この時、後燕軍は疲弊してその勢いには衰えが見られ、逆に前秦軍の勢いが盛り返していたので、冀州の郡県の多くがどちらにもつかずにその動静を窺うになった。
同月、趙郡出身の趙栗らは柏郷で挙兵すると、邵興に呼応した。慕容垂は冠軍大将軍慕容隆・龍驤将軍張崇を派遣して邵興を攻撃させ、驃騎大将軍慕容農には清河より軍を率いて合流するよう命じた。邵興は襄国において後燕軍を迎え撃ったが敗北を喫し、広阿まで逃げるも慕容農に捕らえられた。 光祚はこれを聞くと、西山を通過して鄴へ逃げ戻った。さらに慕容隆は趙栗らを攻撃して全て破ると、冀州の郡県は再び後燕へ服従した。
劉庫仁は公孫希が平規を破ったと聞き、大挙して苻丕救援に向かおうと思い、雁門・上谷・代郡より兵を徴発し、繁畤に駐屯した。前燕の太子太保慕輿句の子慕輿文・零陵公慕輿虔の子慕輿常は劉庫仁に付き従っていたが、三郡の兵が遠征を嫌がっていると知り、ある夜に反乱を起こして劉庫仁を攻撃し、これを殺してその駿馬を奪うと、後燕へ亡命した。公孫希の兵はこれを聞いて自潰してしまい、公孫希もまた翟真の下へ亡命した。

##### 東晋への救援要請
同年10月、苻丕は光祚と参軍封孚を使者として派遣し、晋陽を守る驃騎将軍張蚝と并州刺史王騰に救援を要請したが、晋陽の擁する兵は少なかったため、 張蚝らは鄴へ赴く事が出来なかった。進退窮まった苻丕は属官と共に軍議を開くと、司馬楊膺は東晋への降伏を勧めたが、苻丕は認めなかった。
東晋の謝玄は龍驤将軍劉牢之・済北郡太守丁匡を碻磝へ進出させ、済陽郡太守郭満を滑台へ進出させ、将軍顔肱・劉襲を河北へ向かわせた。苻丕は将軍桑拠を黎陽へ派遣してこれを迎撃させたが、劉襲により夜襲を受けて敗走した。東晋軍はさらに黎陽へ侵攻し、これを占領した。謝玄は晋陵郡太守滕恬之を黎陽へ派遣した。
苻丕はこれに衝撃を受け、謝玄の下へ使者を派遣すると、鄴を明け渡す事を条件に援軍を要請した。だが、使者に選ばれていた苻就・焦逵・姜譲は、苻丕の妃の兄である楊膺と共に謀議すると、東晋軍へ降伏する代わりに救援を要請するという内容に書の内容を改竄してから謝玄へ送り届けた。また、楊膺は済南将軍毛蜀・毛鮮に命じ、自らの妻を東晋へ人質として差し出させた。
12月、前秦の使者である焦逵が謝玄と見えると、謝玄は苻丕の子を人質として出すよう要求し、それから救援を出すと述べた。た。だが、焦逵は苻丕の誠意を固く説き、並びに楊膺の意思も伝えたので、謝玄は援軍要請に応じると、劉牢之・滕恬之らに2万の兵を与えて鄴を救援させた。また、鄴城内が食糧不足に喘いでいる事を告げると、謝玄は水陸から米2千斛を運送させた。

##### 薊城失陥
同月、慕容垂は苻丕がなおも鄴に留まって去る気配がなかったので、再び鄴の包囲を再開したが、西へ向かう路だけは兵を置かずに開けておいた。
385年1月、後燕の帯方王慕容佐と寧朔将軍平規は共に、前秦の幽州刺史王永の守る薊城を攻め、王永は幾度もこれに敗れた。2月、王永は宋敞に命じて和龍と薊城の宮殿を焼き払わせると、3万の兵を率いて壷関へ撤退した。これにより王佐らは薊に入った。

##### 東晋軍の到来
2月、宦官孟豊・征東参軍徐義は苻丕へ、楊膺・姜譲らが謀反を為そうとしていると告げると、苻丕は彼等を捕らえて処刑した。この時、劉牢之は枋頭へ到着したが、鄴での内紛を知って進撃を見合わせた。
3月、慕容垂は未だ鄴が落ちる気配がないのを見て、攻勢を諦めて北へ移動し、冀州の中山に都を構えようと考えた。遠近の民は慕容垂が鄴攻略を諦めて中山へ移ると聞き、後燕の勢いが衰えたと考え、去就をどうすべきか迷うようになった。
同月、劉牢之は後燕の黎陽郡太守劉撫の守る孫就柵（黎陽の境にある）を攻撃すると、慕容垂は慕容農に鄴の包囲を委ねて自ら救援に向かった。苻丕はこれを好機と見て、夜闇に乗じて出兵して後燕の陣営を襲撃したが、慕容農は返り討ちにした。慕容垂もまた劉牢之軍を撃破し、黎陽へ後退させてから鄴へ戻った。
4月、劉牢之は再び攻勢を開始し、鄴へ進撃した。慕容垂はこれを阻むも敗れ去り、遂に鄴城の包囲を解いて新城まで後退し、その後さらに北へ退却した。劉牢之は苻丕とは合流せずに慕容垂を単独で追撃し、苻丕もまた慕容垂退却を聞き、兵を発して後続させた。董唐淵において劉牢之は慕容垂軍の姿を捉えたが、慕容垂もまた前秦軍が到着する前にこれを破ろうとしていた。劉牢之は全速力で二百里を進み、五橋沢にて後燕の輜重を攻撃した。だが、慕容垂軍の本隊がこれを襲撃して大いに破り、数千人を討ち取った。劉牢之は単騎にて脱出を図ると、後続の前秦軍に救援されたので難を免れた。

##### 鄴を放棄
4月、鄴中の飢餓はいよいよ耐え難いものとなり、苻丕は遂に衆を率いて鄴を離れ、兵糧を確保するために枋頭に入った。劉牢之は代わりに鄴に入城して敗残兵の収集に当たったが、東晋朝廷より此度の敗戦の責任を問われ、建康へ召喚されてしまった。
既に後燕と前秦の抗争が始まって1年が経過しており、幽州・冀州では大飢饉により人が互いに食い合う事態となり、集落は静まり返るようになってしまった。
7月、苻丕は枋頭を離れて再び鄴へ向かった。道中、谷口において東晋の龍驤将軍檀玄より攻撃を受けたが、苻丕は返り討ちにして鄴へ帰還した。だが、関東の情勢は日に日に後燕優勢に傾いていたので、もはや鄴を守り通す事は不可能と考えた。
8月、遂に鄴の放棄を決断すると、壷関に割拠する前秦の幽州刺史王永は使者を派遣し、苻丕を招聘した。これを受け、苻丕は鄴中の男女6万戸余りを従えて西の潞川へ向かうと、最終的には驃騎将軍張蚝・并州刺史王騰に迎えられて晋陽に入った。王永もまた平州刺史苻沖に壷関を守らせると、自ら1万の騎兵を率いて晋陽に入った。冗従僕射光祚・黄門侍郎封孚・鉅鹿郡太守封勧は晋陽へ随行せず、共に東晋に降伏した。
これ以降も苻丕は晋陽に拠って後燕との抗争を継続し、苻堅の死後にはその意志を継いで帝位に即く事となる。

#### 苻堅の最期

##### 長安の攻防
385年1月、苻堅は群臣と共に朝会を執り行い、宴会を催した。同月、慕容暐が処刑された事に伴い、慕容沖は阿房城において帝位に即いた。
また同月、苻堅は自ら出撃して仇班渠において西燕の軍勢を大破し、さらに雀桑においても再び破った。だが、白渠の戦いでは大敗を喫してしまい、苻堅は西燕軍に包囲されてしまった。殿中上将軍鄧邁・左中郎将鄧綏・尚書郎鄧瓊は互いに「我が一門は代々栄寵を担ってきた。先君が国家においた殊功を建てた時は、忠節を尽くして先君の志を成したのだ。今、君主が難に瀕しているのに命を差し出せないならば、丈夫（一人前の男子）とはいえまい」と言い合い、毛長楽らと共に獣の皮を被り、矛を振るって西燕軍に突撃した。これにより西燕軍は潰滅し、苻堅は危機を免れた。苻堅は彼らの忠勇を称え、いずれも五校に任じて三品将軍を加え、関内侯を賜爵した。
同月、慕容沖は尚書令高蓋に兵を与えて長安を夜襲させた。高蓋は南門を陥落させて南城より侵入したが、前秦の左将軍竇衝・前禁将軍李弁はこれを撃破して800人を討ち取り、その屍を分けて食糧とした。これにより高蓋は兵を退くと、渭北の諸砦を攻撃して回った。太子苻宏は成貳壁においてこれを迎え撃つも、大敗を喫して3万人が戦死した。
2月、苻堅は城西において西燕軍と交戦してこれに大勝すると、阿房城まで追撃を掛けた。諸将は勝ちに乗じて入城するよう請うたが、苻堅は慕容沖の反攻を警戒して、金楽器を鳴らして軍を退却させた。
平原公苻暉は幾度も西燕軍に敗戦を喫していたので、苻堅はこれを叱責して「汝は我の才子であるぞ。それが大軍を擁しているのに、白虜の小児と戦って幾度も敗れようとは。どうして生きていられるのか！」と怒声を上げた。3月、苻暉は憤恚の余り自殺してしまった。
同月、前禁将軍李弁・都水使者彭和正は長安を守れ切れないと考え、隴西の民をかき集めて長安を離れると、韭園に屯営した。苻堅は彼らを呼び戻したが応じなかった。
慕容沖は驪山を守る高陽公苻方を攻撃して破り、これを殺害した。さらに前秦の尚書韋鍾を捕らえると、その子である韋謙を馮翊太守に抜擢し、三輔の民を招集させた。だが、韋鍾はこれを恥じて自殺し、韋謙は東晋へ亡命した。
前秦の左将軍苟池・右将軍倶石子は騎兵五千を率いて驪山へ向かい、慕容沖と穀物を争奪したが、敗北を喫した。苟池は西燕の将軍慕容永に捕らえられて斬首され、倶石子は鄴へ逃走した。苻堅はこれに激怒し、領軍将軍楊定に精鋭騎兵2千5百を与えて慕容沖を攻撃させると、楊定はこれを大破して鮮卑1万人余りを捕虜とした。苻堅は怒りのあまり彼らを悉く生き埋めにした。楊定は勇敢にして戦上手であったので、慕容沖はその存在を恐れ憚るようになり、阿房城の周りに馬を陥れるための穴を掘って守りを固めた。
慕容沖の兵は暴行略奪を働いていたので、関中の士民は流散してしまい、道路は断絶して千里に渡って炊煙が絶える事となった。これを受け、苻堅は甘松護軍仇騰を馮翊太守・輔国将軍に任じ、蜀出身の破虜将軍蘭犢と共に馮翊諸県の民を慰撫させた。これにより、民はみな「陛下と死を同じくして生を共にするのだ。二心を抱くなど誓って有りはしない」と言い合った。

##### 五将山へ逃走
5月、慕容沖が攻勢を掛けて城壁を越えようとしてくると、苻堅は自ら甲冑を身に纏い、兵を指揮して迎撃に当たった。だが、流れ矢が身に刺さってしまい、体中から血を流すほどの重傷を負ってしまった。
同月、衛将軍楊定は城西において慕容沖を攻撃するも、敗戦を喫して捕らえられてしまった。楊定は前秦の驍将として名を馳せていたので、苻堅はこの敗戦を大いに恐れ、長安からの撤退を考えるようになった。
当時、長安城中には『古符伝賈録』という書があり、そこには「帝は五将を出でて、久長を得る」と言葉があった。また、これより以前には「堅は五将山に入り、長を得る」という謡が流行っていた。そのため、苻堅はこれを大いに信じ、遂に五将山へ逃走する事を決心した。そして太子苻宏へ「この言の通り脱する事が出来れば、あるいは天が導いているかもしれん。今、汝をここに留めて軍事・政事の全てを委ねる。賊と利を争うような事はするな。朕が隴を出たならば、兵を集めて兵糧と共に送り届けよう。これこそ、天からの啓示である」と告げ、長安の留守を命じて後事を託すと、中山公苻詵・張夫人・2人の娘苻宝・苻錦を伴い、数百の騎兵を率いて城を出立した。そして州郡へは10月に長安救援に向かうと宣言した。苻堅が韭園を通過すると、李弁は恐れて後燕へ逃命し、彭和正は自らを恥じて自殺した。
6月、苻宏は長安を守り切れないと考え、数千騎を率いると、母・妻・宗室と共に西の下弁へ逃走した。これにより百官は逃散してしまい、司隷校尉権翼を始め、数百人が後秦へ亡命した。こうして慕容沖は長安へ入城すると、配下の兵に大々的に略奪を命じたので、計り知れないほどの民が虐殺された。

##### 最期
7月、苻堅は五将山へ到着したが、姚萇は自ら故県より新平に赴くと、驍騎将軍呉忠に騎兵を与えてこれを包囲した。これにより前秦の軍卒は逃散してしまい、傍に侍るのは侍御10数人のみであった。だが、苻堅はこれに全く動じずに座り込むと、宰人を呼び寄せて料理を作らせた。すると呉忠が突如として侵入し、苻堅らは捕らえられて新平へ送還され、別室に幽閉された。
長安から脱出した苻宏は下弁へ逃げたが、南秦州刺史楊璧は入城を拒んだ。楊璧の妻は順陽公主（苻堅の娘）であり、彼女は夫を棄てて苻宏に従った。苻宏は武都へ逃走すると、豪族強熙の助けを借りて東晋へ亡命した。東晋朝廷は彼らを江州へ住まわせた。
8月、姚萇は苻堅の下へ使者を派遣すると、伝国璽を差し出すよう求めて「この萇が次の暦数（天命）に応じるのだ。そうすれば恩恵を与えてやろう」と言った。これに苻堅は目を見開いて激怒して「小羌が天子に迫ろうとはな。どうして伝国璽を汝のような羌に授けられようか。図緯・符命のいったいどこに根拠を見出そうというのか。五胡の序列に汝のような羌の名は無い。天命に違えて瑞祥も無いのに、どうして長らえる事が出来ようか！璽は既に晋に送っている。得るものなどないぞ」と言い放った。姚萇はまた右司馬尹緯を派遣し、堯が舜に禅譲した故事を引き合いにして説得させた。だが、苻堅は尹緯を責めて「禅代とは聖賢の事であるぞ。姚萇のような叛賊が、どうして古人に擬えてよいだろうか！」と怒った。
苻堅はいつも姚萇を厚く遇して恩を与えていたので、それだけに怒りも甚だしく、幾度も姚萇を罵倒して死を求めた。また、張夫人へ「羌奴如きに我が子が辱められるなど、どうして許していいだろうか！」と述べると、先んじて苻宝・苻錦を自らの手で殺害した。その後、 姚萇は人を派遣して新平仏寺において苻堅を絞め殺した。享年48であった。張夫人・苻詵は自殺した。後秦の将士はみなこれを哀慟したので、姚萇は自らの悪名を隠そうと思い、苻堅へ壮烈天王と諡した。
庶長子である苻丕は苻堅を継いで即位すると、苻堅の廟号を世祖とし、宣昭皇帝と追諡した。また、残存勢力を纏め上げると、後燕との戦いを継続した。

## 人物

### 業績
苻堅は学問を奨励して内政を重視し、国力の充実と文化の発展に尽力した。名宰相王猛の補佐を受けて重商主義から重農主義に転換し、灌漑施設の復興や農業基盤を整備に力を注ぐとともに、戸籍制度の確立や街道整備も推し進めた。さらに官僚機構を整えて法制を整備し、中央集権化を進めた。また出自や旧怨に囚われずに広く人材を抜擢し、民族間の対立が激しかった中華では従来考えられなかったような融和策を次々と採った。国内は学校が復興されて学問が盛んになり、風俗が整備され、街道や宿舎が整備されて商売や手工業者が安心して仕事ができるようになり、この時代では稀にみる平和を実現した。また、多くの側近から排除をするように進言された仏教僧の釈道安を信任して仏教を厚く尊崇するなどしている。
外征においては前燕・前仇池・前涼・代といった名だたる国家を全て滅ぼして華北の統一を成し遂げ、さらには東晋領の梁州・益州をも支配下にいれた。国内においては同族の造反や諸部族の反乱が相次いだが、いずれも鎮定して国家を安定させた。これにより朝鮮や西域を始め各地から朝貢が行なわれるようになり、その勢威は大いに振るった。
だが、群臣の相次ぐ強い反対を押し切って江南征伐を敢行し、総勢100万を超すともいわれる兵力を動員して建康に迫ったが、淝水の戦いで歴史的大敗を喫してその夢は断たれ、これにより前秦に服属していた諸部族の謀反を引き起こし、前秦の勢力圏は一気に華北全土から長安周辺や河北の一部という地方政権にまで零落した。苻堅はこれら離反した勢力の鎮定を目指して応戦したものの、長安の経済は破壊されて深刻な食糧不足に陥り、遂には長安を脱出して再起を図ろうとするも、姚萇に捕らえられて殺された。

### 性格・容貌

#### 幼少期
腕は膝下に届く程長いといわれ、目には紫光を宿していたという。
幼少期より祖父の蒲洪からはただ者ではないと見なされ、『堅頭』と呼ばれて甚だ寵愛を受けていた。7歳にして既に聡明との呼び声高く、他者へ施しを好むようになり、その立ち居振る舞いは規範に則っていた。また、いつも蒲洪の側に侍り、その行為や仕草から彼の意図を察し、機を失う事は無かった。そのため、蒲洪はいつも周囲の者へ「この子の姿貌は立派であり、その資質は飛びぬけている。これは常人の相ではない」と語り、感嘆したという。8歳の時には、家学を修めるために師に就いて学びたいと請うた。これを聞いた蒲洪は「汝は戎狄の異類（異民族の事。自らが漢人ではない事を自虐的に言った）であり、我らは代々酒飲みの部族として知られている。それが今、学を求めようとは！」と大いに喜び、これを許したという。

#### 臣下時代
苻健からの信頼は篤く、臣下からも大いに慕われていた。苻堅が剣を振るって馬を鞭打つと、兵の志気は感奮・激励され、士卒の中でこれを畏服しない者はいなかったという。また、度量が広く至孝であり、博学にして才芸が多く、経世済民の大志を抱いていた。また、英雄や豪傑と交流を深め、彼らと共に天下の治理について論じ合った。姚襄の旧臣である薛讃・権翼らが前秦に仕えるようになった際、苻堅と初めて会うやいなや驚いて「常人ではないぞ！」と声を挙げ、甚だ重んじるようになったという。

## 逸話

### 王猛との関係
- 苻堅が苻生暗殺を目論んでいた時、この件について誰に相談をするべきか側近の呂婆楼へ尋ねた。すると呂婆楼は「我は屠刀を下す人物（下っ端）に過ぎず、大事を成すには足りません。我の郷里では王猛という人物が随一の才であると称えられており、その謀略は類まれなるものです。殿下は彼へ今回の出来について諮るべきであり、また彼に教えを請うべきです」と勧めた。苻堅はこれに従い、呂婆楼に命じて王猛を呼び寄せた。こうして王猛と接見すると、まるで古くからの知人かのように国家の興亡や大事に至るまで語り合い、苻堅はそのずば抜けた見識に大いに喜び、まるで劉備が諸葛亮を遇した時のようだと自ら語ったという。

- 李威もまた王猛の仕官当初から彼が賢人である事を見抜いており、苻堅に対しては度々重く用いるよう推挙していた。苻堅もまたその薦めに従い、王猛に国事を委ねるようになった。苻堅は王猛へ「李公（李威）が汝を理解しているのは、まるで管仲を知る鮑叔牙のようであるな」と語り、王猛もまた李威を兄のように敬っていたという。

- 苻堅の王猛への寵遇ぶりは次第に極まり、359年には1年の間に5度も昇進したので、その権力は内外に及ぶ者がおらず、宗族や旧臣の殆どがこの寵愛を快く思わなかった。尚書仇騰・丞相長史席宝は幾度も王猛を讒言したが、苻堅は怒って仇騰を甘松護軍に左遷し、席宝には白衣（喪服）を着たまま長史の職務に当たらせた。これにより官僚はみな服し、誰も何も言わなくなった。

- 氐の豪族である樊世は気位が高く傲慢な性格であり、ある時みなのいる前で王猛を「我々は先帝（苻健）と一緒にこの秦国を興したが、国権に与かることはなかった。汝はなんら戦功もないのにどうして大任を専管するのか。我々が農耕して作った物を、汝が食っているのと同じだ！」と詰った。王猛は「もし汝が宰夫（王の食膳を作る者）であるというのなら、それは何も考えずにこれまで耕作してきたせいであろう」と答えた。この発言に樊世は激昂し「汝の頭を長安の城門に懸けてやらねば、世にこの身を置いてはおれん！」と言った。この場が鎮まった後、王猛はこの一件をそのまま苻堅に言上した。樊世は苻健の関中平定に功績を挙げた人物であり、苻堅は樊世と同族であったが「必ずこの老いた氐を殺し、そのあとで百官を整備しよう」と激高したという。その後またある時、苻堅は王猛に「我は楊璧に公主（娘）を娶らそうと考えているが、璧という人物をどう考えるか」と問うた。楊璧は樊世の娘の夫であったので、樊世は怒って「楊璧は臣の婿であり、婚姻してから既に久しいのです。どうして陛下が公主を与えるなどと言うのです！」と声を挙げた。王猛は「陛下は海内の君主であるのに、君は婚を競おうというのか。これは二人の天子がいる事に他ならぬ。上下の関係はどこにいったのだ！」と樊世を責めた。樊世は激怒して立ち上がると王猛をなぶり殺そうとしたが、左右の側近によって止められた。すると、樊世は醜悪な言葉で大いに王猛を罵倒し始めた。苻堅は遂に激怒し、人に命じて樊世を西の家畜小屋へ連れ出させ、斬り殺させた。  この事が諸々の氐人に伝わると、みな争うように王猛の短所を言い立てたが、苻堅は逆に激怒して反論し、度が過ぎた者に対しては宮殿の庭で鞭打った。この様を見ていた権翼は「陛下は宏達にして大度があり、巧みに英豪なる者を使いこなしております。また、その神武は卓犖し、（臣下の）功績を録して過ちに目を瞑り、まさしく漢祖の風を有しております。しかしながら、慢易の言については除かれるべきかと」と勧めると、苻堅は「朕の過ちであったな」と笑った。この一件以来、公卿以下で王猛を軽んじる者はいなくなった。

- また、苻堅は常々太子苻宏・長楽公苻丕へ「汝らが王公（王猛）に仕える事は、我に仕えるのと同じであるぞ」と語っており、王猛がどれだけ重んじられていたかを物語っている。

### 臣下との応対
- 371年10月、苻堅は鄴に赴き、西山において狩猟を行うと、楽しむあまり10日余りしても帰ってこなかった。伶人の王洛は、馬を引き止めると「臣が聞くところによりますと、千金の子は座して堂に垂せず（金持ちの子は落ちて怪我することを恐れて堂の端近くには座らないという諺）、万乗の主（天子）は行動に際して危きを踏まないといいます。かつて、文帝（前漢の劉恒）が車を馳せたると袁公（袁盎）は轡を止め、孝武（前漢の劉徹）が田（狩猟）を好むと相如（司馬相如）は規を献じたといいます。陛下は百姓の父母となり、蒼生（人民）を繋げている存在です。どうして游田を巡り、聖徳を辱めていいものでしょうか。もし、禍が今まさに起これば、変にあっても測る事が出来ません。そうなれば宗廟はどうなるでしょうか！太后はどうなりましょうか！」と諫めた。これを聞いた苻堅は「善し。昔、文公（魏の文侯）は虞人（官職）によって誤りを悟り、朕は王洛によって罪を聞いた。我の過ちであった」と述べ、狩猟を中止して宮殿に還った。また、王猛に従ってさらに「猟を行うのは急務に非ず。王洛の言葉は忘れてはならぬ」と述べ、王洛に帛百匹を下賜し、その忠言を左右に拝した。またこれ以降、再び狩猟に出る事は無かった。

- 372年、王猛の推挙により勃海出身の高泰という人物と引見すると、その人となりを大いに喜び、彼へ統治の基本の何たるかを問うた。これに高泰は「統治の基本は人を得ることにあります。人を得るには審挙（よく見定めて選挙すること）です。審挙こそが核心であります。官があっても人を得られなければ、国家は治まりますまい」と答えた。苻堅はこれを聞いて「言葉は簡潔明瞭であるが、その理は十分に深いものであるな」と感心し、尚書郎に任じようとした。だが、高泰が州に還ることを固く願うと、これを許した。

- 苟萇が前涼征伐を行ったとき、揚武将軍馬暉・建武将軍杜周に騎兵八千を与えて西へ向かわせ、逃亡した張天錫を追撃させ、姑臧城において合流する手はずとなった。だが、馬暉等は沢を進んでいる時に水によって進路を遮られ、期日通りに到着できなかった。そのため、法に則って死罪となり、有司が獄に下した事を上奏した。これを聞いた苻堅は「水というものは春冬は耗竭し、秋夏には盛漲となる。今回の事は苟萇の計が宜を失っていたものであり、暉等の罪ではないであろう。今、天下にはやるべき事があるから、過失を赦して功績を上げさせるべきであろう。暉等には北軍へ合流し、索虜を撃つことで罪を購う事を命じる」と述べた。群臣はみな、今回の招集が万里の遠方からになる事から、すぐに応じる事は出来ないといったが、苻堅は「暉等は死を免れた事で喜んでいる。常事をもって疑うべきではない」と述べた。馬暉等は果たして倍の速度で道を疾駆し、すぐさま東軍に合流したという。

- 苻堅は諸国を平定して以降、国内の富を充実させ、人にその驕侈な様を示そうとした。正殿には珠簾を懸け、群臣が朝見する際には、宮殿・車・器物・服御を珠璣・琅玕・奇宝・珍怪なもので飾らせた。尚書郎裴元略はこれを諫めて「臣が聞くところによりますと、堯・舜は茅茨（粗末な家）を、周は卑しい宮室を持った事で和平をもたらし、その慶隆は八百年に及びました。一方、始皇は奢麗を極めた事で、世継ぎは孫まで及びませんでした。陛下に願いますのは、采椽（質素な家）に則ってて磨く事無く、瓊室（殷の紂王を造った豪華絢爛な宮殿）のような家に住まう事無く、天下に純風を敷き、無限に休範を流し、金玉を卑しいと考え、穀帛を貴び、民を苦しみから解放する事に勤しみ、農桑を奨励し、無用の器を捨て、得難い貨を棄て、薄俗（軽薄な風俗）を災いとして至道を敦くし、遠人を慰撫するために文徳を修める事を。然る後に九州を一つとし、天下の風を同じくし、刑法を定め、東岳に事業完遂を告げ、軒皇（黄帝）を受け継いで美を等しくし、二漢の徙封を哂すのです。これこそ臣の願いです」と述べると、苻堅はこの諫言を大いに喜び、珠廉を取り去るよう命じ、裴元略を諫議大夫に任じた。

- 382年、苻堅は群臣と共に前殿で酒宴を催すと、賦詩を楽奏させた。秦州別駕である姜平子が詠んだ詩には「丁」の字があったが、その字は真っ直ぐで曲がっていなかった。苻堅がその理由を問うと、姜平子は「臣の丁は、至剛であり、曲げる事は出来ません。曲がり下るのは不正の物であり、それを献上するわけにはいきません」と答えた。苻堅は笑って「名の通り行いも虚ではないな」述べ、上第に抜擢した。

#### 趙整の諫言
374年、慕容垂の夫人は苻堅より寵愛を受けており、後庭において苻堅は夫人を輦に乗せて戯れていた。これを見た趙整は「不見雀来入燕室、但見浮雲蔽白日（雀が燕室に入ってくるのは見えずとも、浮雲が白日を蔽っているのは見える）」と歌った。これを聞いた苻堅は様子を改めて趙整に謝罪し、夫人に輦から降りるよう命じた。
378年9月、苻堅は群臣と共に酒宴を催すと、秘書監朱肜を酒正とし、酔いつぶれる限界まで飲み続けるよう命じた。これを見た秘書侍郎趙整は『酒徳之歌』を作り「地列酒泉、天垂酒池、杜康妙識、儀狄先知。紂喪殷邦、桀傾夏国、由此言之、前危後則」と戒めた。苻堅はこれに大いに喜び、趙整に命じてこれを酒戒の書とし、自らが群臣と宴を行う際も礼飲するのみに留めた。
380年、苻堅は三原・九嵕・武都・汧・雍にいる氐人15万戸を分けて各地方に散居させ、諸々の宗親にこれを領させた。これを聞いた趙整は宴の席で傍に侍ると、琴を演奏して歌いながら『阿得脂，阿得脂，博労舅父是仇綏，尾長翼短不能飛。遠徙種人留鮮卑，一旦緩急當語誰！（種人（氐人）を遠くへ移して鮮卑を近くに留めていては、一旦事態が急変した時に誰を頼みとしましょうか）』と述べ、この措置を喪乱流離の象であると訴えた。苻堅はこれに笑みを浮かべたが、従う事はなかった。

#### 梁琛との関わり
369年10月、前燕の給事黄門侍郎梁琛が使者として副使苟純と共に前秦へ赴いた。梁琛が長安に到着した時、苻堅は万年で狩猟を行っており、その場で梁琛と会見しようとした。これに梁琛は「秦使が燕に至れば、燕の君臣は朝服を身に着け、礼を供えて宮廷を掃き清め、そのから謁見するものです。今、秦王は野において引見しようとされておりますが、臣はこれに応じることはできません」と述べると、前秦の尚書郎辛勁は「賓客が国境より至れば、その国の主人が意のままに処遇するものだ。どうして君如きが礼を強要するというのか！それに天子は乗輿とも称し、その至る所は行在所と言うのだ。どうして常に居している事があろうか！春秋によれば、主君が野で会盟することを礼としている。どうしてこれを不可としようか！」と詰った。だが、梁琛は「晋室は乱れ、天子の位は徳のある者へ帰し、二方（前秦・前燕）はその天運を承って共に命を受けました。狂逆なる桓温は我が国へ侵略しましたが、燕が滅べば秦も孤立し、その勢は独立しておりません。故に秦王は時弊を等しく受けようと思い、救援を出されたのではないのか。東朝の君臣が西を望めば、これと争わなかったことを恥じ、隣を憂と為してしまいましょう。だから、西から使者が来れば、敬って接するべきなのです。強寇は既に去った今こそ、礼を崇び義を篤くして二国の交流を固めなければならないのに、使者をこうして侮るという事は、燕を卑しんでいるという同じではないでしょうか。どうして修好の義などといえましょうか！ それに、天子は四海を家と為すが故に、行けば『乗輿』と言い、留まれば『行在』と言います。しかし今、海は分割され、天の光でさえ分かたれており、これで『乗輿』や『行在』などと言えようはずがありません！礼によれば正式な時期ではないのに謁見することを『遇』と言うが、これは危急をもって礼を簡略しただけです。どうして平時にこれをなそうというのですか！客は一人であり、力は主人に劣るが、いやしくも礼に適わないのであれば、敢えて従うことはありません！」と言ってのけた。苻堅は梁琛には奉命の才が有ると称賛し、行宮を設けて百官を陪席させ、前燕の儀事に合わせてから引見した。
謁見が終わると、苻堅は梁琛のために私的な宴席を設けて「東朝（前燕）の名臣といえば誰かね」と問うた。梁琛は「太傅上庸王評（慕容評）は明徳であり、至親として王室を光輔しております。また、車騎大将軍呉王垂（慕容垂）は雄略が世に冠しており、秀邁は絶倫であり、百揆を内から援け、四海を外御しております。他の諸臣や文武も皆、自らの職務を全うしております。野に遺賢はおりません。周文（周の文王）は多くの士がおり、漢武（漢の武帝）は人を得たといいますが、これに匹敵するといっても言い過ぎではありません」と答えた。
梁琛の従兄の梁奕は前秦に仕えており、苻堅は彼の邸宅に梁琛を泊めようとしたが、梁琛は「昔、諸葛瑾は呉のために蜀を聘問しましたが、諸葛亮は公に会うのみで私的に交流することはありませんでした。私は密かにこれを慕っておりました。今、私室として安まる事は出来ても、これを使うわけにはいきません」と述べ、申し出を断った。苻堅はこれを聞き入れ、別の宿を用意した。その後、梁奕は幾度も梁琛の宿へ往来し、前燕の内部事情を探ろうとしたが、梁琛は「今、二国は共に拠り、兄弟として栄寵を蒙っております。この琛は燕にあり、兄上は秦にあり、本心は各々別の所にあります。琛が東国の美点を言えば、それは西国の恐れる所であり、逆もまた然りです。兄上はどうしてこのような問いをするのですか」と述べ、応じなかった。苻堅はこれを聞くと大いに称え、皇太子苻宏を梁琛に会わせた。
その後、梁琛は一月余り長安に抑留された。王猛は苻堅へ、梁琛を帰らせずにこのまま留めておくよう勧めたが、苻堅は許さずに礼を厚くして梁琛を帰らせた。
370年、前秦が前燕征伐の兵を興すと、梁琛は帰国してから度々苻堅や王猛を称える発言をしていた事から、慕容暐より内通を疑われて投獄されてしまった。
11月、鄴が陥落して前燕が滅ぶと、苻堅は梁琛を牢獄から釈放し、引見して「卿は昔、上庸王・呉王は皆奇才を有していると言っていたな。ならばどうして謀略を用いずに自ら亡国に導いたのか」と尋ねた。これに梁琛は「天命の廃興はどうしてただ二人で決められましょうか」と答えたが、苻堅は「卿は亡国の兆しを察する事が出来ず、燕の美忠を虚称し、かえって身に禍を招くことになった。これを智者と言えるかね」と反論した。これに梁琛は「臣が聞くところによりますと、幾者というのは吉凶の僅かな兆しを見て動く者の事をいいます。臣のような愚かな者では、そこまで及びません。ただ、臣にとっての忠は、子にとっての孝と同じであります。そして、一つの心を極めなければ、忠孝を全うする事はできません。古の烈士は危機に臨んでも決して改めず、死を前にしてもこれを避ける事は無く、君親に殉じたのです。しかし、幾者というものは安危にばかり心を配り、去就を選び、家国を顧みません。臣はもし機微を知っていたとしても、とてもそのような真似は出来ません。ましてや臣は及ばなかったのですから、尚更出来るはずもありません」と述べると、苻堅はこの答えに満足し、王猛の取りなしもあって梁琛を主簿・領記室督に抜擢すると、鄴に留めたという。

#### 周虓への処遇
373年、前秦軍が益州を攻略した時、東晋の梓潼郡太守周虓は前秦に捕らえられた。苻堅は彼を尚書郎に取り立てたいと望んだが、周虓は「晋からは厚恩を蒙っていたが、老母が獲らえられたと知り、ここにおいて節を失ってしまった。母子が命を全う出来たのは、秦の恵みといえよう。しかし、公侯のような貴位といえども、これを栄誉と為すことはない。ましてや郎の如き官位ならばどうであろうか！」と述べ、仕官を拒絶した。その後も苻堅は周虓を厚遇したが、周虓はいつも苻堅と会うときは箕踞（両足を伸ばす事）して座りながら応対し、彼のことを氐賊と呼んだ。ある時、元日に朝会が行われ、その場には盛大な儀仗と多数の衛士が侍っていた。苻堅は周虓へ「晋朝の元会（元日の朝会）は、これと比べてどうかね」と尋ねると、周虓は袂を払いのけて声を荒げて「犬羊が互いに集まっているのが、どうして天子の朝会と比べられようか！」と言い放った。群臣は周虓が不遜である事から、幾度も誅殺を要請したが、苻堅は取り合わずに彼への厚遇を改めなかった。周虓はその後も前秦に留まったものの、密かに東晋の桓沖と書で連絡を取り合っており、前秦の軍事機密を漏らしていた。さらに、漢中へ逃走を図ったので、前秦軍はこれを獲らえたが、苻堅はまたも彼を赦して尚書郎に任じた。
382年3月、周虓は前秦の東海公苻陽・員外散騎侍郎王皮と共に謀反を企てたが、事前に事が露見し、廷尉に下された。苻堅は反乱を起こした理由を彼に問うと、周虓は「この虓は代々晋の恩を担っており、晋鬼となるために生きてきた。どうしてまた理由など問おうか！」と返した。以前より周虓は幾度も謀反を企てていたので、左右の側近は苻堅へ誅殺を求めたが、苻堅は「孟威（周虓の字）は烈士であり、このように志を持っている。どうして死など恐れようか！殺してもその名を充足させるだけである！」と述べ、赦免して誅殺せず、周虓を朔方の北に流した。

#### 釈道安の寵遇
苻堅は仏教を厚く尊崇し、仏教僧である釈道安を信任していた。382年11月、苻堅は東苑に赴いた際、釈道安を輦（天子の乗輿）に同乗させた。重臣の権翼はこれを諫めて「臣が聞くところによりますと、天子の法駕には侍中が陪乗し、清道（露払い）をして進み、その振る舞いには度があるといいます。三代（夏・殷・周）の末主はいずれも大倫を汚し、それが一時の情に適ったとしても、来世には悪評を書かれました。そのため、同輦する事を辞退した班姫（前漢の成帝の側室）は無窮な美を垂れました。道安（釈道安）は毀形なる賤士に過ぎず、神輿を汚すべきではありません」と述べると、苻堅は顔色を変えて「安公（釈道安）は道冥の至境であり、時に尊ばれる徳を有している。朕が天下の重を挙げても、これに取って代わるには足りぬ。公でなくば、輦の栄誉など与えぬであろう。これこそ朕の願いである」と述べ、権翼には釈道安が輦に乗る補佐を命じた。

#### 拓跋什翼犍について
『資治通鑑』によると、代王拓跋什翼犍は拓跋寔君の裏切りにより殺されたという事になっているが、『晋書』苻堅載記においては、拓跋翼圭（拓跋珪の別名であり、『晋書』では拓跋什翼犍の息子とされている）に捕らえられ、前秦へ降伏するための手土産とされたと記されている。そのため、苻堅は拓跋翼圭を父を縛った不孝者であるとして蜀に流したが、拓跋什翼犍はその後も生きて前秦に仕えたということになっており、以下のような逸話が載せられている。
苻堅は拓跋什翼犍が荒俗であり、仁義を理解していなかった事から、太学で勉強するよう命じた。その後しばらくして、苻堅は太学に赴いて拓跋什翼犍を召しだすと「中華は学問によって健康を保持し、人民は長寿を得ている。漠北（代の地）では牛羊ばかり食しているから、人民は短命なのかね」と問うたが、拓跋什翼犍は答えなかった。そこで、今度は「卿の部族にはの将の任に耐えることができる強者が多い。そこで、召し出して国家のために用いようと思うのだが、卿はどう思う」と尋ねると、拓跋什翼犍は「漠北の人民が、家畜を抑えたり、走ることに長けているのは、食糧を得るためであります。どうして将たり得ましょうか」と答えた。苻堅は最後に「学問は好きかね」と尋ねると、拓跋什翼犍は「好きでなければ、陛下はこの翼に学問を学ばせて、何の役に立たせようと言うのですか」と答えた。苻堅はこの回答に、学問の成果が出ていると満足した。
また、『宋書』では、拓跋什翼犍は前秦に敗れて捕らえられ、苻堅によりそのまま長安に留め置かれたが、後に北に帰ろうとしたところを殺されたと記されている。

### 徐統との出会い
高平出身の徐統という人物は人の才能や品行を見抜く眼を持っていたといわれ、苻堅はまだ幼い頃に道端で彼と出会った。徐統は一目で彼をただ者ではないと思い、その手を執ると「苻郎（郎とは若い男のこと）よ、我はこの街を御する官（司隷校尉）にあるが、小児がここで戯れていて司隷（である私）に縛られるのが怖くないのかね」と問うた。すると苻堅は「司隷とは罪人を縛るものであり、小児の戯れを取り締まるものではないのではないですか」と答えた。これに徐統は左右の側近へ「この子は覇王の相を有している」と述べたが、側近はこれを訝しんで「この子の容貌は甚だ醜いというのに、君はどうして貴相といわれるのですか」と問うた。これに徐統は「汝らが及ぶ所ではないであろうな」と答えるのみであった。
後日、またも苻堅は道端で彼と出会うと、徐統は車を降りて人払いをしてから、密かに「苻郎の骨相は常人のものではなく、やがて大貴な身分に至るであろう。しかし、この僕（我）がそれを見ることはできぬであろうな。何ということか！」と述べた。これに苻堅は「真に公（あなた）の言うとおりとなりましたら、その徳を忘れることはありません」と答えた。
371年7月、洛陽にいた苻堅は下書して「士とは自らの命を惜しまず知己のために尽くすものであり、これは模範とすべきである。故に喬公（橋玄）の一言に魏祖（曹操）は追慟したのである。趙の司隷で高平人の徐統は、かつて鄴都においてまだ童稚に過ぎなかった朕を見抜いた。いつもその殷勤なる言を思い、忘れることは無かった。その子孫を召し出し、行在所に詣でさせよ」と命じた。372年5月、苻堅は徐統の末子である徐攀を召しだすと、琅邪郡太守に抜擢し任じ、その旧恩に報いたという。

### 桓温の専横を批判
371年11月、東晋の桓温が皇帝司馬奕を廃し、東海王に降封した。苻堅はこれを聞くと、群臣へ向けて「桓温は灞上において失敗し、さらに枋頭でも敗れた。15年の内に2度も国家に重大な打撃を与えたのだ。その過ちを思って自ら退く事も、百姓へ謝罪する事も出来ず、今度は君主を廃立して自悦している。60歳の老人がこのように振る舞って、どうして自らの身を天下に置いておけるというのか！諺には『怒其室而作色於父（妻を責め咎め、父に対しても不満を覗かせる）』とあるが、これはまさに桓温の事であろう」と述べ、その振る舞いを痛烈に批判した。

### 姚萇を龍驤将軍に任命
383年の東晋征伐の折、苻堅は兗州刺史姚萇を龍驤将軍・都督益梁二州諸軍事に任じると、姚萇へ向けて「昔、朕は龍驤の位をもってこの業績の基礎を作ったのだ（苻堅はもともと龍驤将軍であった）。未だかつてこの位を軽々しく他人に授けたことは無かった。卿はこれを勉めるように！」と激励したが、これを聞いた左将軍竇衝は「王者とは戲言を発さぬものです。これは不祥の兆しですぞ！（苻堅の発言は姚萇が龍驤将軍の地位を継ぐ事で新たに国を興すという意味にも取られる）」と述べ、軽率な発言を諫めた。これに苻堅は黙然としてしまったという。やがて姚萇は前秦から自立して後秦を起こし、苻堅を死に追いやる事となり、竇衝が懸念した通りとなった。

### 淝水の敗戦を恥じる
383年11月、苻堅は淝水の戦いに敗れると淮北まで逃走したが、食料が無かったので飢えに苦しんだ。すると、ある人が壺に入った豚の髀肉の煮物を差し出したので、苻堅はこれを食すと大いに喜んで「昔、公孫（馮異の字）は豆粥を与えた事で、どう賞されただろうか！（光武帝劉秀がかつて厳寒の河北で逃避行を続けていた時、馮異より豆粥や麦飯などを与えられて飢えを凌いだ。数年後、劉秀が後漢を興すと、馮異に感謝して財物を下賜した）」と述べ、帛10匹、綿10斤を下賜した。だが、その者は「臣が聞くころによりますと、白龍は天池の楽を厭うようになったがために、豫且（戦国時代宋の漁師）により酷い目に遭ったと言います。これは今陛下が目の当たりにしている事であり、その耳で聞き及んでいる事です。陛下は安楽を厭苦し、自ら危困を取りに行ったのです。この蒙塵の難（皇帝が危機に陥る事）がどうして天から下されたものでしょうか！今さら妄りに施しをしても恵を為すことはなく、これを妄りに受けても忠とはならないでしょう。臣は陛下の子であり、陛下は臣の父であります。どうして子が父を養うのに報いを求めましょうか！」と述べて褒賞を辞退すると、振り返らずに去ってしまった。苻堅は大いに恥じ入ると、張夫人を顧みて「朕が朝臣の言を用いていたならば、どうして今日のような事が見えるであろうか！何の面目があってまた天下に臨めばよいのか！」と慟哭し、その場で号泣したという。

### 史書を焼き捨てる
ある時、苻堅は起居注（君主の側に侍りその言行を記録する役職）や著作郎（国史の編集する役職）らが記した史書を取り寄せ、これを閲覧した。そこには母の苟太后が重臣の李威に対して、辟陽の寵（后妃と大臣が私通する事。呂后が辟陽侯審食其と関係を持っていた故事に因む）を授けていた事が記されていた。苻堅はこれを読んでひどく恥じ入ると共に激怒し、その書を焼くよう命じた。さらには史官を取り調べてこの内容を記した者に罪を加えようとしたが、既に著作郎趙泉・車敬らは死去していたので取り止めとなった。

### 尹緯と論じ合う
苻堅が後秦に捕縛された後、後秦の右司馬である尹緯が使者として派遣され、苻堅と論じ合った。この時、苻堅は尹緯へ「朕の朝ではどのような官職であったか （尹緯はもともと前秦の臣下であった）」と問うと、尹緯は「尚書令史です」と答えた。苻堅はこれを聞いて嘆息して「卿には王景略（王猛）を思わせる宰相の才がある。それなのに朕は卿を知らなかった。国が亡ぶのも道理であろう！」と言うのみであった。

### その他
- 358年、苻堅は晋の故地にある登龍門へ赴くと、群臣を顧みて「満ち溢れた山河の固のなんと美しい事か！婁敬（前漢の政治家）は『関中は四塞の国である』と言っていたが、まことに虚言ではなかったな」と感嘆すると、権翼・薛讃は「臣が聞くところによりますと、夏・殷の都は険阻な地にあり、また周・秦の衆は数多くおりましたが、最後にはその身をもって南巣へ逃れ（夏王の桀は湯に敗れ、南巣（巣湖周辺）まで逃走した後に死亡した）、首には白旗が懸かり（周の武王は殷王紂を討ち果たすと、その頭を斬って白旗にかけた）、その躯は犬戎に損なわれ（周の幽王は犬戎に敗れて殺された）、その国は項籍によって分けられた（秦は項籍により滅ぼされ、その領土は諸侯に分割された）そうですが、一体何故でしょうか。その理由は徳を修めなかったからでしょう。呉起は『徳があれば険にあらずともよい』と言いましたが、深く陛下に願うのは、唐・虞を追従し、徳をもって遠方を慰撫し、山河の固のみに頼る事のありませんように」と答えた。苻堅はこの進言に大いに喜んだという。

- 359年、苻堅が南の覇陵に赴いた時、群臣を顧みて「漢祖（劉邦）は布衣（庶民）より身を起こして四海を平定したが、佐命の功臣で筆頭というべきは誰と思うかね」と問うと、権翼は進み出て「『漢書』によると、蕭曹（蕭何・曹参）を功臣の冠としております」と答えた。これに苻堅は「漢祖が項羽と天下を争った時、京索の間において危機に陥り、その身に70を超える傷を負い、うち6・7割が貫通していたという。さらに父母・妻子は楚に捕らわれてしまった。平城の下で7日に渡って火食が出来なかったが、陳平の謀に頼って太上も妻子も危機を脱する事が出来たのだ。さらに匈奴の禍からも免れている。どうして二相（蕭何・曹参）だけが高くあろうか！人狗の喩があると言えども、どうして黄中の言であろうか！」と言った。そして、この地で酒宴を催すと、群臣には賦詩を詠むよう命じ、疲れ果てるまで楽しんだ。

- 362年5月、苻堅は自ら太学に臨むと、五経について質疑したが、多くの博士が答えられなかった。そのため、博士王寔へ「朕は一月に三度太学に臨み、 能力に応じて人を評価し、親身になってこれに従事し、倦み遠ざけるような事はなかった。周孔（周公旦・孔子）の微言を請い願うというのに、朕の思いが容れられずに堕ちてしまっている。漢の二武を追うべきではないのか！」と言うと、王寔は「劉石（劉氏・石氏）が華畿を擾覆し、二都は草が生い茂り、儒生は稀にしか現れず、典籍は滅して紀は無くなり、経は滅びて学は廃れ、たちまち秦皇（秦の始皇帝）の時代のようになってしまいました。陛下の神武は乱を治め、その道は虞夏（有虞氏の舜・夏の禹王）を再興し、庠序（学校）の美を開き、儒教の風を広め、教化は周を盛隆し、美名は千祀に垂れております。漢の二武などどうして論じるに足りましょうか！」と答えた。苻堅はこれ以降、毎月一度は太学に臨んで諸生に競わせた。

- 367年5月、前燕の宰相慕容恪が没したとの報告を受け、苻堅は前燕併呑の好機であると考えた。そこで西戎主簿郭弁に密かに匈奴左賢王曹轂と交流を結ばせると、曹轂を前燕への使者として派遣すると共に、郭弁自身をその付き人という扱いで同行させ、郭弁に密かに前燕の内情を偵察させた。その郭弁が偵察を終えて無事に前秦に帰還すると、彼は苻堅へ「燕朝の政治は乱れ綱紀は無く、図る事は可能です。機変を理解しているのはただ皇甫真のみです」と報告した。苻堅は「六州の地を治めておきながら、明智の士が一人しかおらんとは！その皇甫真も生まれは秦の地であり、燕に用いられているに過ぎぬ（皇甫真は安定郡出身）。関西（関中）に君子は多い事など良く分かっている事だ」と述べ、呆れ返ったという。

- この時期、新平郡が玉器を苻堅に献上した。かつて苻堅が即位した頃、新平人の王彫が図讖（予言）を行い、苻堅は大いに喜んで太史令に任じた。その王彫はかつて苻堅に「謹んで讖について案じますに『古月の末に中州は乱れ、洪水が大起するも西流は健であり、ただ雄子が八州を定めん』とあります。これは即ち、三祖と陛下の聖諱でありましょう。また『艸付臣又土（苻堅の漢字を分解したもの）が、東燕を滅し、白虜を破り、氐が中に在し、華が表に在する』とありました。この図讖の文を案じまするに、まさに陛下が燕を滅し、六州を平らげるでしょう。願わくば、汧・隴の諸氐を京師（長安）に移し、三秦の大戸（豪族）を辺境の地に置いてくださいますよう。これこそ図讖の言に応じる事になります」と述べた。その後、苻堅は王猛を王彫の下へ派遣したが、王猛は王彫が左道により民を惑わしているとして、誅殺を勧めた。王彫は刑に臨んで上疏して「臣は趙の建武四年に京兆の劉湛に学び、図記を明らかとしました。その時、彼が臣にいうには『新平の地には、古えの顓頊の墟があり、里の名を白閭といった。記によれば、この里から帝王の寶器が出現し、その名を延寿寶鼎といった。顓頊がいうには、河上先生が自分のためにこれを咸陽の西北に隠し、我が孫の艸付臣又土がこれに応じるという』との事であり、また言うには『我はかつて室中にいた時、夜に半月の如く大きな流星がこの地に落ちた。恐らくこの事であろう！』との事でした。願わくば陛下はこの事を心に留めますように。七州を平らげた後、壬午の年（382年）に出づるでしょう」と述べていた。ここにおいて、新平の人がこれを献上してきた。器には篆書で文題の法が銘じられており、『一は天王を、二は王后を、三は三公を、四は諸侯を、五は伯子男を、六は卿大夫を、七は元士をそれぞれ為し、これより以下は、文記から考載し、帝王名臣に列し、天子王后より、内外の次序は、上は天文に応じ、紫宮布列を象し、玉牒版辞に依り、帝王の数に違わず、上元に従い人皇は起こり、中元に至り、下元を窮め、天地は一変し、三元を尽して止む』とあった。苻堅はこれを見て王彫の言った予言を思い出し、彼に光禄大夫を追贈した。

- かつて後趙の石虎の時代、新平の民が新平相である崔悦を殺害した事があった。のちに崔悦の子である崔液は苻堅に仕えて尚書郎に任じられたが、彼は上表して父の仇とは天地を共に出来ないと述べ、郷里である冀州に帰らせてもらう請うた。苻堅はこれを憐れみ、新平の民を禁固刑に処すとともに城壁の一部を壊してこれを戒めた。これ以来、新平の民はこれを見る度に過ちを犯した事を恥じ、いつか忠義を立てて恥を雪ごうと考えていた。その後の384年10月、後秦の姚萇が自ら兵を率いて前秦領の新平へ侵攻すると、新平郡太守苟輔は降伏を考えるも、遼西郡太守馮傑・蓮勺令馮羽・尚書郎趙義・汶山郡太守馮苗らは諫めて「天下が喪乱した時こそ、誰が忠臣かが明らかになります。昔、田単は一城を守って斉を存続させました。今、秦の領土は、州を連ねて鎮を累しており、郡国はなお百を超える城を持っております。どうしてこうもすぐに叛臣とならねばならないのですか！臣子は君父に対し、心を尽くし力を尽くし、死してもなお変わらないものです。どうして二臣となるべきでしょうか！」と述べると、苟輔は喜んで「これこそ我の志である。ただ、久しく救援が来ずに郡の民が罪を被る事をおそれていたのだ。しかし、汝らもそのように考えているのであれば、我がどうして生を顧みようか！」と宣言し、籠城を図った。その後、後秦軍は幾度も新平城へ攻勢を掛けたが、苟輔は城内の兵を指揮して巧みに迎え撃ち、幾度も敵軍を大破して数万の兵を討ち取った。だが、攻勢が数カ月に及ぶと、新平では兵糧が枯渇し、矢も尽きてしまい、外からの救援も来なかった。姚萇は使者を派遣して苟輔へ「我は義をもって天下を取ろうとしている。どうして忠臣に仇なしてよいだろうか！卿はただ城中の人を率いて長安へ帰ればよい。我はまさにこの城を得たいだけなのだ」と述べると、苟輔はこれに同意して五千戸の民を率いて城を出た。だが、姚萇は約束を反故にしてこれを包囲すると、男女問わずみな生き埋めにしてしまった。ただ、馮傑の子である馮終のみが脱出して長安へ逃れ、事の顛末を告げた。これを受け、苻堅は苟輔らに官爵を追贈し、いずれも節愍侯と諡した。また、馮終を新平郡太守に任じた。

- 384年12月、慕容暐は伏兵を置いて苻堅暗殺を目論むと、子の結婚を理由に苻堅を新居へ招いた。苻堅がこれを承諾すると、倒虎山の仙人である王嘉は進み出て「椎や蘆で茣蓙を作ることは出来ましょうが、文字を書くことは出来ません。天より大雨が降れば、羊を殺す事は出来ないでしょう」と述べたが、苻堅と群臣の誰もこの言葉の意味を理解出来なかった。この夜、大雨が降り始めると、夜明けまで続いたので、苻堅は結局出発する事が出来なかったが、これにより慕容暐の陰謀から逃れる事が出来た。

- 馮翊には諸々の砦壁が30余りあり、民の多くがこれに集まっていた。彼らは馮翊出身である前秦の平遠将軍趙敖を盟主に推戴し、前秦と結託した。そして彼らは苻堅を助けるため、艱難を冒してでも長安へ兵糧を送ったが、その多くが西燕軍に殺されてしまった。苻堅は彼らへ「ここに至ろうとして志を果たす事が出来なかった者、これこそ赴難の義であり、卿らは忠臣である。しかし今、寇難は盛んとなり、一人の力では救う事など出来なくなってしまった。朕が願うのは、汝らが明霊に照らされ、この禍を切り抜ける事である。善く誠順を保ち、国のために自愛し、兵糧を蓄え兵を養い、軍を出す機会をよく見極めるのだ。徒に虎口へ入っても、どのような益があろうか。天の時を待てば、泰平は必ず訪れる！」と述べた。三輔の民はみな慕容沖より略奪を受けていたので、みな苻堅の下に使者を送り、兵を派遣して慕容沖を攻めるならば、火を放って内応すると約束した。だが、苻堅は「諸卿の忠誠の意に甚だ哀しみを抱くばかりであり、どうしてまた止められようか。しかし、時運は既に失われており、恐くは益とはならぬであろう。諸卿が徒に夷滅させられるのを見るのは、我も忍びないのだ。我が精兵は虎豹の如く猛々しく、その利器は霜の如く鋭利である。それなのに、疲鈍している烏合の賊に挫かれてしまった。これが天で無くば何であろう！どうかこれをよく考えてほしい」と述べて断った。それでも彼らは「臣らは性命を惜しんでおらず、国のために身を投げる所存です。もし上天に霊が有るのであれば、忠義を尽くして大王ただ一人が救われる事を望むものです。たとえ死んでも、遺恨みなど残しません」と請願すると、苻堅は騎兵700を率いてこれに応じる事を認めた。だが、三輔の民が慕容沖の陣営に火を放つと、突如として風向きが変わって自らが焼かれる事となり、これを免れたのは10人のうち1人か2人という有様であった。苻堅はこれに深く心を痛め、自ら準備して祭を執り行うと、彼らを招いて「忠を有する霊よ、この庭に来たるがよい。汝らの先父の下に帰り、妖形になどならぬように」と宣言した。これにみな涙を流して悲しみに暮れ、互いに「至尊の慈恩はこのようであり、我らが死すとも変わる事はない」と言い合ったという。

## 瑞祥・怪異譚
- 苻堅が生まれる前、母の苟氏は漳河にある西門豹の祠に赴き、子宝を祈願した。すると、その夜に神と交わる夢を見て、これにより子を身籠った。その後、12カ月程で苻堅を生んだが、その日は神光が天より降り注いで庭を照らしたという。また、苻堅の背には赤い紋様が次第に浮かび上がり、文字を成した。そこには『草付臣又土王咸陽（草かんむりに付で苻を表し、臣・又・土で堅を表す。苻堅が咸陽の地で王となる事を暗示している）』と書かれていた。

- 前秦の初代皇帝苻健が関中平定を果たした時、彼はある夢を見た。その内容は、朱衣・赤冠を身に着けた天神からの使者が到来し、苻堅を龍驤将軍に任じるよう命じた、というものであった。これを受けて苻健はその翌日、曲沃において壇を設け、その場で苻堅を龍驤将軍に任じた。そして涙を流して苻堅へ「汝の祖父はかつてこの号を授かった（苻洪は後趙に仕えていた時代に龍驤将軍であった）。今、汝はまた神明により命じられたのだ。これを努める事が出来るか！」と語ったという。

- 357年5月、2代皇帝苻生は巨大な魚が蒲を食べるという夢を見た。苻氏は元々の姓が蒲であった事から、彼は気分を害した。また、この時期に長安では歌謡が流行り『東海の大魚は龍と化す。男はみな王となり、女はみな公となる。洛門東の所在はいずこか問う』というものであった。東海とは苻堅の封地であり、彼は龍驤将軍であり、洛門の東に邸宅があった。だが、苻生はこの謡が苻堅の事を指しているものと気づかず、勝手に夢で見た内容と結び付け、大魚とは太師魚遵の事を指しているに違いない決めつけ、魚遵とその7人の子・10人の孫を誅殺した。

- 361年、宮殿の東門に鳳凰が集まったとの報告を受け、苻堅は領内に大赦を下そうと考えた。そのため、王猛・苻融と甘露堂で密議し、その他の側近を全て退堂させた。苻堅自ら赦文を草稿し、王猛・苻融が紙墨を用いてこれを供進した。この時、一匹の大きな蒼蠅が窓から侵入し、甚だ大きな鳴き声を挙げて筆の先を飛び回っていた。すると俄かに、長安の道端で人びとが「今、官（朝廷）が大赦を下すとの事だ」と口にし始めるようになった。これを聞いた役人が苻堅へ上奏すると、苻堅は驚いて王猛・苻融へ「禁中には盗聴できるような場所はない。どうして漏れたというのか」と述べ、この件の調査を命じた。すると、みな「一人の黒衣を纏った小人が市で大声を挙げて『今、官（朝廷）が大赦を下すとの事だ』と触れ回っており、一瞬にしてその姿が見えなくなりました」と答えた。これを聞いた苻堅は「それは蒼蝿ではなかろうか。声量が常に非ざるものであったから、甚だに憎んでいたのだ。諺に『欲人勿知、莫若勿為（人に知られたくないと思うようなことはしないほうがよい）』とあり、声がか細くて聞こえずとも、事が形にならぬうちに明らかになってしまった。まさにこの事を言っているのだろう」と嘆じた。366年、秦州・雍州の二州において地震が起こり、大地が割れて水泉が湧出した。さらに長安では大風と共に雷鳴が轟き、家屋が倒壊して人が亡くなった。また、金の仏像からは毛が生えたという報告も聞かれた。苻堅はこれを恐れ、これまで以上に徳政に励むようになったという。

- ある時、高陸の民が井戸を掘ったところ、三尺もの大きさがある亀を捕まえた。その背中には八卦文が刻まれていた。苻堅がこの事を聞くと、太僕に池で飼うよう命じ、餌には粟を用いた。だが、381年に亀は死んでしまい、その骨を太廟に納めた。するとその夜、廟丞を務める高虜の夢に亀が現れた。その亀が言うには「我はもとよりここを出て江南に帰りたかった。しかし、時の不遇に遭い、秦庭で命を落としてしまった」と告げた。また夢の中で、ある人が高虜へ「亀は三千六百歳で死ぬといい、その最後には必ず妖が興る。これは亡国の徴である」と言ったという。

- 372年、苻融が冀州に赴任する事が決まった時、母の苟夫人は苻融が末子であったので甚だ溺愛しており、出発に際しては三度も灞上へ赴いた。さらに、出発の日の夕方にもまた密かに苻融の所へと赴いたが、内外の者は誰もこのことを知らなかった。その夜、苻堅が前殿で寝ていた時、太史令の魏延が上言して「天市南門屏内において、后妃星が明を失いました。また、左右の閽寺（後宮に仕える宦官）も姿が見えません。これは、后妃が移動した象でしょう」と述べた。苻堅はこの事を調べさせ、事実だと判明すると「天道と人というのは、どうして遠からず関わりがあるのか！」と驚いた。この一件により、星官は重んじられるようになった。

- 372年、大風が西南より吹き、俄かに空が暗くなって恒星が空一面に広がり、赤星が西南の空に姿を現すという異常な現象がみられた。これを見た太史令の魏延は「占いによりますと、西南の国が亡ぶとの事です。明年に必ずや蜀漢は平定されるでしょう」と述べると、苻堅は大いに喜び、秦梁の守備を厳重にするよう命じた。果たして翌年、予言通り益州は前秦の支配下となった。

- 373年、天から鼓鳴が聞こえ、彗星が尾箕の間より出現した。その長さは10丈余りあり、蚩尤旗と名づけられた。彗星は太微を経て、東井を掃し、4月に現れて秋冬になっても滅しなかった。これを受け、太史令張孟は苻堅へ「尾・箕というのは燕の分野であり、東井は秦の分野です。彗が尾箕より起こり、東井を掃しています。10年後には燕は当に秦を滅し、20年後には代は当に燕を滅する象でしょう。慕容垂の父子兄弟は我らの仇敵でありながら、朝廷に列しており、その貴盛は並ぶものがおりません。臣は密かにこの事を憂えております。その魁桀なる者を翦り、天変を消すべきです」と勧めた。しかし、 苻堅はこれを聞き入れず、却って慕容暐を尚書に、慕容垂を京兆尹に、慕容沖を平陽郡太守に任じた。苻融がこの人事を聞くと、上疏して「臣が聞くところによりますと、東胡（鮮卑）は代々長きに渡って燕の地におりましたが、石氏の乱が起こると、遂に華夏を領有するようになり、その勢力は六州に跨り、南面して称帝しました。陛下は六師に命じて、毎年のように大挙して征討しました。その甲斐があって捕らえる事は出来ましたが、彼らは義を慕って徳を懐かしんで帰化したのではありません。しかし、今その父子兄弟らは官に列して朝廷を満たしており、執権・履職しており、その勢いは古くからの功臣を凌ぐほどになっておりますが、これは陛下が親しくこれを遇しているからに他なりません。臣は愚かではありますが、猛獣を養うべきではないと考えております。狼子の野心は明白です。かつて星に異常があったのは、災が燕より起こる事を予兆していたのです。願わくばこれを天からの戒めと思い、少しでも心に留めていただきたく。臣はこの事を言うべき地（前燕の旧都である鄴）におり、黙っているわけにはまいりません。詩にも『兄弟急難』・『朋友好合』とあります。昔、劉向は、肺腑の親（親しい身内）である事をもって極言する事が出来たといいます。どうしてこの臣に出来ないでしょうか！」と訴えた。これに苻堅は「汝は徳を為すにも十分でなく、是非を抱いておらず、善を立てても称さず、名は実より過ぎている。詩には『徳輶如毛、民鮮克挙之』とある。君子は高き所に処り、傾敗を戒懼するのが、務めではなかろうか！今、四海の事は広がっており、兆庶（万民）は未だ安んじられていない。黎元（人民）が撫に応じ、夷狄が和に応じ、六合を混ぜて一家となすべきなのだ。そうすれば、夷狄もまた赤子のようであろう。汝はその思いを留め、疑念を抱かぬように。そもそも天道は順を助けるものであり、徳を修めれば災を払えるのだ。苟も自己を省みる事が出来るならば、どうして外患など恐れようか！」と述べ、聞き入れなかった。

- 374年12月、ある人が明光殿に侵入すると、大声を上げて「甲申・乙酉の年（384年・385年）、魚羊が人を食う。悲しいかな。残るものはないであろう！」と言った。苻堅はこの者を捕らえるよう命じたが、すぐにその姿は見えなくなった。これを受け、秘書監朱肜・秘書侍郎趙整は諸々の鮮卑を誅殺するよう固く請うた（魚と羊を合わせると鮮となる）が、苻堅は聞き入れなかった。果たして苻堅は384年に鮮卑の反乱に遭い、翌年には命を落とすこととなった。

- 381年4月以来、長安には水の幻影が見られるようになり、遠くから観ると水のようであったが、すぐ近くで見ると人のようであったという。383年1月にはこの現象は止んだが、苻堅はこれを聞いて気味悪がった。また、同年には彗星が東井を掃い、上林では竹が死滅し、洛陽では地面が陥没したという。さらに384年4月には、鬼が夜に哭き、三旬の後に止んだという。これらはいずれも苻堅が敗亡する予兆であったとされる。

- 東晋朝廷は前秦の襲来を聞いた時、会稽王司馬道子を派遣して威儀・鼓吹をもって鍾山の神に助けを求めさせ、また相国の号をもってこれを奉じさせた。その後、苻堅は謝玄との交戦中に北の八公山にある草木を晋兵と見間違え、大いにその軍を動揺させたが、これは神霊の助けによるものであったという。

- 苻堅が東晋を伐って項城まで進出したとき、以前より『堅不出項』という諺が流れていたので、群臣は苻堅へ項城に留まった上で六軍に号令を掛けるよう勧めた。だが、苻堅はこれに従わずに自ら出撃し、故に敗れ去ったのだという。

- かつて、関東の地では「幽州は𡙇し、生命はまさに滅するであろう。もし滅せなくとも、百姓は絶えるであろう」という謡があった。𡙇とは慕容垂の以前の名であり、果たして384年より慕容垂は苻丕と長期間相対したため、この謡の通り土地は荒廃して百姓がいなくなるという事態に陥ることとなった。

- ある時、数万羽の群烏が長安城の上空に飛来すると、甚だ悲しい鳴き声を上げた。これを見た占者は、烏が1年の間ずっと縄張り争いを続ける事はしないことから、これを甲兵が入城してくる予兆ととらえた。慕容沖が長安を攻め落とすのはその数カ月後の事であった。

- 385年5月、長安城では毎夜、大声で「楊定の健児は我に属する事に応じ、宮殿や台観は我に座られる事に応じている。父子・同出（兄弟）は汝とは行動を共にせぬ」と大声で叫ぶ声が聞こえたが、これを捜そうとしても痕跡は見つからなかった。その後、楊定は慕容沖に捕らえられ、宮殿もまた慕容沖に占拠されることとなった。

- 前秦が混乱に陥る以前の事、関中において土から火がないのに煙が沸き起こり、数十里の四方に広がると、それから1月余り経っても消える事は無かった。苻堅はこれを聞くと、恨みを抱いた百姓が城北で煙を挙げているに違いないと決め、これを記録させた。長安でもこの煙は語られ「煙を挙げている奴が、必ず存在するぞ」とみな言い合っていた。また『長鞘な馬鞭で左股を撃ち、太歳（木星）は南行してまさに再び虜とならん』と言う謡も流行った。前秦の人は鮮卑人を白虜と呼んでおり、慕容垂が関東で挙兵するのは癸未（383年）の歳であった。

- 苻堅がまだ強盛であった時、国内で童謡が流行り、その内容は『河水はまた清くなり、苻詔は新城に死す』というものであった。苻堅はこれに嫌悪感を抱き、征伐する度に軍候へ戒めて「地名に『新』とあったならば、これを避けるように」と命じた。ある時、また童謡が流行り、その内容は『阿堅は連牽すること三十年、もし後に敗れるとすればまさに江淮の間である』というものであった。苻堅は在位すること27年に及び、寿春での敗北により国は大乱となり、2年後に新平の仏寺で殺された。いずれも童謡に応じたものであった。

- 慕容沖のは姉が一人おり、容姿端麗であった。苻堅が前燕を滅ぼした時には14歳であったが、後宮に入ると苻堅より甚だ寵愛を受けた。慕容沖はこの時12歳であったが、彼もまた美貌を有していた事から、苻堅より愛された。この姉弟は次第に苻堅の寵愛を独占するようになり、宮女の中で並ぶものはいなかったという。いつしか長安では「一雌と一雄が並んで紫宮（天子の住まう宮殿）に入る」という歌が流行るようになり、みな乱の兆しではないかと恐れた。その後、王猛は幾度もその過度な寵愛を諫言したので、苻堅は慕容沖を長安の外へ出した。その後、長安ではまた「鳳皇、鳳皇、阿房に止まる」という謡が流行った。苻堅は鳳皇が梧桐にしか住まわず、竹の実以外は食さないと知っていたので、数10万本の桐や竹を阿房城に植えて鳳皇の到来を待ち侘びた。だが、鳳皇とは慕容沖の小字（幼名）であり、謡の内容は彼の事を指していた。そして、遂には慕容沖は阿房城を占拠し、苻堅に仇なす存在となった。

## 評価
伝統的に符堅は高く評価されていたとは言えず、『晋書』符堅載記の論賛でも「裏切り者を信じて国を破滅させ、天下の笑いとなった。哀れとも言えまい、誤りがなかったとも言えまい」としている。
南宋の史家李燾は『六朝通鑑博議』において符堅を酷評した。「符堅は状況判断を間違え、攻めるべきときでないときに攻め込んだ愚の甚だしき者」とし、「攻めるべきときに攻める状況判断ができるのが知将である。韓信のような知能、呂布のような武勇、王莽のような威勢を兼ね備えても天運がなければなかなか南下は難しい。符堅は知もなく、勇もなく、威もなかった。おまけに状況も悪かったが、自称百万の兵を頼みに攻め込んできた。王猛・苻融が侵攻を諦めるように言ったのはそのことを知っていたからだ」と酷評している。
20世紀になると苻堅は民族融合の理想論者だったことにされ、陳舜臣や柏楊のような小説家が「苻堅は諸民族を糾合するという理想に駆られていた感があった。私は符堅の志を思うと涙が出そうになる。苻融などはこの施策を危険と見て諌めたが、苻堅は当時としては信じられないほど極端な理想を述べて聞き入れなかった」と言い始めた。

## 宗室

### 父母
- 苻雄（苻洪の末子）
- 苟氏 - 太后

### 后妃
- 苟氏 - 皇后（天王后）
- 慕容氏 - 皇妃（天王妃）。前燕の皇帝慕容儁の娘で、前燕の清河公主であった。
- 張夫人 - 皇妃（天王妃）

### 伯父
- 苻健

### 従叔父
- 苻洪の弟の苻安の子
  - 苻定
  - 苻鑒

### 兄弟
- 苻法 - 異母兄
- 苻双 - 同母弟
- 苻融 - 同母弟
- 苻忠 - 異母弟

### 従兄弟
- 苻洪の長男の子
  - 苻黄眉
  - 苻菁
  - 苻重
  - 苻洛
- 苻健の子
  - 苻萇
  - 苻靚
  - 苻生
  - 苻覿
  - 苻方
  - 苻碩
  - 苻騰
  - 苻柳
  - 苻桐
  - 苻廋
  - 苻武
  - 苻幼
- 苻敞
- 苻紹
- 苻謨 - 後燕の皇帝慕容熙の昭儀苻娀娥・皇后苻訓英の父

### 甥・従子
（従子（従兄弟の子）も含む）
- 兄の苻法の子
  - 苻陽（東海公）
  - 苻敷（清河公）
- 従兄の苻洛の子
  - 苻朗
- 従兄の苻敞の子女
  - 苻登
  - 苻広
  - 東平公主 - 西秦の王乞伏乾帰の王后

### 子女
- 苻丕（哀平帝）
- 苻暉（平原公）
- 苻宏（皇太子、母は苟皇后）
- 苻熙（広平公）
- 苻叡（鉅鹿公、雍州刺史）
- 苻琳（河間公）
- 苻詵（中山公、母は張夫人）
- 順陽公主 - 楊璧の妻
- 楊定の妻
- 苻宝
- 苻錦

## 苻堅を扱った作品

### 小説
- 小前亮 『王道の樹』 祥伝社、2008年（平成20年）、ISBN 978-4-396-63308-0
  - 2012年（平成24年）4月、本書の文庫版が『苻堅と王猛 -不世出の名君と臥竜の軍師-』（祥伝社（祥伝社文庫）、ISBN 978-4-396-33755-1）と改題して刊行されている。